# Vacheron Constantin
Vacheron Constantin è una delle più antiche fabbriche di orologi al mondo, nonché la più antica a produrre ininterrottamente segnatempo dall'epoca della sua fondazione. Dal 1996 fa parte della società di prodotti di lusso Compagnie Financière Richemont SA.

## Storia

### Dalla fondazione ad inizio Ottocento

Jean-Marc Vacheron (1731-1805), fondatore dell'azienda

La Maison fu fondata il 17 settembre 1755 nel quartiere ginevrino di Saint-Gervais dall'orologiaio Jean-Marc Vacheron (1731-1805), figlio di Jean-Jacques Vacheron, appassionato di idee illuministe e condivisore degli ideali del concittadino Jean-Jacques Rousseau.
Inizialmente il laboratorio orologiaio era composto da Jean-Marc e da un suo apprendista. Risale all'anno della fondazione l'unico orologio della manifattura a recare la firma del fondatore, sul movimento. Nel 1785 subentrarono alla guida dell'attività due dei cinque figli del fondatore: Louis André (1755-1814) e Abraham Vacheron (1760-1843). Come di consuetudine del periodo, il primo firmava i propri orologi "Louis André Vacheron", mentre il secondo "Abraham Vacheron", ma dal 1786 quest'ultimo iniziò a firmarli a nome "A. Vacheron Girod", essendosi associato con Barthélémy Girod, fratello di sua moglie Annette, che sposò proprio nel 1786. Fino a fine anni Quaranta del Novecento, secondo alcuni archivi dell'azienda si riteneva che la data di fondazione fosse il 1785, ed infatti quest'ultima data era riportata sui manifesti pubblicitari fino a quell'epoca. 

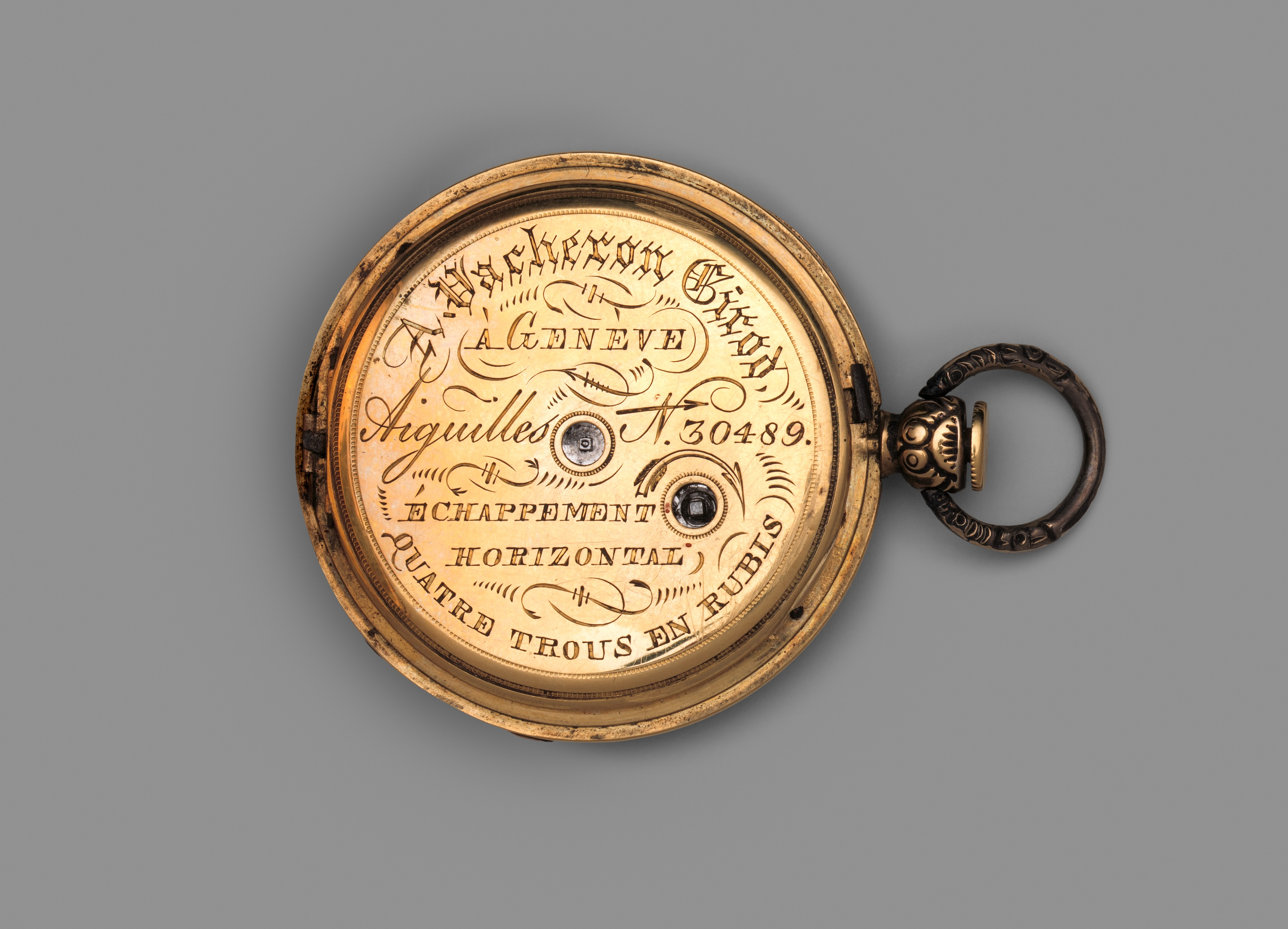
Raro segnatempo da tasca con carica a chiave firmato Vacheron Girod, databile fine 1700/primi 1800.

Risale al 1790 la prima complicazione realizzata dalla manifattura: trattasi di un orologio da parete, la cui struttura è a forma di croce di Malta, dotato di tre sottoquadranti: uno per ore e minuti, uno per la data e uno per il giorno della settimana.

### L'unione tra Vacheron e Constantin: 1800-1820
Nel 1805 muore il fondatore Jean-Marc. La dinastia orologiera di suo figlio Louis André si conclude nel 1837, con la morte di suo figlio Pierre André, pertanto l'intera guida dell'azienda passa nelle mani di Abraham. Durante gli anni dell'amministrazione di costui la Maison, poi passata nel 1810 al figlio Jacques Barthélémi (1787-1864, nipote del fondatore), amplia la propria produzione. Con Jacques Barthélémi inizia anche la produzione di esemplari più complicati, tra i quali si ricordano gli orologi, da polso e pendolette da viaggio, in grado di produrre melodie differenziate, grandi e piccole suonerie. Esponendo in vari Paesi, riuscì ad affascinare clienti importanti, quali Carlo Alberto (all'epoca Principe di Carignano e futuro Re di Sardegna e padre di Vittorio Emanuele II), che secondo gli archivi della Maison ne divenne cliente a partire dal 1817. Nel 1812 Jacques Barthélémi Vacheron ha un erede: César (1812-1869).
Nel 1816 il socio Girod, zio di Jacques Barthélémi, uscì dalla società la quale, per un breve periodo di tempo (dal 1816 al 1819) vide l'inserimento del cognato del proprietario: Charles-François Chossat, e si venne così a creare la Vacheron Chossat, la quale però si sciolse quando, nel 1819, entrò a far parte della società un commerciante di tessuti di nome François Constantin (1788-1854). Lo stesso Constantin aveva già operato nel settore orologiero, dal momento che prima di stringere la collaborazione con Vacheron collaborò con Jean-François Bautte, azienda che intrecciò stretti rapporti con Girard-Perregaux, prima di confluire all'interno di quest'ultima.

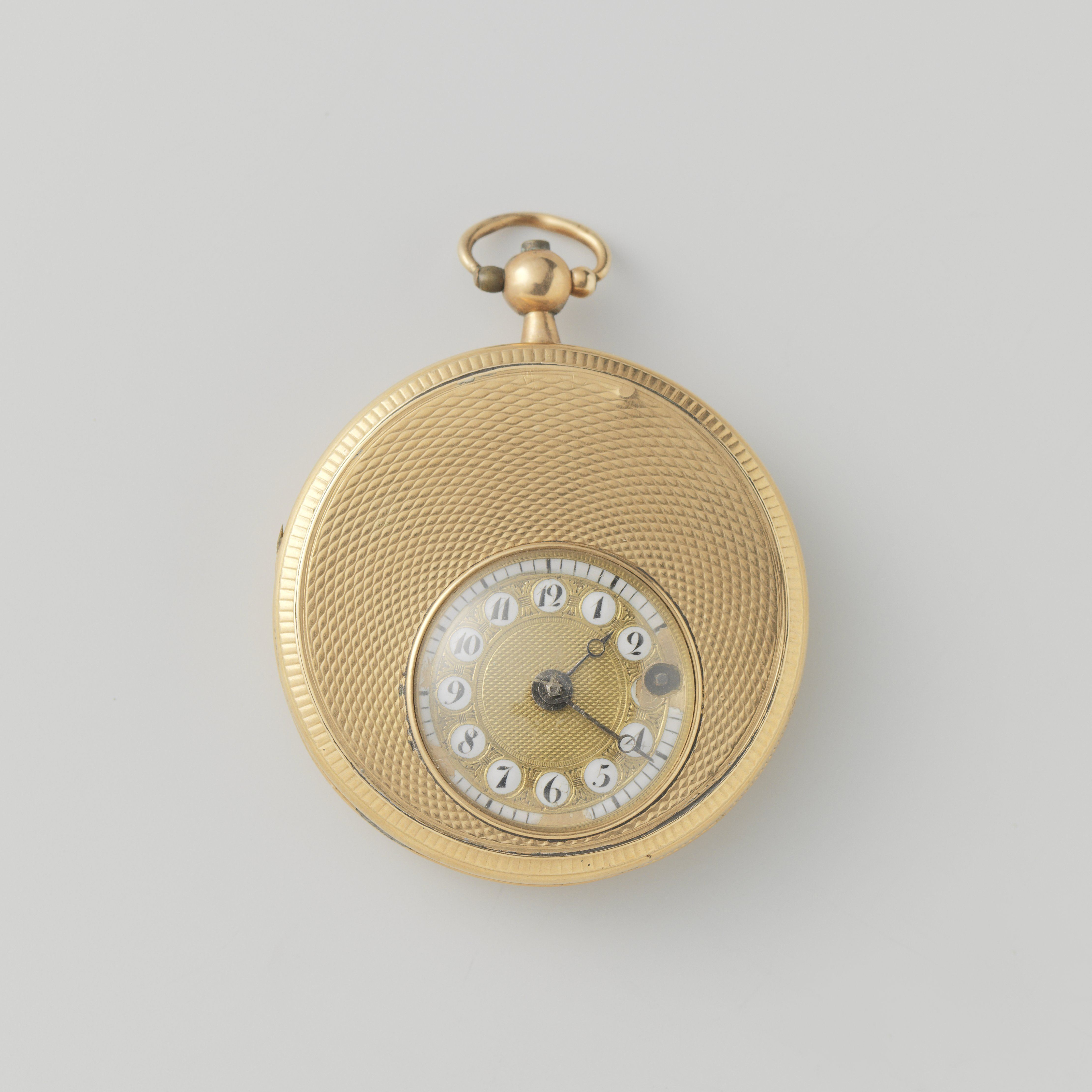
Orologio da tasca Vacheron Chossat dei primi anni dell'Ottocento

È di Constantin, abile commerciante, la paternità del motto della manifattura ("fare meglio se è possibile, ed è sempre possibile"), che dal 1º aprile 1819 assume il nome Vacheron & Constantin, e la nuova denominazione appare anche sul quadrante degli orologi. In questo periodo la Maison realizza anche orologi con complicazioni, come testimoniato da un saltarello da tasca dal calibro ultrasottile. Nel 1824 appare il primo orologio dell'azienda dotato della complicazione delle ore saltanti e contestualmente appare anche la complicazione del datario, e negli stessi anni anche uno svegliarino. L'aver acquisito come cliente Carlo Alberto favorisce anche lo sviluppo del mercato italiano, tanto che già tra la fine degli anni Venti e l'inizio degli anni Trenta dell'Ottocento si stabiliscono in Italia i primi agenti Vacheron & Constantin. In questi anni è assai frequente che il nome della Maison non figurasse sul quadrante, per lasciare spazio spesso a decorazioni smaltate.

### Sviluppo commerciale e vicende successorie: 1830-1870

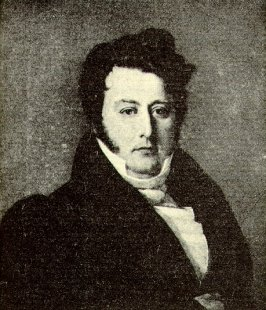
François Constantin (1788-1854), socio di Vacheron dal 1819.

Nonostante l'esportazione di orologi in direzione degli USA fosse già cominciata nel 1811, solo nel 1832 apre il suo ufficio newyorkese il primo agente di commercio con sede americana, John Magnin. Tre anni dopo l'attività si estende anche in America del Sud, in particolare in Brasile e a Cuba. La richiesta di segnatempo cresce in maniera esponenziale tanto che i soci dell'azienda, nel 1839, si fanno costruire dall'orologiaio Georges-Auguste Leschot (1800-1884) un'apposita macchina utensile in grado di velocizzare il processo di realizzazione degli orologi, di costruire alcune componenti intercambiabili e di incidere piccole parti meccaniche. Grazie a questa macchina iniziò, in casa Vacheron & Constantin, la produzione parzialmente meccanizzata dei movimenti, e si riuscì ad aumentare notevolmente la produttività. Verso la fine degli anni Quaranta dell'Ottocento la casa inizierà la propria commercializzazione anche in India.
Nel 1842 Vacheron & Constantin trasferisce la propria sede all'interno della Tour de l'Ile (in italiano "Torre dell'isola"), una torre storica, unica testimonianza di un castello d'epoca medievale risalente al Duecento, e vi rimase fino al 1875, quando si trasferì nei nuovi locali in Rue des Moulins, sempre a Ginevra (proprio a fianco della torre), dove ancora oggi è situata una delle sedi (quella dedicata all'heritage, e non più quella principale, che è situata a partire dal 2005 a Plan-les-Ouates). Nel 1844 César Vacheron entrò in azienda.

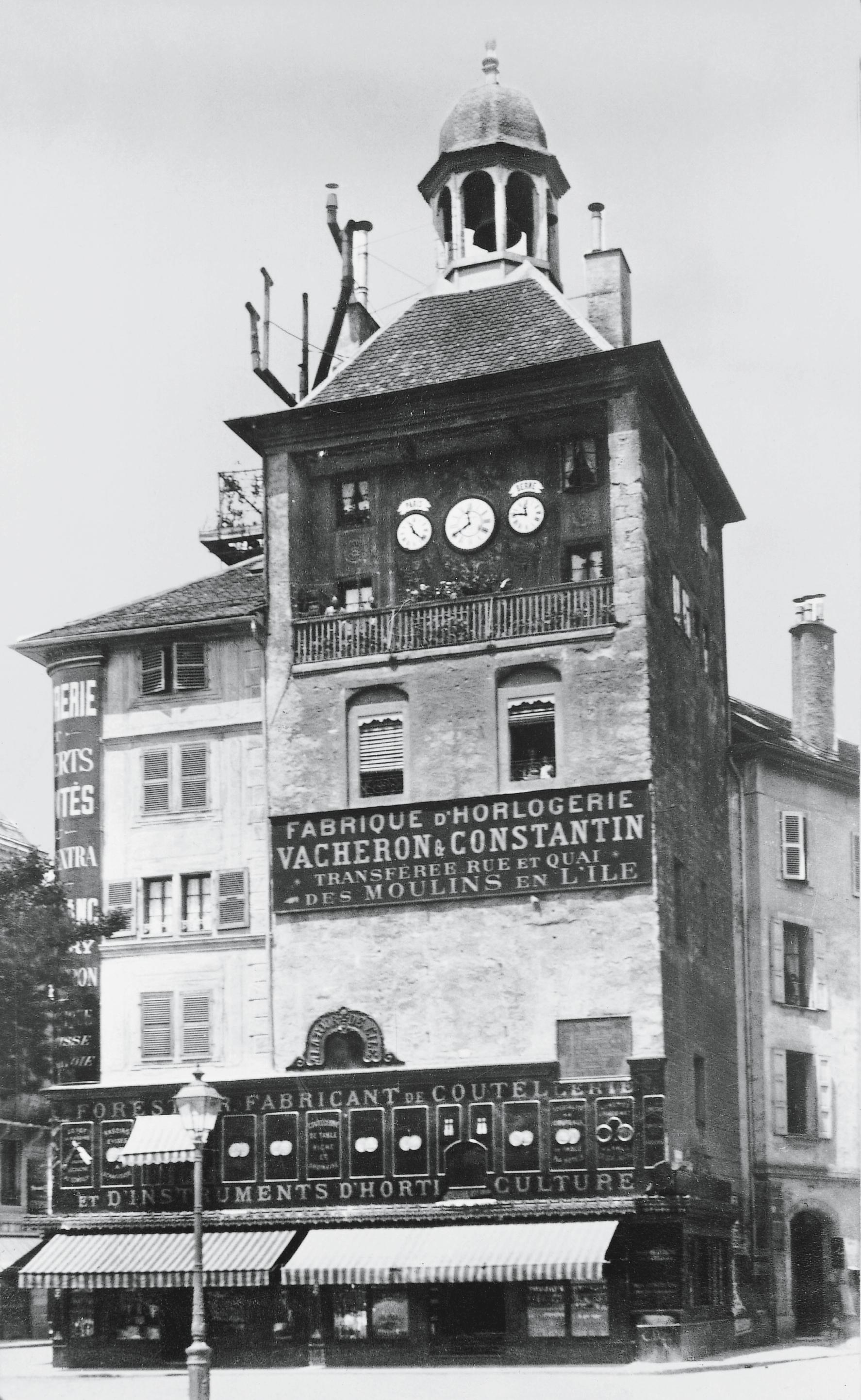
La Tour de l'Ile di Ginevra, antica sede di Vacheron & Constantin dal 1842 al 1875.

Nel 1846 César ebbe un figlio: Charles-César, il quale faceva presagire ad una lunga dinastia per la famiglia Vacheron. Tuttavia le morti di César nel 1869 e di suo figlio Charles-César nel 1870 costrinsero le vedove di César (Catherine Etierinette Vacheron) e Charles-César (Laure Vacheron Pernessin) a guidare per un breve periodo l'azienda, la quale dovette temporaneamente cambiare nome in ""V.ve César Vacheron & Cie" ("Vedove di César Vacheron e figlio), oppure "Veuve C. Vacheron & Cie Successeurs". Solitamente queste indicazioni si potevano trovare all'interno delle casse degli orologi da tasca dell'azienda.
Il socio François Constantin, non sposato, morì nel 1854 e gli successe il nipote Jean-François (1829-1900, figlio del fratello Jean-Nicolas), il quale ebbe il compito di tramandare la parte di società al fianco della famiglia fondatrice della Maison, tanto che suo figlio Eugène-Marc (1860-1922) divenne in seguito amministratore dell'azienda. Jean-François Constantin aiutò le vedove Vacheron a trovare un direttore esterno (il primo non appartenente alla famiglia Vacheron) nella figura del banchiere Philippe-Auguste Weiss, che nel 1875 iniziò a lavorare per Vacheron & Constantin. Nonostante le funeste vicende successorie, nel frattempo la casa orologiera era diventata anche fornitrice di diversi zar russi e degli imperatori cinesi. Sempre nel 1875 Vacheron & Constantin sposta la propria sede dalla Tour de l'Ile ad un palazzo adiacente, in Rue des Moulins.

### I primi cronografi e la Croce di Malta: 1880-1900
Nel 1877 viene realizzato il primo cronografo da tasca della Maison, su richiesta di qualche facoltoso cliente e lo stesso anno compare per la prima volta il logo a forma di croce di Malta (poi registrato nel 1880), come riferimento ad un elemento all'interno del gruppo del bariletto, con la funzione di limitare la tensione della carica della spirale (e non come riferimento ai Cavalieri di Malta come erroneamente viene ritenuto da taluni). A riprova di questo fatto si può notare come diversi Patrimony Squelette (come ad esempio la referenza 43038, realizzato tra gli anni Ottanta e Novanta del Novecento, o il 47100 con funzione di cronografo) riportino il simbolo della croce di malta per coprire spirale e bilanciere. Nel 1879 inizia la collaborazione con il gioielliere parigino Verger Fréres, grazie alla quale l'azienda migliora ulteriormente la qualità e la varietà dei propri prodotti. Un esempio della lunga e proficua collaborazione si ha nella realizzazione di orologi da viaggio decorati. In questi anni i cronografi da tasca entrano nella produzione di serie, seppur in piccolissime quantità. Rispettivamente nel 1884 e nel 1889 vengono realizzati il primo orologio da tasca a double face e il primo orologio da polso da donna, oltre a uno dei primi cronografi con funzione rattrapante. Nel 1887 nasce Charles Constantin, figlio di Eugène-Marc, nonché ultimo erede della famiglia Constantin a lavorare in Vacheron & Constantin.

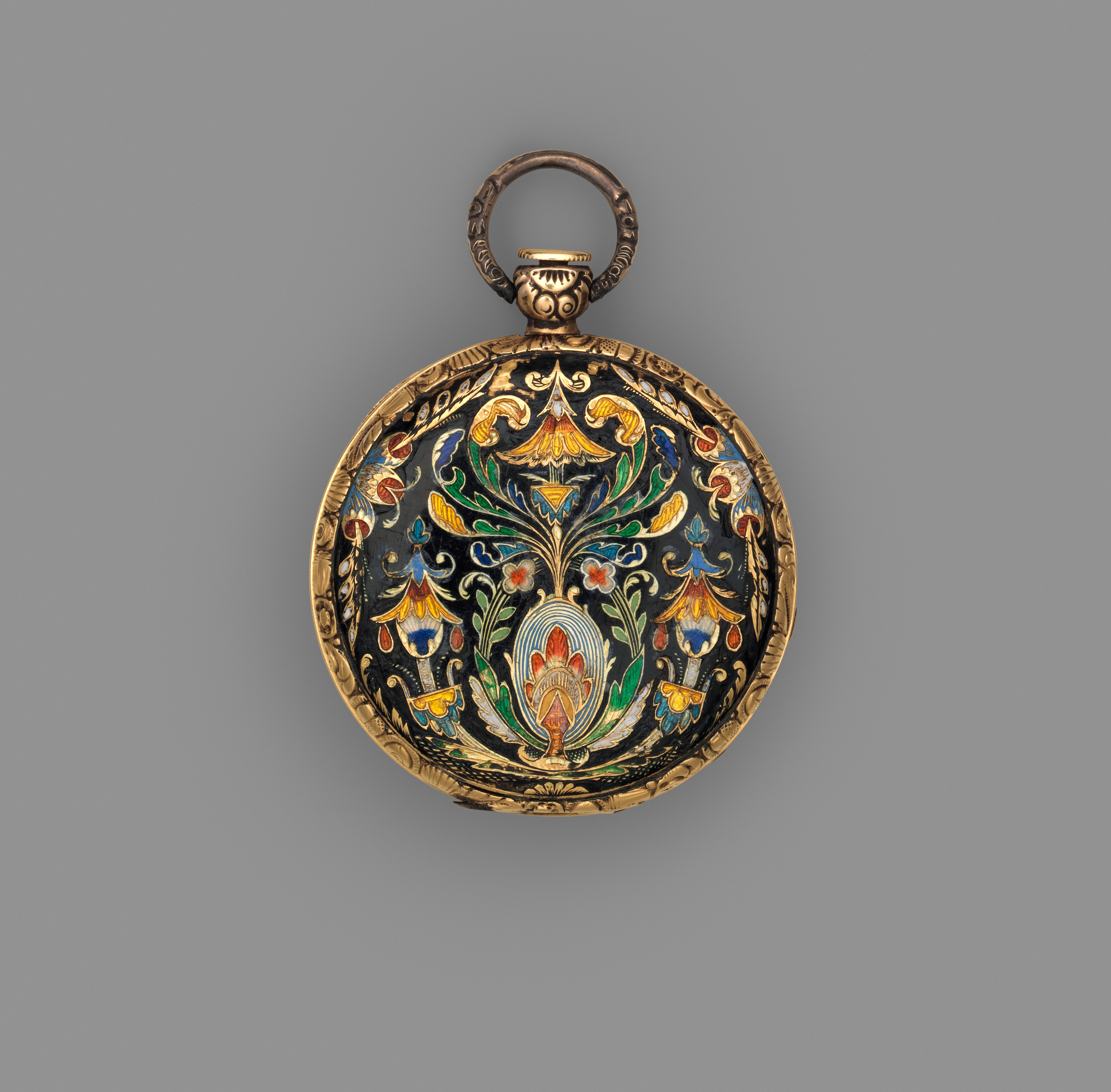
Orologio da tasca Vacheron & Constantin in oro decorato in smalto, risalente all'Ottocento.

Nel 1893 Ratel e Vacheron & Constantin realizzano un esclusivo orologio da tasca a tema Via Crucis per Papa Leone XIII, in cui ogni ora è dedicata a una stazione della Via Crucis, mentre sulle lancette sono riprodotti gli strumenti utilizzati per crocifiggere Gesù.

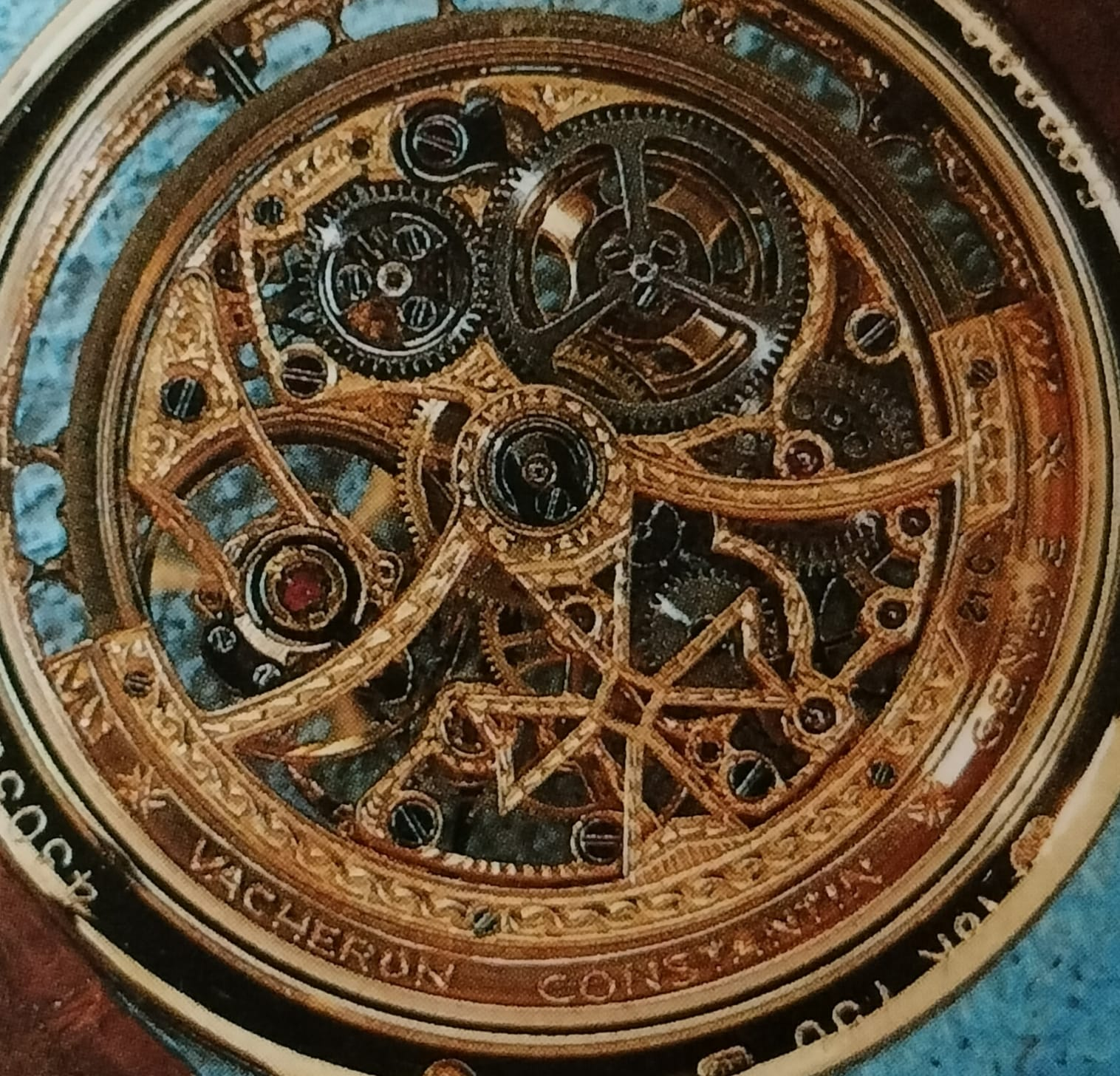
Un esempio di finiture di altissimo livello su un Vacheron Constantin scheletrato, calibro 1120: ogni ponte è inciso, così come la massa oscillante, che riporta l'emblema della croce di malta. L'orologio in oggetto è la ref. 43038.

### Dalle prime boutique alla prima guerra mondiale: 1900-1920
Nel 1901 per la prima volta un orologio Vacheron & Constantin ottiene il Punzone di Ginevra (importante riconoscimento di qualità istituito nel 1886).
Nel 1904 è stato realizzato un orologio appositamente per i Fratelli Wright, da collocare sulla coscia grazie ad un cinturino particolarmente lungo.
Agli inizi del Novecento vengono realizzati in-house anche alcuni movimenti di ottima qualità che andavano dalle 11.75" fino alle 19.5" di diametro, e alcuni dei calibri montati sugli orologi da polso derivano, in tutto o in parte, da quelli montati sulle cosiddette "cipolle". In questo periodo Vacheron & Constantin registrò due marchi: Astral e Trident. In questi primi anni del nuovo secolo Vacheron fornisce anche alcuni segnatempo da tasca per le ferrovie americane.
Il 1 agosto 1906 apre la prima boutique, a Ginevra, in Quai de l'Ile. L'anno successivo la Maison realizza il suo primo orologio (da tasca) dotato di certificazione Chronomètre Royal (si trova anche la dicitura inglese Royal Chronometer), un orologio non solo destinato alle competizioni di precisione, ma adatto anche all'utilizzo quotidiano. Per questa finalità, a differenza degli altri orologi realizzati dall'azienda, le finiture non erano pregiatissime perché si privilegiava la robustezza e la sostanza all'apparenza. Nel corso dei decenni questo appellativo venne utilizzato per diversi altri orologi, a testimonianza della precisione che contraddistingueva i modelli Vacheron & Constantin. Nel 1906 l'azienda diventa fornitrice ufficiale della corte del Regno di Serbia.

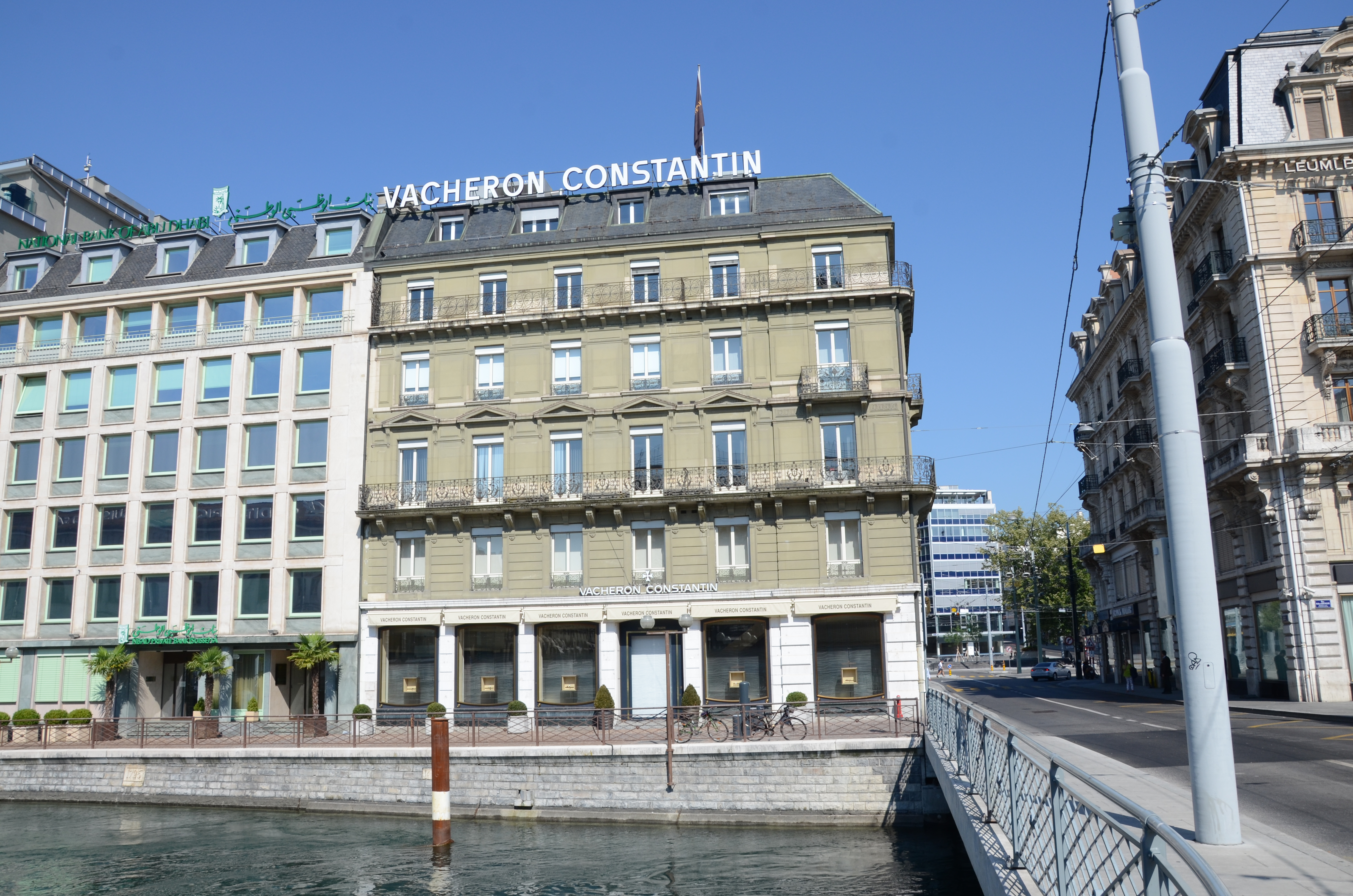
Sede Vacheron Constantin a Quai de l'Ile, Ginevra

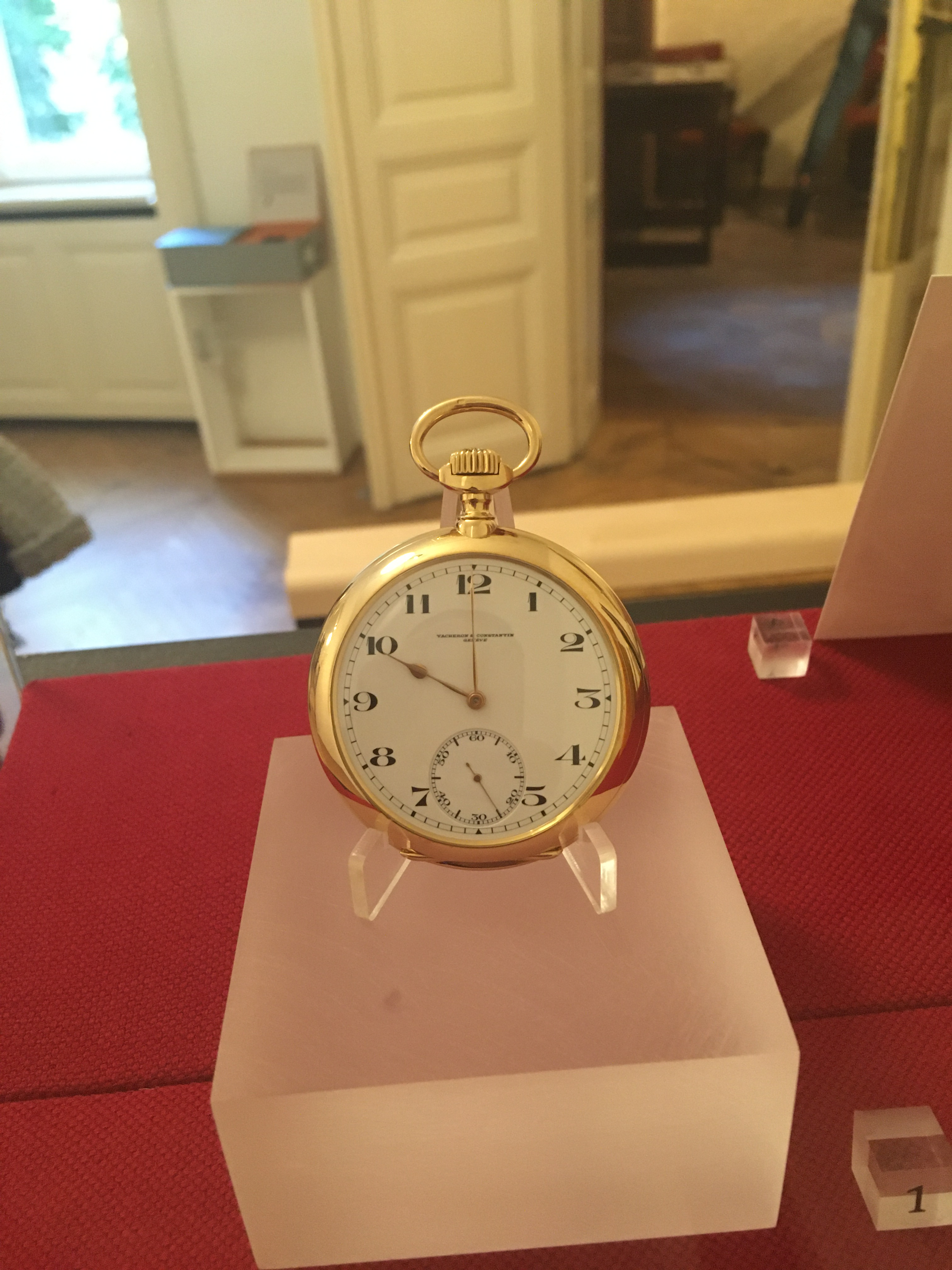
Orologio da tasca appartenuto a Sigmund Freud, esposto al Sigmund Freud Museum di Vienna.

Nel 1910 appare uno dei primi orologi con grande complicazione Vacheron & Constantin: si tratta di un calendario perpetuo con ripetizione minuti da tasca (ref. 10722). Nello stesso decennio viene realizzato anche un orologio da tasca dotato della complicazione dell'equazione del tempo marciante e delle indicazioni di alba e tramonto.
Negli anni Dieci si diffondono i segnatempo da polso, realizzati soprattutto con casse di forma tonneau e a losanga: la Maison è una delle prime (se non addirittura la prima) a proporre degli orologi da polso con casse che non avessero la consueta forma rotonda (diverse le referenze, come le 10144, 10347, 10594, 10970 e 11551, realizzate tra il 1913 e il 1918). Un altro pezzo assai pregiato di questo periodo è un orologio da tasca con calendario perpetuo e complicazione dell'equazione del tempo marciante. Nel 1914 entra in azienda Charles Constantin, ultimo della famiglia a lavorare nell'azienda.
Tra il 1914 e il 1915 l'azienda realizza un movimento di dimensioni minuscole (20x5 millimetri), che chiama "Tuyau" ("tubo"), che troverà ben presto significativa applicazione nei "cocktail watch" da donna e non solo, visto che uno di questi calibri è finito in un Vacheron & Constantin pezzo unico realizzato per il Maharaja di Patiala Bhupinder Singh.
Tra il 1916 e il 1917 la Maison realizza il suo primo cronografo da polso, dotato di un solo pulsante per azionare, arrestare e resettare il crono. Si tratta della referenza 1441, con movimento derivato dall'ébauche Reymond Fréres.

In questi anni proseguono anche le realizzazioni da tasca, specie in modelli peculiari per collezionisti, connaisseurs e regnanti (tra cui anche Papa Pio XI) che commissionano alla Maison pezzi unici estremamente complicati e prestigiosi: è il caso ad esempio del Packard (crono da tasca con grande e piccola suoneria e cassa in oro incisa a mano), del Fouad (un tasca con ripetizione minuti, carillon, suoneria grande e piccola, cronografo rattrapante e calendario perpetuo battuto all'asta negli anni Duemila per oltre due milioni e mezzo di dollari), del Farouk (padre e figlio, entrambi sovrani d'Egitto fra il 1922 e il 1952, quest'ultimo orologio da tasca, il Farouk, era un ripetizione minuti, suoneria grande e piccola, cronografo rattrapante, calendario perpetuo, sveglia e indicazione della riserva di carica e riserva della suoneria. Il Farouk venne realizzato in 5 anni e consta di 820 componenti) o del Boisrouvray (orologio da tasca con ripetizione minuti, carillon, svegliarino, cronografo rattrapante e calendario perpetuo), realizzati tra gli anni Dieci e gli anni Quaranta del Novecento. La produzione dei segnatempo da tasca, anche complicati, proseguirà anche una volta che la moda degli orologi da polso avrà definitivamente preso il sopravvento (si veda, ad esempio, la ref. da tasca 4297 con calendario perpetuo e ripetizione minuti, datata 1944, o la 4444 del 1946, con in più anche la funzione di cronografo).

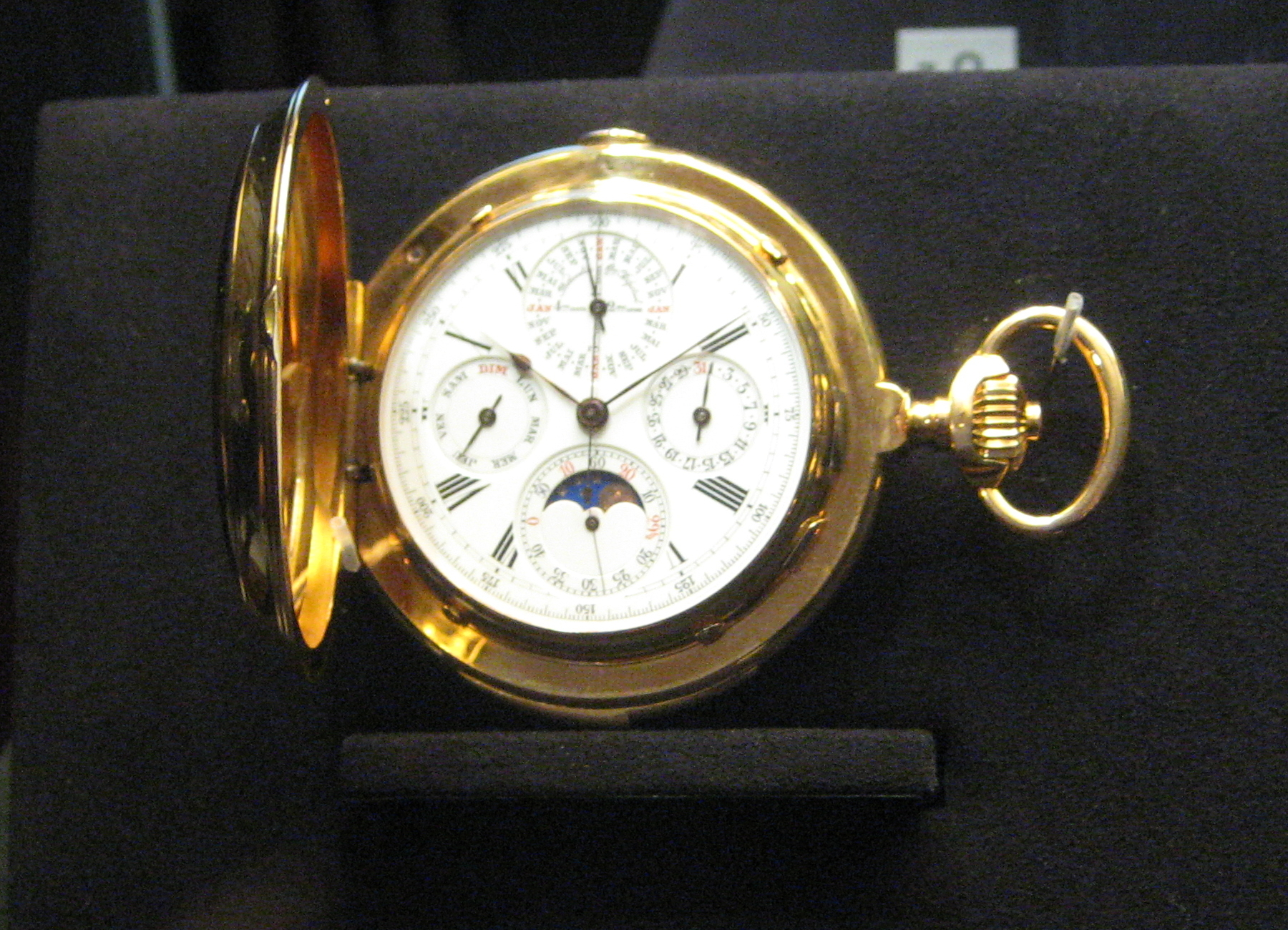
Vacheron Constantin da tasca pluricomplicato in oro dotato di cronografo, ripetizione minuti e calendario perpetuo. Risalente ai primi del Novecento.

Durante la prima guerra mondiale Vacheron & Constantin diventa fornitrice di alcuni orologi da tasca (solotempo e cronografi) per alcuni reparti dell'esercito statunitense. Questi orologi erano contraddistinti da un'elevata leggibilità del quadrante, grazie a numeri arabi marcati e di dimensioni generosi. Un esempio è dato dalla fornitura, nel 1918, di 5000 cronografi flyback da tasca all'American Expeditionary Force per fornire gli U.S. Corps of Engineers.

### I ruggenti anni Venti e la grande depressione: 1920-1930
Nei primi anni Venti compaiono le prime casse a cuscino, emblema di un'estetica più personale e creativa che si sta sviluppando, interpretando gli stilemi dell'Art déco. Nel 1921 viene creato un orologio da polso per il mercato americano, oggi riproposto col modello Americaine 1921 (reff. 12070 e 11677) e noto per la cassa a cuscino e il suo quadrante con numeri disposti in modo alternativo, ruotati di circa una posizione in senso orario e disassati. L'allora referenza 11677, prodotta in pochissimi esemplari, si trattava di un vero e proprio "tool watch", dal momento che era utile ai piloti per leggere meglio l'orario senza dover ruotare eccessivamente il polso. La ref. 12070 presenta lo stesso font dei numeri che avevano quei modelli da tasca che erano stati forniti all'esercito degli Stati Uniti durante il primo conflitto mondiale. In questo decennio appaiono le prime complicazioni retrograde e i primi quadranti parzialmente scheletrati.

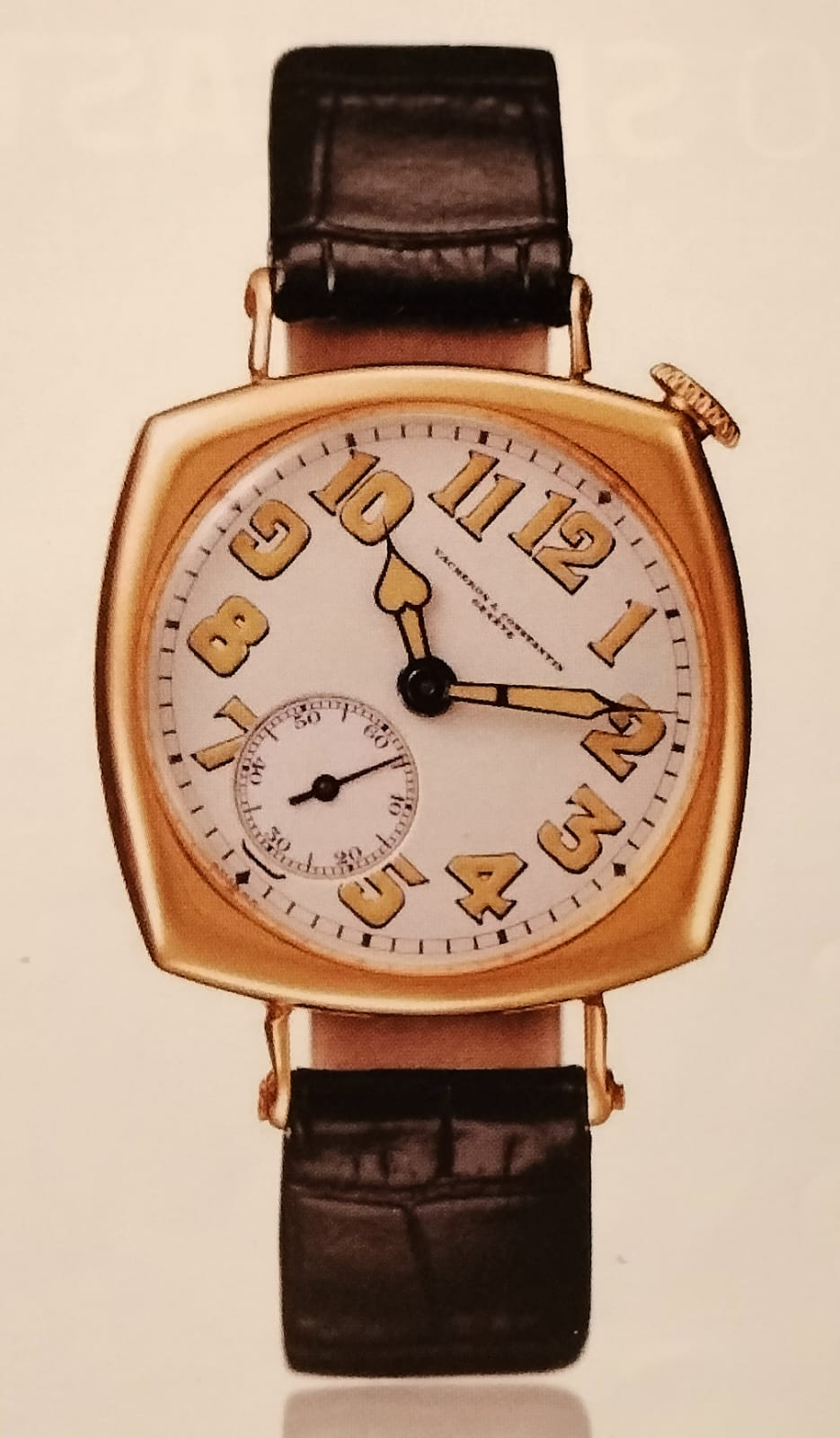
Vacheron Constantin Americaine del 1921 (ref. 12070).

Un'altra particolarità del periodo, concepita grazie alla collaborazione con Verger, sono alcuni orologi da polso dotati di una cassa contraddistinta da un'apposita "tendina" che, a piacimento, oscura o rende visibili le lancette e quindi l'indicazione oraria. Questi segnatempo, realizzati in piccole quantità e prevalentemente per un pubblico femminile, sono conosciuti in francese con il nome di "montres à volets", e in inglese come "shutter watches", cioè "orologi a tendina". Il più famoso esempio di "shutter watch" è incarnato dalla ref. 11178, presentato nel 1930. Anche in questi anni resta, in alcuni segnatempo, la stravaganza delle casse,  (la ref. 10754 ha la cassa che ricorda la forma di un fiore, la ref. 11445 rettangolare ha le anse "a ragno": entrambi i modelli risalgono alla metà degli anni Venti).
Risale al 1924 il primo orologio da tasca con quadrante scheletrato prodotto dall'azienda, seguito da altri modelli, sempre da tasca, per buona parte degli anni Trenta.
A fine anni Venti viene realizzato l'orologio da tasca con ore saltanti più famoso della casa: si tratta del Chronoscope Robert Cart (ref. 3189), la cui estetica è stata poi riproposta anche su un orologio da polso a metà anni '90. Nel 1929 Vacheron & Constantin assume il controllo della fondazione Jules Weiss, creata al momento della morte dell'omonimo fondatore che fu amministratore dell'azienda e che creò questa fondazione con lo scopo di aiutare impiegati ed ex impiegati in difficoltà economiche. La fondazione è stata liquidata infine nel 2021. La grave crisi finanziaria globale del 1929 fu un duro colpo anche per l'azienda che, in quanto realizzatrice di beni di lusso, vide ridurre notevolmente le commesse e, per cercare di arginare il problema, vennero ridotti i salari dei dipendenti e gli orari lavorativi, vista la grande quantità di materiale invenduto. Vacheron & Constantin restrinse massicciamente le proprie vendite, fino a realizzare solo circa 200 movimenti nel 1932, quando fu toccato il punto più basso della Grande Depressione.
Negli anni Trenta la casa ginevrina si distingue per realizzare orologi complicati, con calendari perpetui o completi e ripetizioni minuti, sebbene questi fossero realizzati solo su commissione. In questo periodo vengono realizzati anche movimenti di forma ovale e rettangolare, secondo la moda dell'epoca, ma in questo caso molti movimenti non erano di realizzazione Vacheron, ma erano forniti da terze parti. Sempre negli anni Trenta su alcuni orologi Vacheron & Constantin si fa chiaro riferimento all'arte Egizia, greca e romana di recente riscoperta grazie agli scavi archeologici coevi. Il legame con queste civiltà ritornerà ai nostri giorni grazie alla collezione "Tribute to great civilization".
Nel 1932 nasce il primo orologio "world time" da tasca basato sul sistema di visualizzazione di ventiquattro diversi fusi orari ideato da Louis Cottier (ref. 3372, al quale segue, nel decennio successivo, altri due modelli identificati nelle reff. 11289 e 4414). Questa stessa complicazione è stata poi inserita anche su orologi da tavolo prima (sempre negli anni Trenta) e da polso poi.
Nel 1935 uno strumento di misurazione realizzato da Vacheron & Constantin viene collocato a bordo del veicolo Campbell-Railton Blue Bird che ha battuto il record di velocità sulla terraferma, con il compito di misurare la velocità massima raggiunta, superiore alle 300 miglia orarie. Attorno a metà decennio l'azienda supera le prime grandi difficoltà economiche, raddoppiando la produzione di orologi che passa dai 200 circa del 1932 agli oltre 400 del 1935. Nel 1936 viene realizzato il primo orologio da polso con ripetizione minuti della casa: il cosiddetto "Don Pancho", dotato anche di calendario con datario retrogrado: si trattò del primo orologio al mondo a unire ripetizione minuti e datario retrogrado. Questo segnatempo venne commissionato appositamente da un uomo d'affari cileno, che desiderava le complicazioni di un orologio da tasca su uno da polso. Un altro orologio pregiato dotato della complicazione della ripetizione minuti è la ref. 4261, realizzato in pochissimi esemplari a partire dal 1943 e dotato di un calibro ultrasottile (con soli 3,28 mm di spessore, che comportava una cassa spessa solamente 5,25 millimetri). Nel 1935 l'azienda festeggiò il centocinquantesimo anniversario (secondo il calcolo di datazione aziendale che considerava la fondazione nel 1785 e non trent'anni prima), realizzando vari orologi, tra cui un modello "Jubilée" con quadrante nero e corona di carica collocata, inusualmente, a ore 12. Un ulteriore esempio di diretta derivazione dell'Art. Déco è interpretato dalla ref. 3507, un orologio da polso con cassa tonda realizzata in materiale pregiato (oro giallo o platino) e priva di anse, quasi a simulare una sorta di disco volante. I primi orologi con cassa cosiddetta "disco volante" (senza anse e con corona incassata) sono stati lanciati proprio in questi anni dall'azienda ginevrina. Risalenti al 1936 sono due orologi realizzati a fini militari, ribattezzati Aviator's Degree Watch di ben 57 millimetri di diametro.
Oltre a segnatempo da tasca e da polso, nello stesso periodo Vacheron & Constantin si afferma anche come importante produttore di orologi da tavolo, realizzati anche grazie alla collaborazione con Verger Fréres.

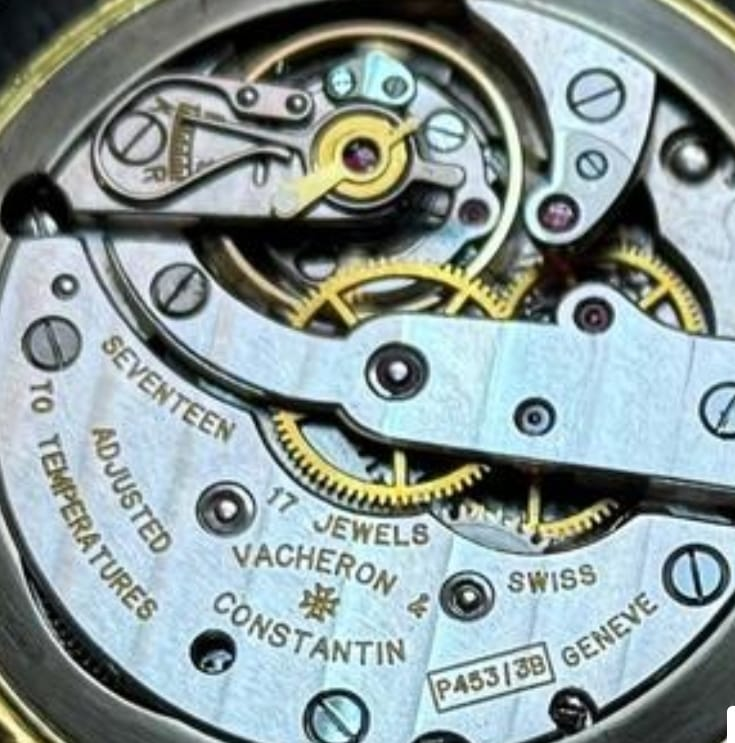
Movimento Vacheron Constantin P453/3B, basato su ébauche Jaeger-LeCoultre 450.

Nel 1938 cambia la proprietà, che passa a Georges Ketterer, sebbene Charles Constantin sia ancora all'interno della società: dopo 120 anni circa (l'antenato François era diventato socio nel 1819), la famiglia Constantin cede definitivamente il controllo dell'azienda. Si tratta della prima volta che l'azienda non è più di proprietà di un membro della famiglia Vacheron o Constantin. In questo stesso periodo Vacheron & Constantin inizia una lunga e proficua partnership con Jaeger-LeCoultre per la fornitura di ébauches che poi verranno rifinite e regolate secondo gli elevatissimi standard qualitativi della maison di Ginevra. L'utilizzo di ébauches di fornitura consentì all'azienda di aumentare la propria produzione di segnatempo, che negli anni Trenta era inferiore al migliaio di pezzi all'anno. Uno dei primi esempi positivi di questa felice collaborazione è rappresentata dai calibri Vacheron Constantin 453 e 454, entrambi basati su ébauche Jaeger-LeCoultre 450, rifiniti con grande cura e termocompensati.

Un punto controverso della storia della Maison si ha proprio in concomitanza con questo cambio di proprietà, dal momento che alcune fonti (ma non quella ufficiale di Vacheron Constantin) parlano di una fusione con Jaeger-LeCoultre (e non di una semplice partnership per la fornitura di calibri grezzi). Per cercare di ridurre i costi di realizzazione di un orologio e per aumentare la competitività, casa di Ginevra entra a fare parte di una holding svizzera, fondata dalla partner commerciale Jaeger-LeCoultre, chiamata SAPIC ("Société Anonyme de Produits Industriels et Commerciaux"), e fondata proprio dalla famiglia LeCoultre. In questi ultimi anni del decennio viene anche ampliata la produzione di orologi in acciaio, per ulteriormente ridurre i costi e rendere i propri prodotti più appetibili sul mercato.

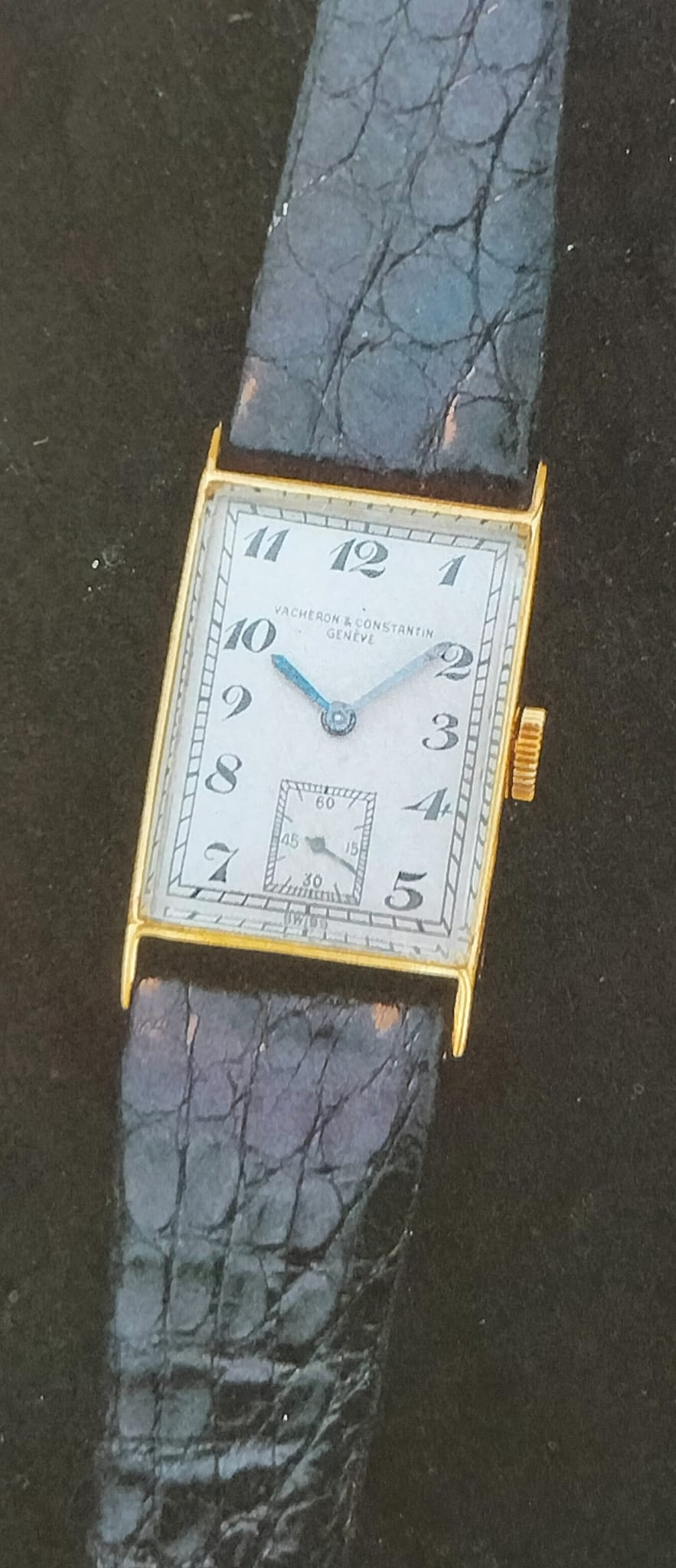
Vacheron Constantin da polso, anni Quaranta

### Gli anni d'oro dell'orologeria: 1940-1960

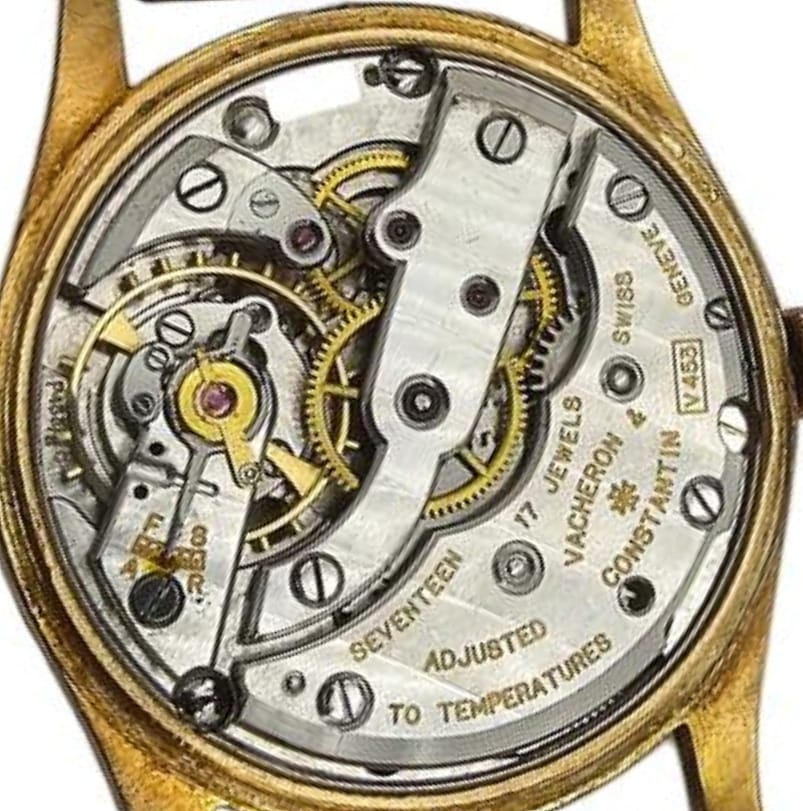
Vacheron Constantin V453, basato su ébauche Jaeger-LeCoultre 450, risalente a metà anni Quaranta.

Negli anni Quaranta si definiscono i canoni estetici dei cronografi da polso della maison ginevrina: bi-compax (due sottocontatori), materiale pregiato (quelli in acciaio, per utilizzi più tecnici o sportivi, sono più rari) e con anse dalla foggia particolare (su tutte le anse "a ventaglio" o "cornes de vache"). Un esempio archetipico di cronografo Vacheron Constantin del periodo è rappresentato dalle reff. 4177 e 4178, oltre che dalla più sobria 6026, anch'essa piuttosto ricercata dai collezionisti per via della sua rarità. A fianco di questi orologi più complicati si trovano anche referenze solotempo, caratterizzate da un design pulito e sobrio, tipico della Seconda guerra mondiale (durante la quale è aumentata la produzione di orologi Vacheron in acciaio) e del secondo dopoguerra, assimilabili a livello estetico ai coevi Patek Philippe Calatrava, identificati con la ref. 4073 (con piccoli secondi e mossi dal movimento Vacheron Constantin 453) e con le reff. 4217, 4301 (frequentemente realizzata in acciaio), 4310 e 4465 (per i modelli a secondi centrali con movimento Vacheron Constantin 454).
Rispetto ad altri modelli della casa, tuttavia, la sobrietà delle forme della cassa, del quadrante e delle anse li rendono meno distinguibili rispetto ad altri modelli coevi. Queste referenze sono state prodotte all'incirca fino a metà anni Sessanta con numerose varianti di quadranti e anche con cassa in acciaio. Vacheron & Constantin, già vicina a numerosi reali sparsi per il mondo, adorna anche il polso di Elisabetta II con un orologio "cocktail" ricoperto di diamanti, omaggiato alla futura sovrana al momento delle sue nozze con il Principe Filippo d'Edimburgo. La regina d'Inghilterra donerà poi l'orologio, a inizio anni Ottanta, a Diana Spencer, come regalo di nozze con il Principe Carlo. Alcuni Vacheron & Constantin divennero anche parte integrante della dotazione di alcune navi da guerra, come nel caso della HMS Belfast, coinvolta nell'Operazione Overlord durante la seconda guerra mondiale. Questi orologi da tasca, collocati spesso sul ponte principale della nave, montavano calibri di manifattura.

In questo nuovo decennio la Maison viene a conoscenza di un contratto di apprendistato stipulato dal fondatore Jean-Marc Vacheron con l'apprendista Esaïe Jean-François Hetier, e da questo momento è in grado di datare con certezza la propria fondazione al 1755.

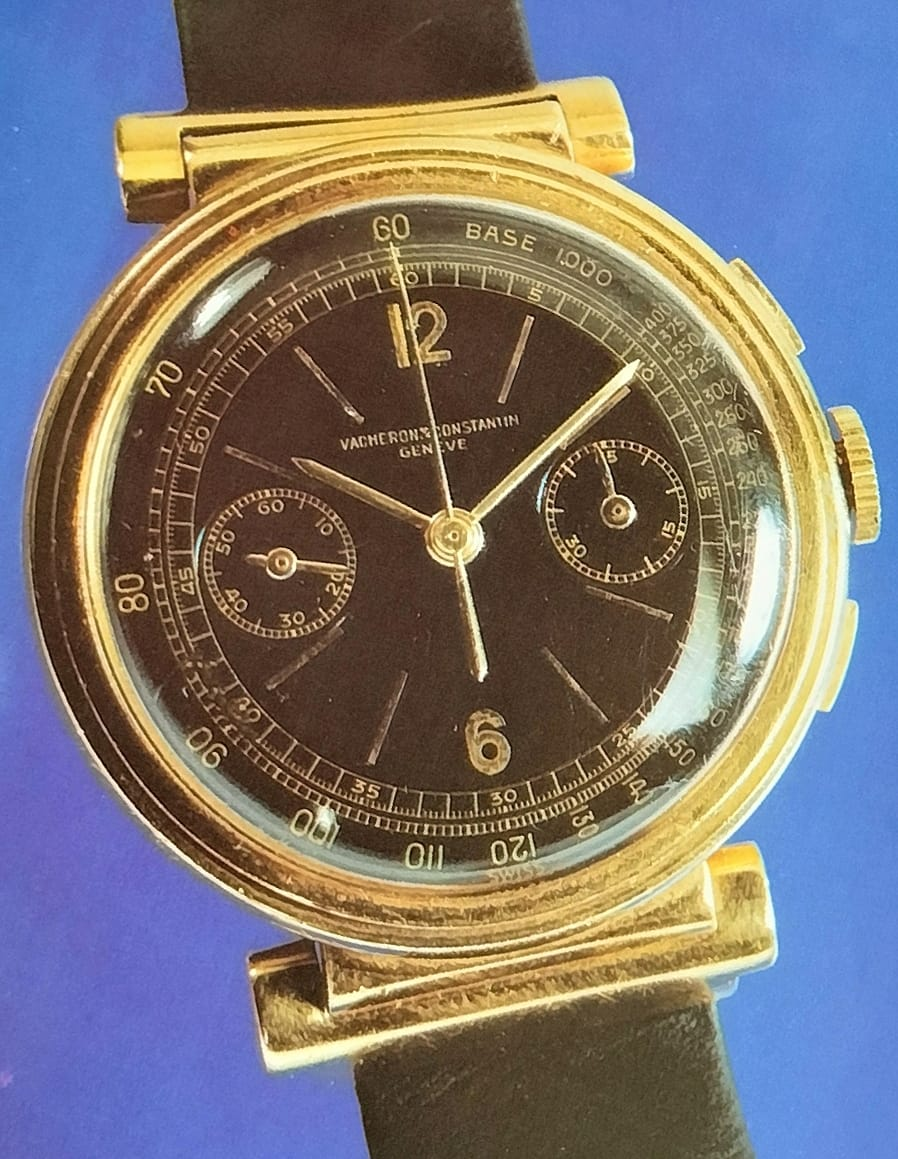
Vacheron Constantin cronografo, anni '40 circa. Notare le cosiddette "fancy lugs", le "anse fantasiose".

Molti orologi della casa (non solo cronografi), tra gli anni Quaranta e il decennio seguente, erano caratterizzati da anse di foggia particolare, talvolta anche bizzarra. In inglese tutte queste anse venivano genericamente chiamate "fancy lugs" ("anse fantasiose"). Alcune di queste anse sono state chiamate "a ventaglio", "crab claw" ("a chela di granchio", ref. 4659), "cornes de vache" (corna di vacca), "teardrop" ("a goccia", come nelle reff. 4084 e 4218) eccetera. Non mancavano, infine, segnatempo con le anse nascoste (con la cassa cosiddetta "a disco volante"), come si può notare nelle reff. 296 e 6508.
Sempre negli anni Quaranta viene proposto sul mercato un complicato orologio da polso con finestre per giorno e mese, datario periferico, lunario e ripetizione minuti (referenza 4293). Ben presto gli orologi con questa configurazione (anche se la più parte di questi non presentavano la complicazione della ripetizione dei minuti) diventano un must per Vacheron Constantin, che ne realizza molteplici referenze varie, le une dalle altre, più che altro per le dimensioni (e talora per il calibro adottato) e per la forma delle anse. Tra questi, le prime referenze, prodotte a partire circa dal 1942, sono le 4240 e 4241, sostituite nel corso del tempo da altre simili e rimaste in produzione per circa un decennio. La stessa configurazione grafica con datario periferico, lunario al 6 e finestre al 12 per l'indicazione di giorno e mese è stata proposta anche sul "Toledo" a partire dal 1952 (ref. 4764). A fine anni Quaranta appare una particolare referenza da polso, la 3681, contraddistinta da cassa "a scalini" in oro giallo, quadrante nero e, in alcune versioni, da un design assai peculiare delle sfere di ore e minuti che paiono arrotolate su loro stesse con le sole punte visibili a segnare l'orario. Gli orologi di questa referenza sono stati soprannominati "Altesse". Per quanto riguarda gli orologi per il pubblico femminile, Vacheron & Constantin adotta un altro calibro Jaeger, il 101, noto per essere il movimento più piccolo del mondo, adatto per essere incassato in orologi gioiello.
Appartiene agli anni cinquanta (più precisamente al 1954, e prodotto fino al 1960) il più celebre cronografo di casa Vacheron: si tratta della referenza 6087 detta "cornes de vache", per via della particolare forma delle anse. Nonostante non sia l'unico modello della casa con queste anse, la sua iconicità gli ha affibbiato questo soprannome. Il calibro che lo alimentava era un Vacheron & Constantin 492, basato su un celebre e affidabile Valjoux 23, ma rifinito e regolato dalla maison ginevrina. Lo stretto legame dell'azienda con Jaeger-LeCoultre (entrambe all'epoca all'interno della holding SAPIC), può essere desunto dal fatto che anche Jaeger aveva realizzato un cronografo "cornes de vache" nel medesimo periodo: la cassa è stata realizzata dallo stesso fornitore (Charles Dubois & Cie.) ed il calibro base è sempre il Valjoux 23, con la differenza che sul LeCoultre (così è presentato il nome della Maison su quel segnatempo) i contatori sono tre anziché due.

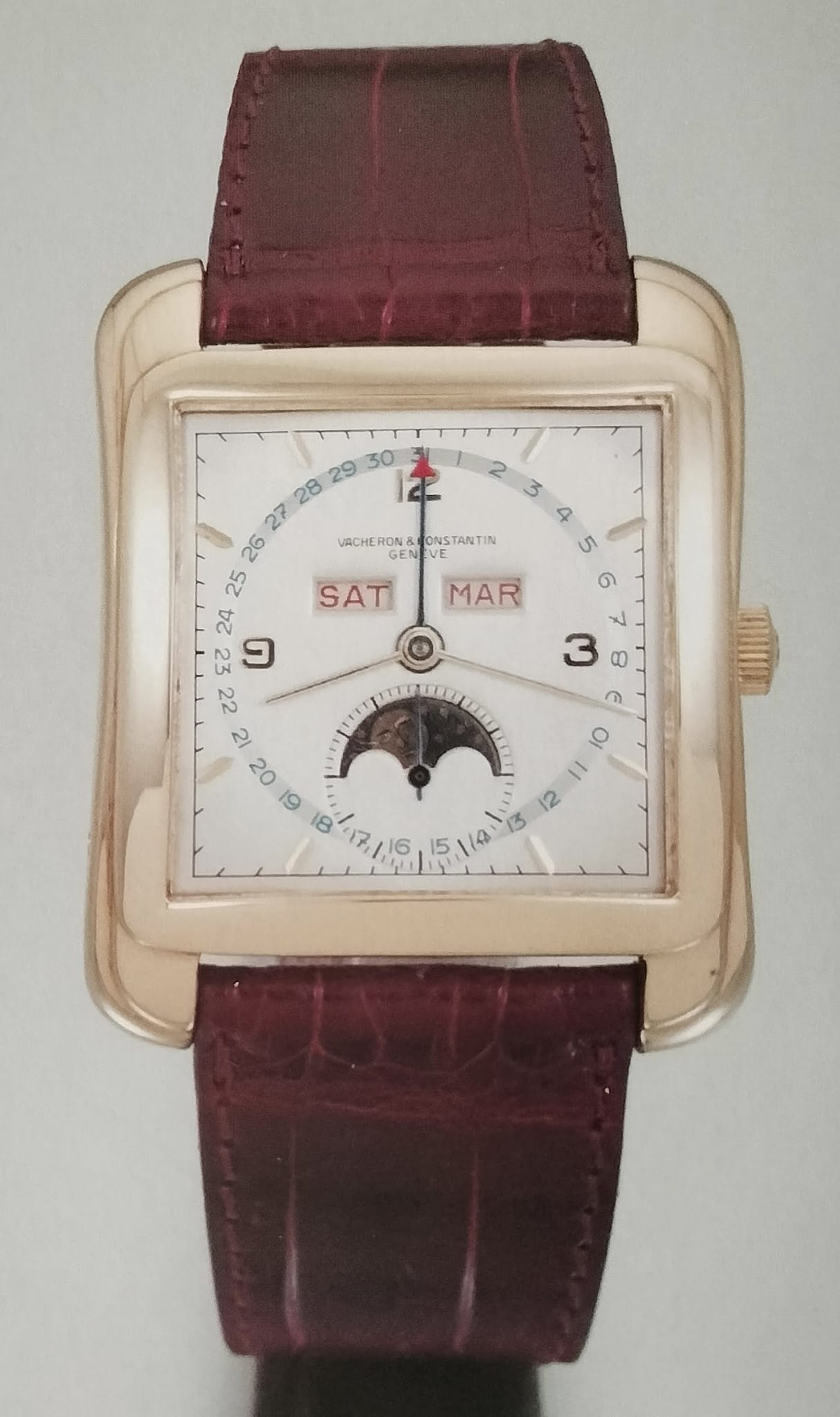
Vacheron Constantin "Cioccolatone" con calendario ref. 4764. Si ritiene sia stato prodotto fino al 1957 in meno di cinquanta esemplari.

Ad inizio decennio appaiono anche i primi orologi con movimenti automatici dotati di molle respingenti (all'epoca la massa oscillante libera era coperta da un brevetto di Rolex), come nel caso del movimento Vacheron Constantin 477 (base Jaeger-LeCoultre 476).
Un altro segnatempo di successo degli anni Cinquanta è il Toledo, con cassa quadrata smussata cosiddetta "a cioccolatino" (motivo per cui è noto anche con il soprannome di "Cioccolatone").
Inoltre di questo periodo (per la precisione datato 1954) è anche l'Aronde: un orologio solo tempo con cassa in oro rettangolare dalle linee tipicamente art déco, alimentato dal movimento di forma Vacheron Constantin 435/3C. La peculiarità del modello ha fatto sì che venisse riproposto dall'azienda con una produzione del 2011, aggiornata nelle dimensioni e nel calibro (il 1400AS, rotondo, particolarmente apprezzato per i suoi anglages). Coeva è pure la ref. 4907, uno dei primi orologi da polso Vacheron & Constantin ad essere certificato "Chronomètre Royal" (mosso dal pregiato Vacheron Constantin 1008/BS derivato dall'ébauche Jaeger-LeCoultre 450), pur non esibendone la scritta sul quadrante, seguita un paio d'anni più tardi dalle referenze 6110 e 6111. Nel 1954 muore Charles Constantin.

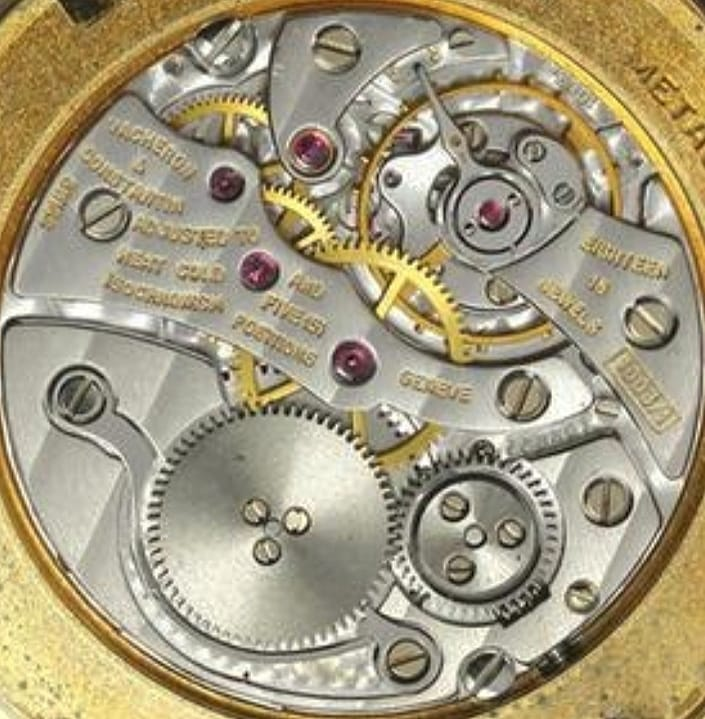
Il sottilissimo movimento Vacheron Constantin 1003/1, realizzato su ébauche Jaeger-LeCoultre 849

La manifattura si è sovente dedicata alla produzione di orologi ultrapiatti. Nel 1955, in occasione del bicentenario dalla sua fondazione, viene adottato un movimento a carica manuale realizzato da Jaeger Le-Coultre (Jaeger Le-Coultre 849) e modificato da Vacheron stessa dello spessore di soli 1,64 millimetri. Il suo nome è Vacheron Constantin 1003 (o K 1003) ed è considerato uno dei più bei meccanismi di sempre, la cui qualità è certificata con Punzone di Ginevra. Secondo alcune fonti questo movimento potrebbe derivare anche dal pregiato Frédéric Piguet 21. Nel corso dei decenni, il movimento 1003 ha visto alloggiamento anche in alcuni orologi da tasca.
Per quanto riguarda i classici dress watch in oro con secondi centrali della casa ginevrina risalenti agli anni Cinquanta, il movimento maggiormente incassato è il manuale K 1002 (ébauche Jaeger-LeCoultre 819) con ponti decorati e punzone di Ginevra (un esempio di referenza che monta il calibro K1002 è la 6031), affiancato dall'automatico P1019. Oltre al movimento K 1002, Vacheron & Constantin incassava nei suoi orologi anche il calibro K 1001, con piccoli secondi a ore 6, e il K 1001/2, privo dell'indicazione dei secondi. Anche questi due movimenti sono derivati da ébauches Jaeger. Altre due referenze, di dress watch a carica manuale, dotate di anse di forme particolari sono la ref. 4891 e soprattutto la ref. 6073, quest'ultima diventata chiara fonte di ispirazione per il Vacheron Constantin FiftySix presentato dalla maison nel 2018.
Nel 1957 il movimento automatico viene abbinato anche alla complicazione delle ore del mondo (ref. 6213), che risulta così uno dei primi orologi da polso automatici con visualizzazione dei differenti fusi orari.
Nei primi anni Sessanta viene presentato il movimento 1072 con datario, il primo movimento automatico della casa ad essere certificato Cronometro, ragion per cui appare nuovamente sul quadrante la scritta Royal Chronometer. Uno dei primi modelli in cui questo meccanismo è stato montato è la ref. 6694, soprannominata "Batman" per via della forma delle sue anse, che ricordano vagamente le orecchie della maschera del famoso supereroe.
Nel 1964 venne prodotto il primo orologio da polso con quadrante scheletrato dell'azienda, la referenza 7066 (anch'esso mosso dal movimento 1003). Lo stesso anno appare anche il primo sengatempo con cassa tonneau mosso da un calibro automatico: è la ref. 6984 contraddistinta da un design peculiare con una cassa massiccia e un quadrante piccolo, mentre il datario è visualizzato a ore 3 in un piccolo quadrante aperto nella cassa e separato rispetto al quadrante principale dove si visualizzano ore e minuti. In linea di massima, tuttavia, rispetto ai due decenni passati l'estetica degli orologi è più sobria (si veda la ref. 7811). Il livello di produzione ad personam dell'azienda si riscontra anche nella richiesta, soddisfatta, di un cliente, di avere un orologio con indicazione oraria per non vedenti (ref. 7012). Vacheron inizia, negli anni Sessanta, a montare il movimento solotempo K 1014 (su ébauche Jaeger-LeCoultre 818), dallo spessore inferiore ai 3 millimetri e che avrà un buon successo (sebbene non sia dotato del Punzone di Ginevra), tanto che verrà incassato anche nei decenni successivi (si veda la sopracitata ref. 7811, prodotta anche negli anni Settanta), fino ad arrivare agli anni Novanta, quando è stato incassato in alcuni modelli della linea Les Historiques, come le reff. 92238 e 92239 (modelli entry level della collezione Vacheron Constantin) la cui estetica richiamava i modelli degli anni Sessanta.

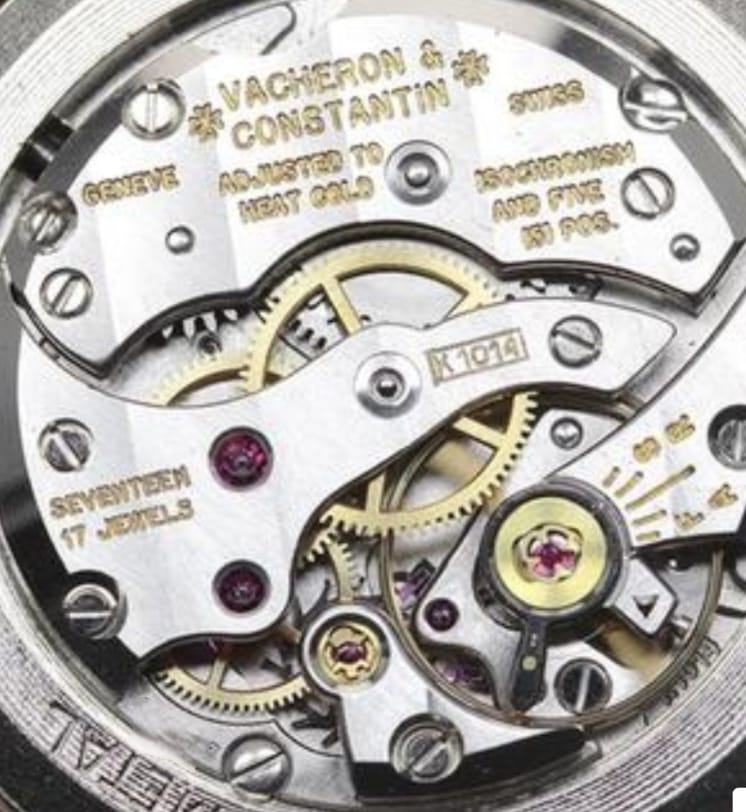
Vacheron Constantin K 1014, realizzato sulla base dell'ébauche Jaeger-LeCoultre 818.

Nel 1965 Vacheron & Constantin esce dalla holding SAPIC, nella quale era entrata nel 1938. Nonostante la sua fuoriuscita, rimangono in vita i rapporti economici con Jaeger. In questi anni le eccentricità estetiche che la casa aveva manifestato nei decenni precedenti con le anse di forma particolari vengono meno, ed il design incarna uno stile più sobrio e pulito, come si può vedere ad esempio nella ref. 6506, un solotempo con due lancette in metallo prezioso, con anse dritte e numeri romani stampati.
Nel 1968 Vacheron inizia ad incassare nei suoi orologi anche il pregiato movimento automatico 1120, basato sempre su un' ébauche realizzata da Jaeger-LeCoultre e denominata 920. Questo meccanismo ha il pregio di avere uno spessore di soli 2,45 millimetri e di essere quindi considerato a pieno titolo ultrasottile. Il meccanismo 1120 viene montato ancora oggi su alcuni segnatempo ultrapiatti Vacheron ed è, ad oggi, l'unica ébauche Jaeger ancora utilizzata da Vacheron. Moltissimi orologi Vacheron & Constantin di questo periodo presentano sul movimento (e alcuni anche sulla cassa) il Punzone di Ginevra, a testimonianza dell'elevatissima qualità, precisione e affidabilità che li contraddistingue.
A fine decennio anche Vacheron & Constantin sente l'esigenza di proporre un segnatempo più adatto alla vita di tutti i giorni, quindi viene lanciata la referenza 6782 dotato di lunetta numerata e girevole, ribattezzata "Turnograph" e "Thunderbird". In questo stesso periodo vengono presentati anche i primi dual time da polso dell'azienda, contraddistinti da due quadranti regolati da due differenti corone di carica e due movimenti separati, sottili e di piccole dimensioni, come il 1050 e il 1052.

Nel 1969 muore Georges Ketterer e la proprietà dell'azienda passa al figlio Jacques.

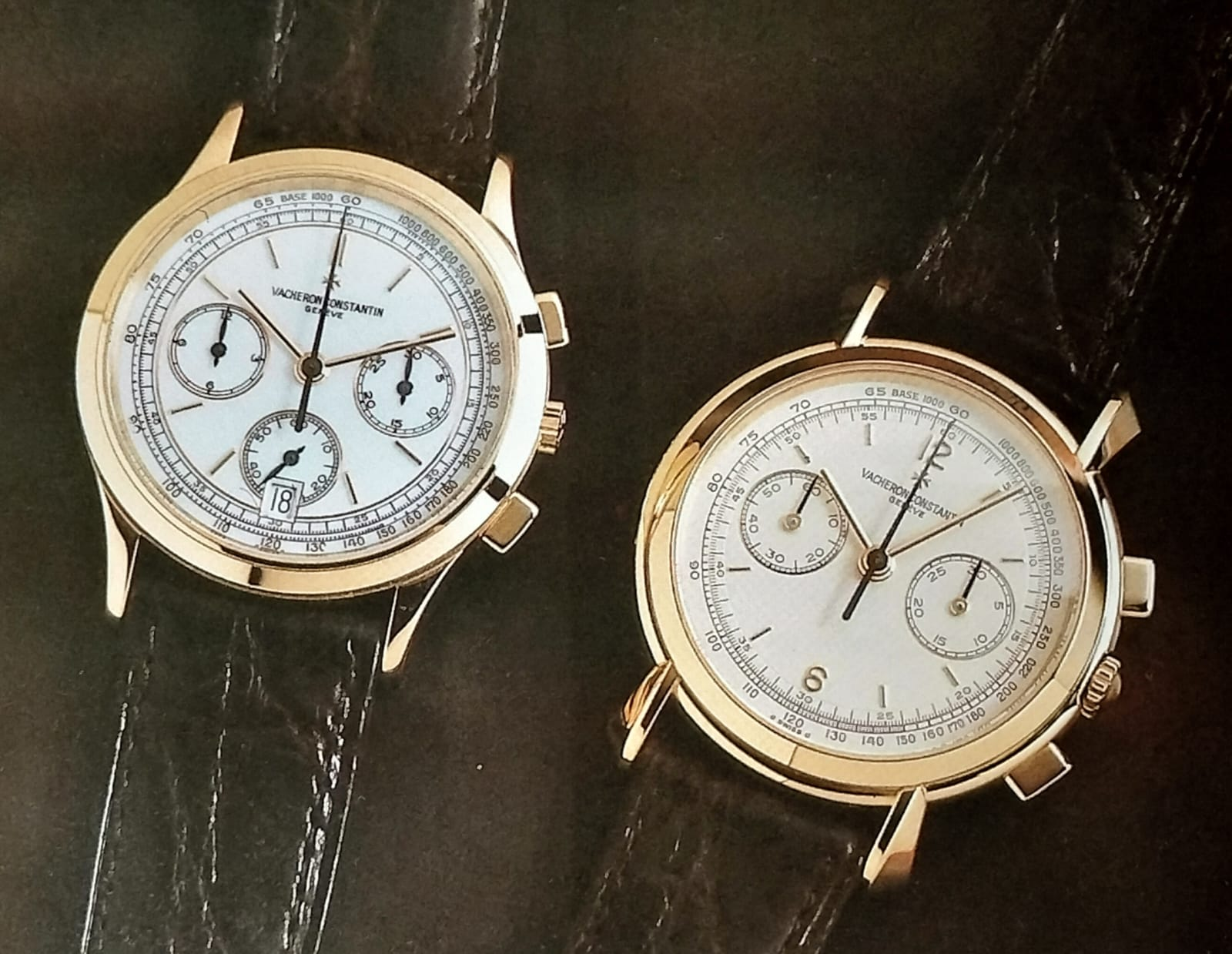
La cronometria è sempre stata un elemento fondamentale per Vacheron Constantin, la quale è diventata un punto di riferimento anche nelle misurazioni cronografiche. Qui due cronografi in oro, uno automatico (a sinistra, ref. 49002, ispirato alla storica referenza 6026 del 1955, e mosso dal movimento Frederic Piguet 1185) e uno a carica manuale (a destra, ref. 47101, ispirato al modello vintage 4178, e alimentato dal Lemania 2310), risalenti agli anni Novanta e appartenenti alla collezione Historique, ma con linee che affondano le radici nella tradizione orologiera della Maison.

### Anni Settanta: i primi Vacheron Constantin sportivi e l'avvento del quarzo

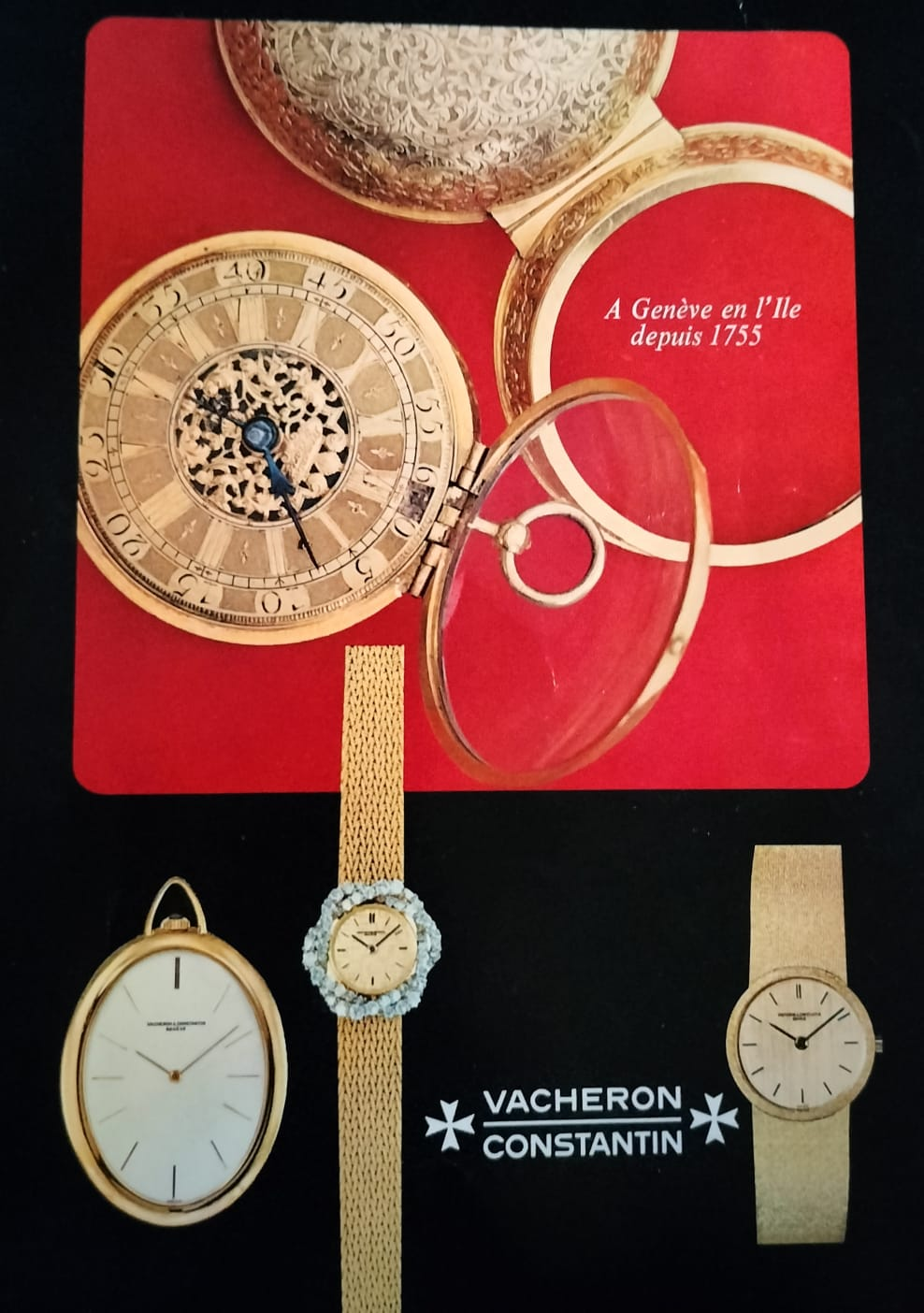
Pubblicità Vacheron Constantin di inizio anni Settanta. In basso a sinistra la ref. da tasca 7323, al centro la ref. 7642 da donna con diamanti, a destra la ref. 6872.

Nel 1971 viene realizzato in soli tre esemplari un segnatempo personalizzato e consegnato all'equipaggio della missione Apollo 14: gli unici tre possessori di questo segnatempo furono Alan Shepard, Stuart Roosa e Edgar Mitchell, i tre astronauti della missione spaziale.
Agli inizi degli anni Settanta l'orologeria femminile ottiene maggior sviluppo grazie all'impiego di più pietre preziose e di forme più particolari rispetto alle usuali casse tonde: Vacheron & Constantin è una delle maison più attive nel settore tanto che nel 1971 presenta la ref. 11928 con cassa a losanga tempestata di diamanti (anche all'interno del quadrante). All'interno batte il calibro Vacheron Constantin 1430 tondo a carica manuale. Lo sviluppo di questi orologi/gioiello porteranno poi alla creazione, nel 1979, del Kallista, uno degli orologi più preziosi mai realizzati.
Le stravaganze di questo decennio portano anche alla realizzazione, nel 1972, di un orologio di casa Vacheron di forma asimmetrica, destinato a diventare immediatamente riconoscibile. Il segnatempo, nato con il nome di "Trapèze" in virtù della sua forma, è conosciuto soprattutto con il soprannome di "Prestige de la France" per via dell'omonimo diploma consegnato nelle mani dell'allora presidente della Maison, Jacques Ketterer. In questo orologio si trovano due diversi movimenti a seconda dei modelli: il 1050 e il 1052, entrambi di derivazione Jaeger-LeCoultre. Sebbene non utilizzata più da tempo, l'ufficiale soppressione della "&" commerciale tra i nomi Vacheron e Constantin risale al 1974. Questa rimase però ancora per qualche anno all'interno delle casse. Appaiono anche i primi quadranti realizzati in pietra dura, come lapislazzuli, occhio di tigre, sodalite, giadeite eccetera. Altri orologi con la cassa rettangolare di forma sono le reff. 2137, 6999, 7255, 7590, 7594 ed altre. Oltre a queste, secondo la moda del periodo, vengono proposte anche alcune realizzazioni con cassa cosiddetta "a televisore", per via della loro forma, come è possibile notare nelle reff. 2096, 2097, 44201.
Negli anni Settanta la Maison cerca di cambiare la propria cifra stilistica e realizza due orologi dal design più moderno rispetto ai propri standard, come il Royal Chronometer ref. 2215 del 1975, alimentato dal movimento automatico 1096 e prodotto fino al 1977 in circa duecento pezzi. Un altro orologio dal design fortemente ispirato alle mode del periodo è il 222, nato nel 1977 dalla matita del designer Jörg Hysek e destinato a diventare iconico, seppure abbia fatto registrare volumi di vendite inferiori ai competitors Audemars Piguet Royal Oak e Patek Philippe Nautilus. Venne presentato in diversi materiali e in due dimensioni: da 37 mm (ref. 44018, detto "Jumbo") e da 34 mm (ref. 46003), entrambe caratterizzate dall'iconica lunetta scanalata avvitata alla cassa, ispirata a quella della referenza vintage 4709, risalente agli anni Cinquanta, mentre nelle linee Hysek voleva creare un elemento di continuità con la ref. 2215 Royal Chronometer di due anni antecedente. Il quadrante presentava indici a bastoncino, sfere con pasta luminescente e datario, ma è stata realizzata anche una rara versione con lancette a foglia e quadrante con numeri romani stampati. Il nome 222 deriva dal fatto che l'orologio sia stato presentato l'anno in cui Vacheron Constantin celebrava il suo 222º anniversario dalla fondazione. Il movimento montato sul modello da 37 mm è il Vacheron Constantin 1121, derivato dal Jaeger-LeCoultre 920, mentre il calibro che alimenta quello da 34 mm è il Vacheron Constantin 1124 (Jaeger-LeCoultre 889). Il successo di questo orologio ha convinto la Maison ha introdurre due nuovi modelli in collezione: una variante da 25 mm, pensata per il pubblico femminile, con un movimento al quarzo ETA ribattezzato 1129/1 dall'azienda (reff. 60001 e 60701, quest'ultima diamantata), e una versione quadrata, con movimento automatico, ribattezzata "square" ed identificata con la referenza 46004. Con il passare degli anni inoltre si sono affermate, seppur in misura minore, anche versioni con diamanti agli indici, sulla lunetta e sul bracciale (in una di queste varianti le lancette sono di tipo dauphine e non a bastone). Un altro esempio di estetica che si discosta dai canoni della Maison è la ref. 35002 con indicazione del doppio fuso orario.

A fianco di questi orologi da polso fortemente influenzati nell'estetica dalle mode del periodo, la Maison non disdegna la realizzazione di segnatempo ancora eleganti e raffinati, che ne hanno contraddistinto i decenni passati: è l'esempio della ref. 6273, che rispetto al decennio passato pulisce ulteriormente le linee, assottiglia le anse e modifica gli indici. Il movimento incassato è il Vacheron Constantin K1001/3 (da ébauche Jaeger 818).

Pubblicità Vacheron Constantin di fine anni Settanta

Nel 1979 viene realizzato il Kàllista (dal greco κάλλιστα, cioè "la più bella"), uno degli orologi-gioiello più preziosi di sempre, dal valore, all'epoca, di oltre 5 milioni di dollari. Venne realizzato dall'artista Raymond Moretti e furono necessarie oltre 6000 ore di lavoro. Questo pezzo unico, formato da 118 diamanti dal peso di oltre 130 carati, ha dato poi il via, nel 1981, alla collezione Kalla (in greco κάλλα, che significa "bella"), di orologi gioiello anch'essi estremamente preziosi, come il Kalla Lady (Lady Diana aveva uno di questi modelli), Lord Kalla, Kalla Duchesse (del 2006), Kalla Lune (ref. 83630, datato 2007, con riserva di carica e fasi lunari) Kalla Pagode, Ultimate Kalla Roma (ref. 37670), Kalla Flame (del 2009, con esclusivo taglio "a fiamma" dei diamanti), Kalla Haute Couture a Secret, Kalla Haute Couture a Pampilles e altri, dedicati anche al pubblico maschile, seppur sempre contraddistinti dalla massiccia presenza di diamanti. In alcuni modelli dedicati alle donne, in virtù della piccolezza del quadrante, il movimento utilizzato fu il Vacheron Constantin 1005 (base Jaeger-LeCoultre 101), uno dei calibri meccanici più piccoli mai realizzati in orologeria.

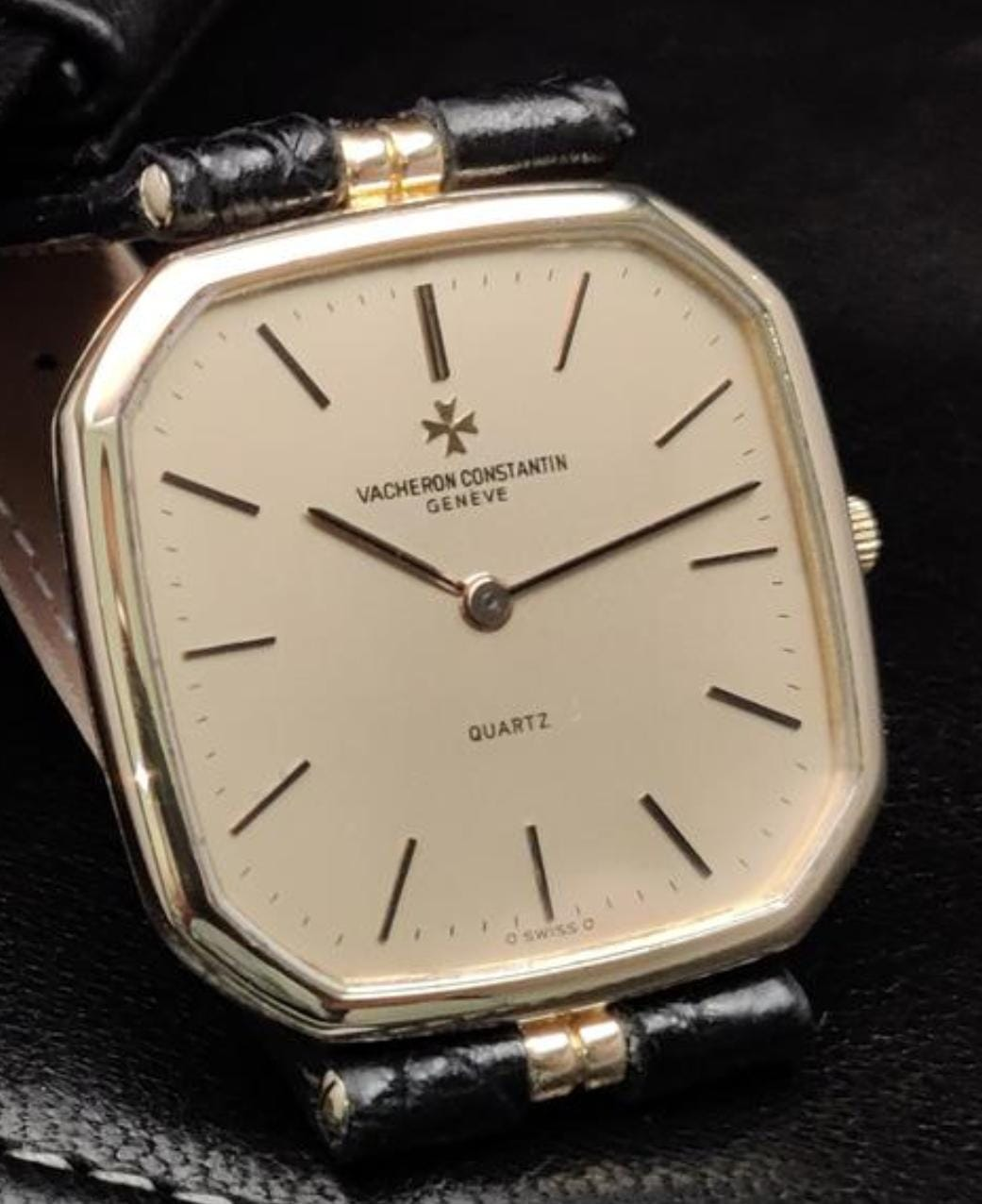
Vacheron Constantin con calibro al quarzo, ref. 70204, anni Ottanta

Tra gli anni Settanta ed Ottanta, la maison adotta anche meccanismi al quarzo per diversi suoi orologi (specie femminili, ma non solo). Uno dei movimenti al quarzo più utilizzati è il 1009/39, montato fino agli anni Novanta anche su orologi da uomo, come diversi segnatempo della collezione Patrimony. Oggi questo calibro è stato dismesso e sostituito dal 1207, adottato solo su orologi da donna.

### Anni Ottanta: il passaggio di proprietà e il ritorno all'orologeria meccanica

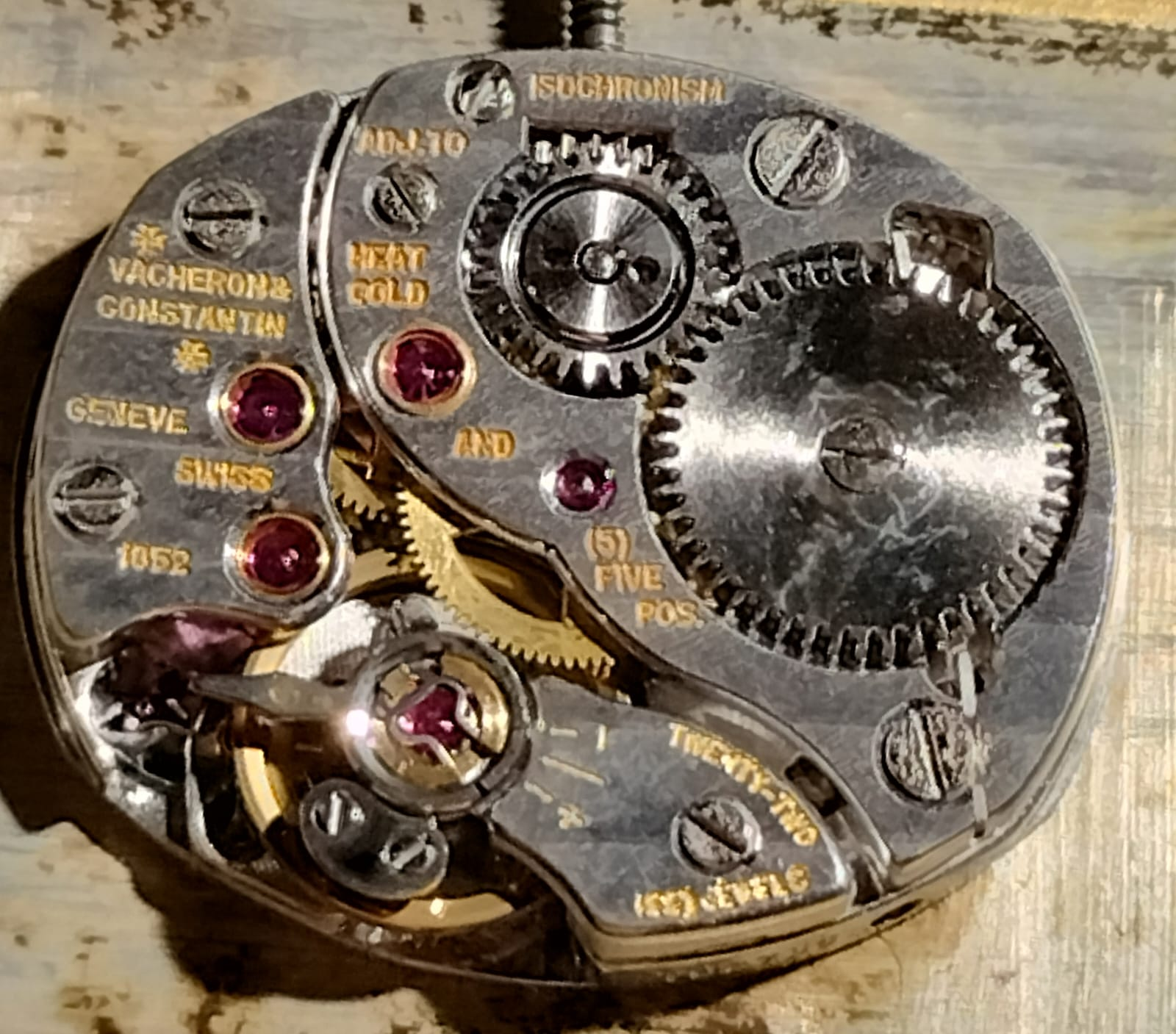
Vacheron Constantin calibro 1052, risalente a metà anni '70 circa e montato sul modello "Prestige de la France", su alcuni della linea "Épure" e su diversi dual time vintage.

Ad inizio anni Ottanta, Vacheron Constantin aveva una produzione di circa 3500 orologi all'anno e all'incirca 65 dipendenti.
Nel 1981 viene lanciata la linea Structura, contraddistinta da orologi con movimento a carica manuale 1006 (derivato dal 1003 ultrasottile) scheletrati, i quali mettevano in mostra, appunto, la struttura del movimento.
In questo periodo la moda prevede anche una discreta diffusione di segnatempo con cassa di forma, con le reff. 35204, 35207, 39012, 39014, 39200, 39201 e così via. Alcuni di essi presentano anche una cassa curvex, cioè leggermente ricurva per seguire la forma del polso. Su queste referenze i movimenti utilizzati sono perlopiù derivati da Jaeger-LeCoultre, come il 1052 e il 1015, entrambi a carica manuale (quest'ultimo movimento ha trovato alloggiamento anche in alcuni orologio da tasca dell'azienda, come nel caso della ref. 59001). Stesse forme erano tipiche anche per gli automatici (reff. 44003, 44005, 44202). In questo caso, invece, viene utilizzato il movimento 1121, sempre di derivazione Jaeger. Questi orologi, con quadrante sobrio (spesso senza indici), che non sono mai rientrati formalmente in una collezione vera e propria, venivano identificati dalle pubblicità dell'epoca con il nome, informale, di "Épure".

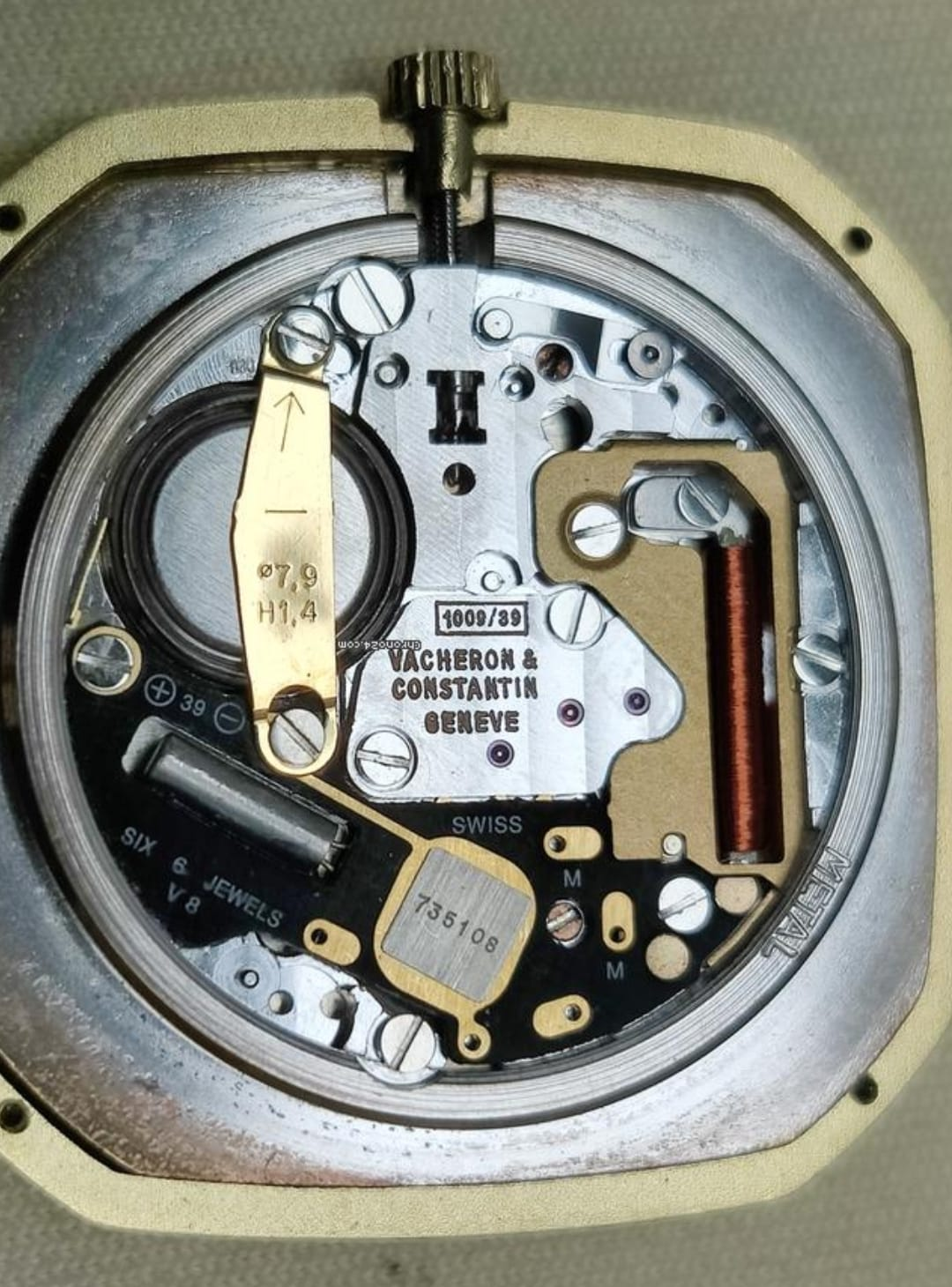
Movimento al quarzo Vacheron Constantin 1009/39, anni Ottanta

Nel 1983, in piena diffusione degli orologi al quarzo, Vacheron Constantin, in controtendenza con il mercato, decide di rilanciare la complicazione del calendario perpetuo, con la referenza 43031, alimentato da un movimento derivato dal già citato ultrasottile 1120. Con questa referenza l'azienda di Ginevra torna, dopo circa trent'anni, a proporre al grande pubblico un orologio elegante con la complicazione del calendario perpetuo. L'anno dopo fa seguito la ref. 43032, calendario perpetuo scheletrato. Ciononostante l'orologeria al quarzo non viene abbandonata, come testimonia la collezione Harmony, dedicata al pubblico femminile. Il movimento 1120 già da oltre un decennio punto di riferimento per l'azienda, viene montato anche su solotempo scheletrati, come nel caso delle reff. 13012 0 la 43038. Questi modelli sono stati prodotti fino al primo decennio degli anni Duemila con la ref. 43580.

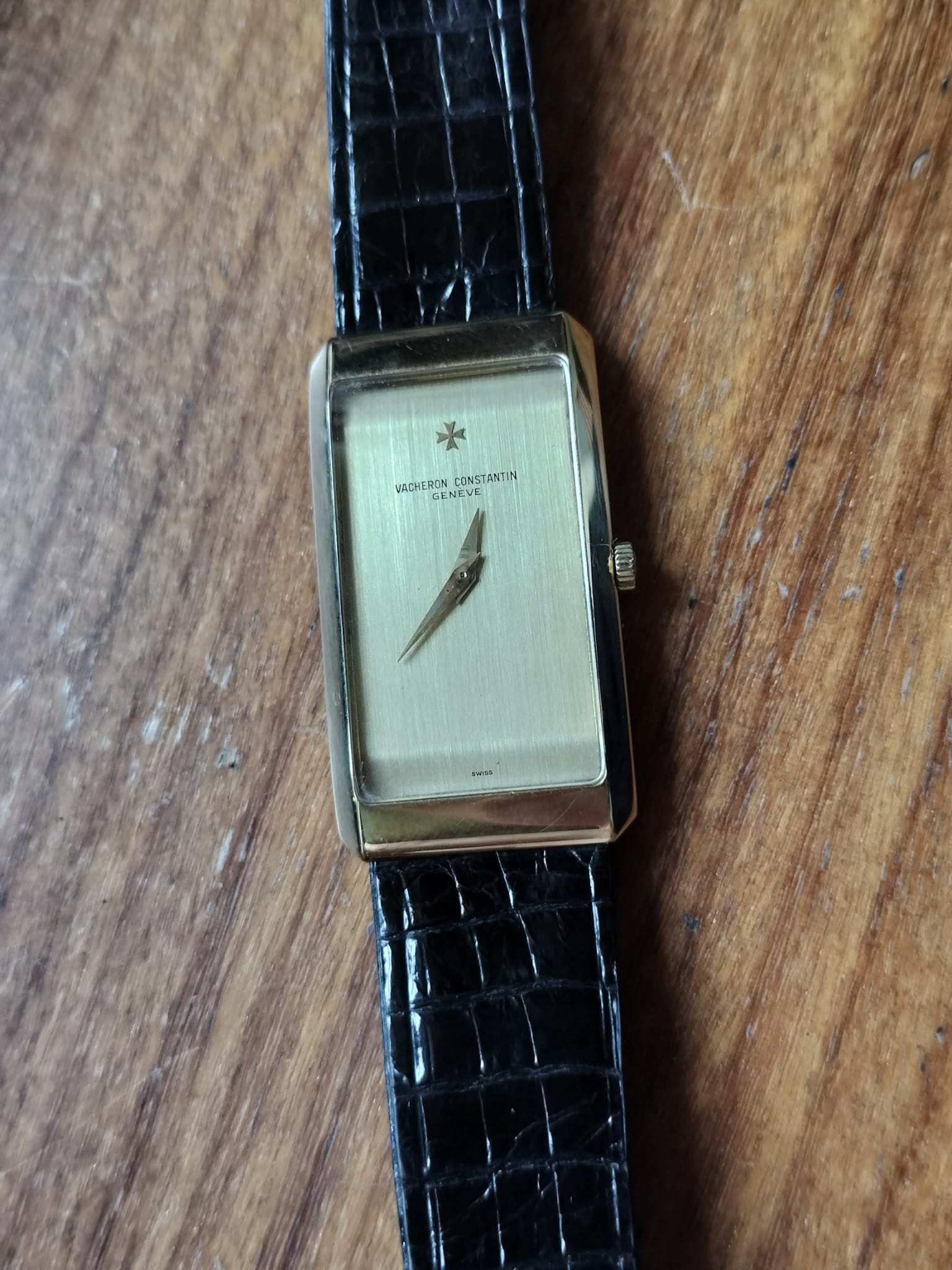
Vacheron Constantin ref. 35207 a carica manuale con cassa curvex che segue la forma del polso, primi anni Ottanta. Si tratta di un modello della linea chiamata informalmente "Épure".

Nel 1984 la proprietà del marchio passa ad Ahmed Zaki Yamani, sceicco e politico saudita, che acquista l'85% dell'azienda.

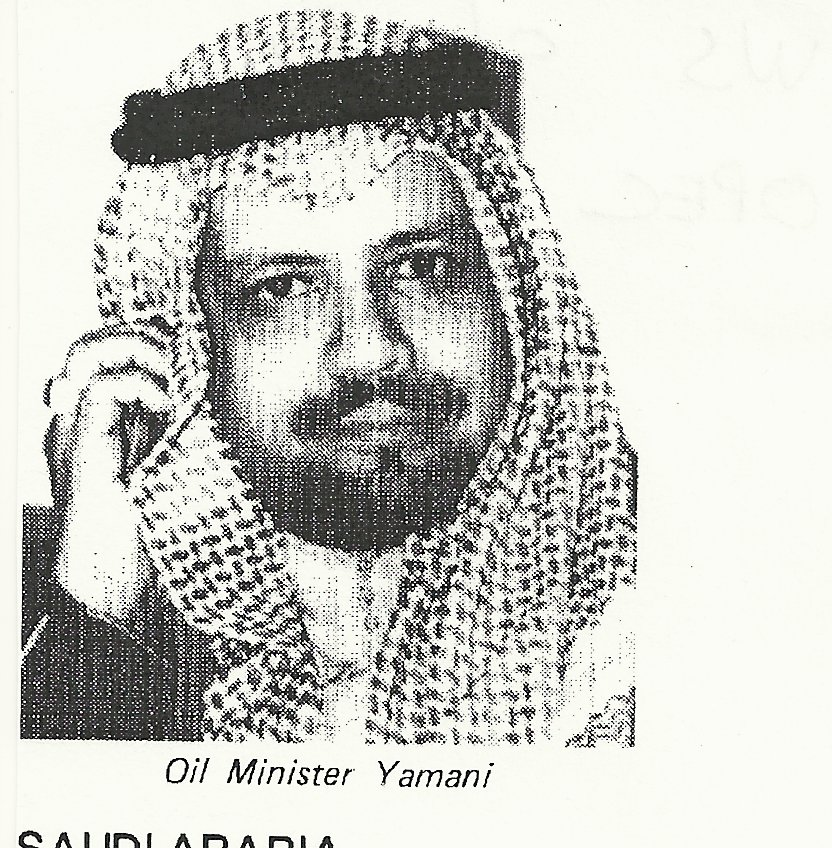
Ahmed Zaki Yamani, proprietario di Vacheron Constantin dal 1984 al 1996

Nello stesso anno cessa la produzione del 222, sostituito dal 333, il quale riprende le forme del predecessore adattandole al nuovo decennio, smussandone gli spigoli e rivisitando l'estetica del bracciale (mantenendo l'andamento a tre maglie con quella centrale di forma esagonale), ma risultando altresì meno iconico e dallo scarso successo commerciale e rimasto in produzione solamente fino al 1986. Questo modello è stato realizzato sia automatico sia al quarzo, in diverse misure, la cui più grande, da 32 millimetri (reff. 73001 e 73503 automatici, quest'ultimo con diamanti; e reff. 46007 e 46508 al quarzo da 32 mm, quest'ultimo con diamanti), presentava anche il datario che era collocato inusualmente a ore 9. Il modello da donna (ref. 61002) è solo al quarzo e senza datario. Per via dello scarso apprezzamento del pubblico e per la breve vita commerciale, oggi è un segnatempo piuttosto raro. Nel 1985 il 230º anniversario dell'azienda è stato festeggiato con la produzione della ref. 33084, un rifacimento fedele della storica ref. 4218: un orologio ultrasottile caratterizzato dalle anse a goccia, dal design tipico degli anni Quaranta del Novecento. Lo stesso modello è stato poi proposto anche in diametro ridotto per un polso femminile (ref. 15084), quest'ultimo solo in oro giallo.
Nel 1987 Jacques Ketterer, precedente proprietario, muore. In concomitanza con il passaggio di proprietà alcuni aficionados ed estimatori della Maison ne criticano un calo qualitativo, anche se è proprio a partire dalla metà degli anni Ottanta, con un timido rilancio dell'orologeria meccanica elvetica, che Vacheron Constantin ripropone dopo lungo tempo suoi modelli dotati di pregevoli complicazioni, come il calendario perpetuo (ref. 43031, venduto in Italia ad oltre 28 milioni e mezzo di lire, pari a quasi 32 mila franchi svizzeri) e il calendario perpetuo scheletrato (ref. 43032, che a inizi anni Novanta aveva un prezzo che si aggirava attorno alle 46 milioni di lire, e ref. 43532 con lunetta diamantata), anche con lunetta esadecagonale (ref. 43033). Questi modelli incassavano il movimento Vacheron Constantin 1120QP decorato in maniera eccellente (soprattutto nella variante scheletrata) e basato su un'ébauche Jaeger-LeCoultre (chiamata 920) e un modulo di calendario perpetuo realizzato appositamente da Dubuis-Dépraz. Oltre a questi modelli assai complicati tornano ad affacciarsi sul mercato anche calendari più semplici, come nel caso della ref. 46008 (day/date in due subdials al 3 e al 9) e la ref. 46009 (con in più le fasi lunari, costo poco più di 10 milioni di lire) e i loro derivati. In questo periodo i modelli entry level di casa Vacheron, un solotempo in oro con reff. 33091 o 92238, avevano un costo di circa 6 milioni e 300 mila lire (pari a circa 7000 franchi svizzeri).

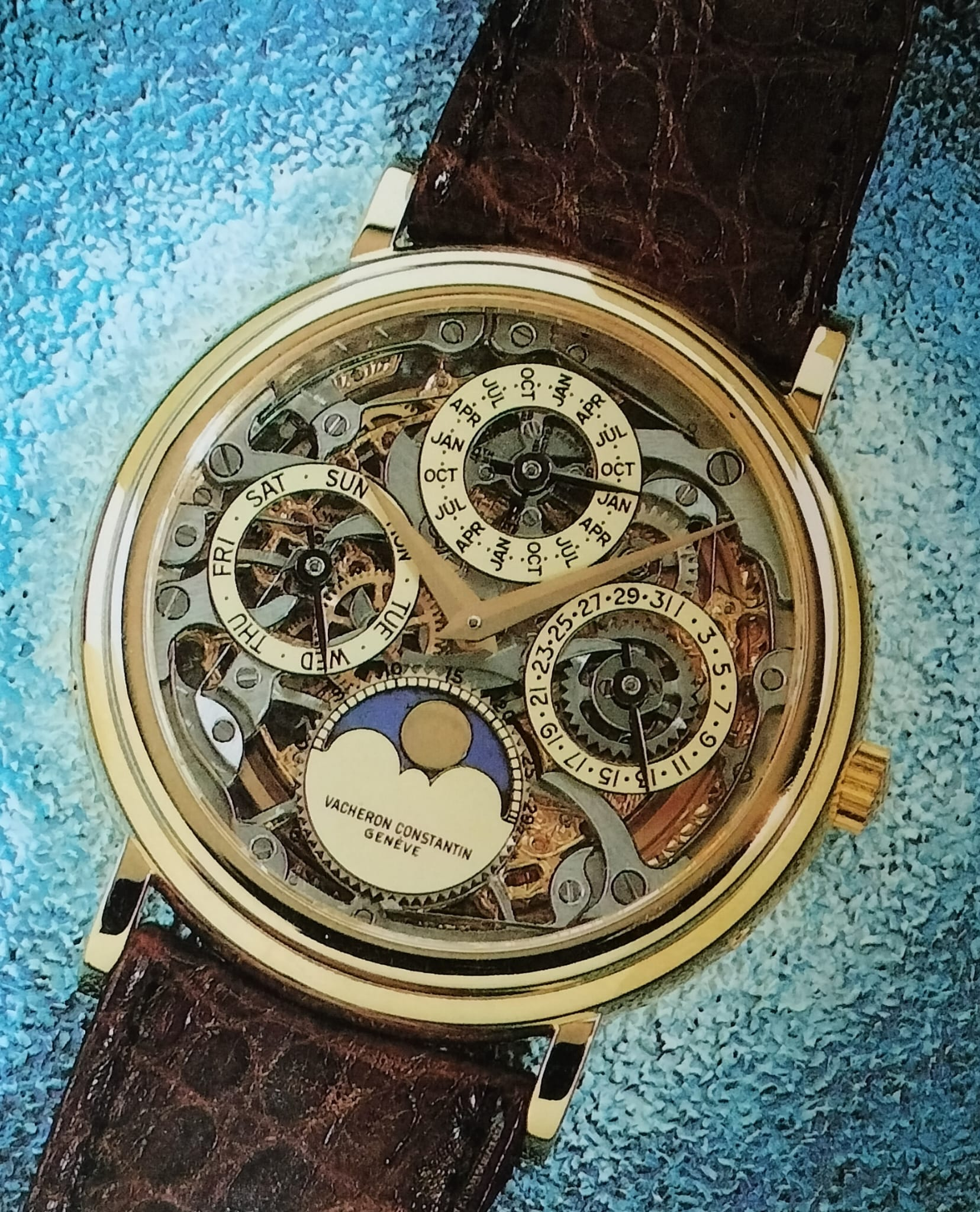
Uno dei modelli di punta degli anni Ottanta di Vacheron Constantin è questo calendario perpetuo scheletrato (ref. 43032), risalente al 1984. All'epoca veniva venduto in Italia ad un prezzo di circa 46 milioni di lire.

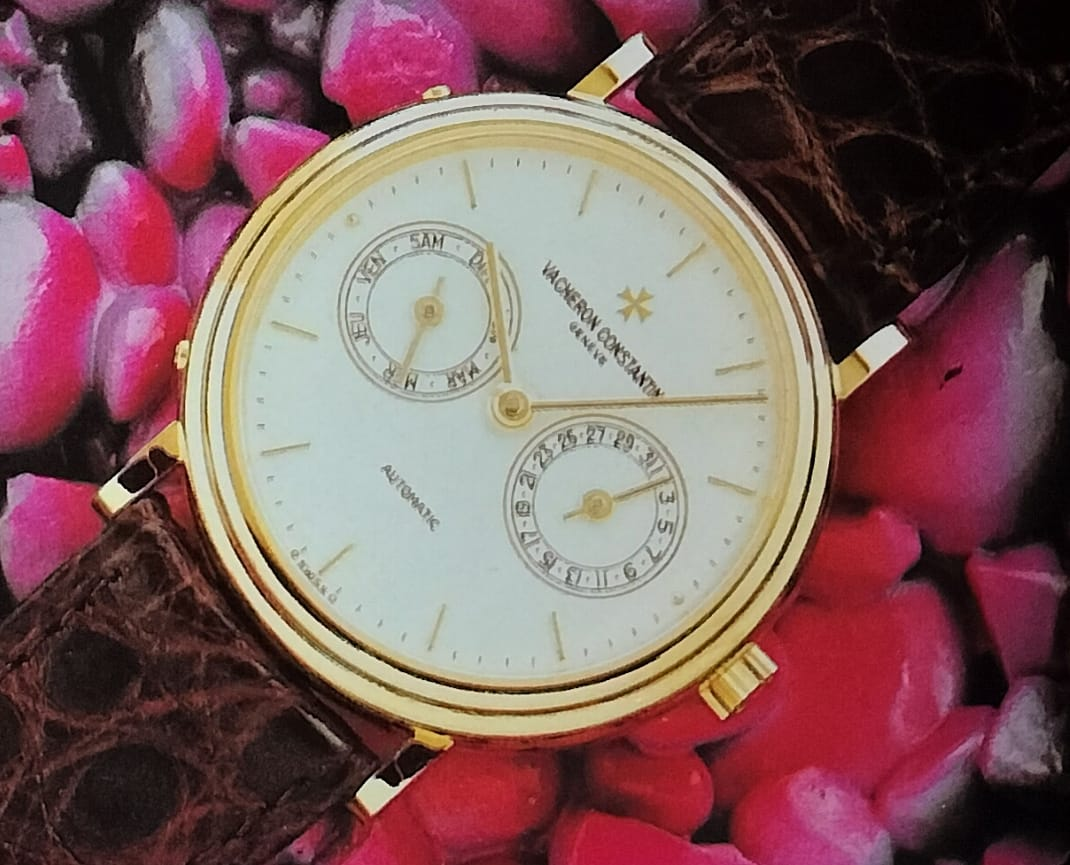
Vacheron Constantin automatico con complicazioni di giorno e datario in oro giallo, risalente al 1989 (ref. 47008).

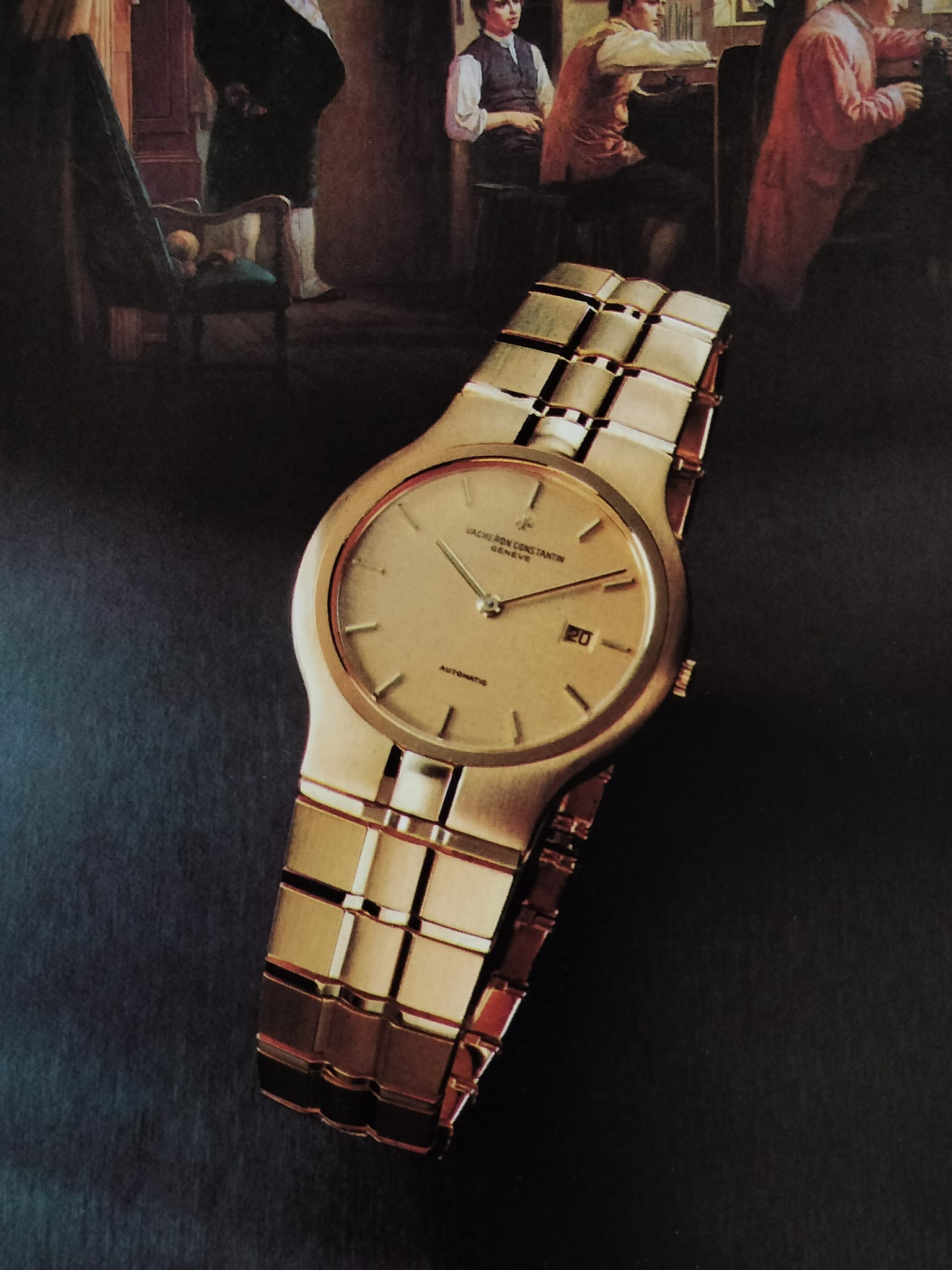
Vacheron Constantin Phidias automatico in oro, fine anni '80

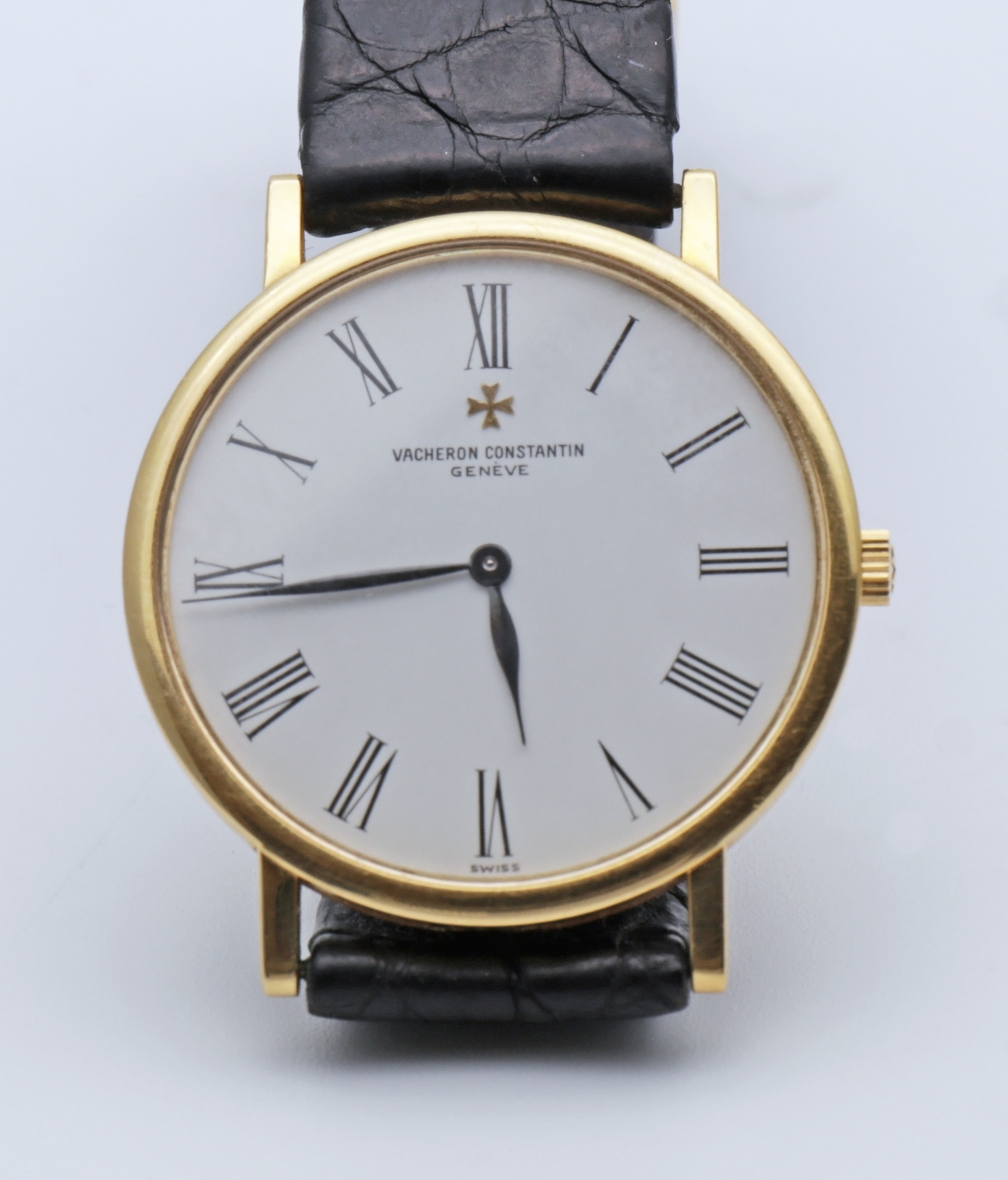
Vacheron Constantin ref. 33091 a carica manuale, primi anni Novanta

Nella seconda metà degli anni Ottanta si diffonde la collezione Phidias, con bracciale integrato, sia con movimento automatico, sia al quarzo e con cassa e bracciale mono o bicolore. Questo modello ottiene molto più successo del 333, ma non ha comunque l'iconicità del 222. Le linee sono tondeggianti, più in linea con il periodo, la cassa è raccordata al bracciale e l'intero design è nato dalla matita di Dino Modolo. Anche Phidias propone una versione solotempo insignita del riconoscimento Chronomètre Royal. Il nome della collezione deriva da quello del mitico architetto Fidia, vissuto nell'antica Grecia, a rimarcare la forte componente estetica e di design degli orologi in questione.

Nel 1988 nuovo CEO del marchio diventa Claude-Daniel Proellochs, con alle spalle esperienze in Eterna e in Omega. Tra la fine degli anni Ottanta e i primi anni Duemila, Proellochs porta l'azienda a quasi quintuplicare la propria produzione.

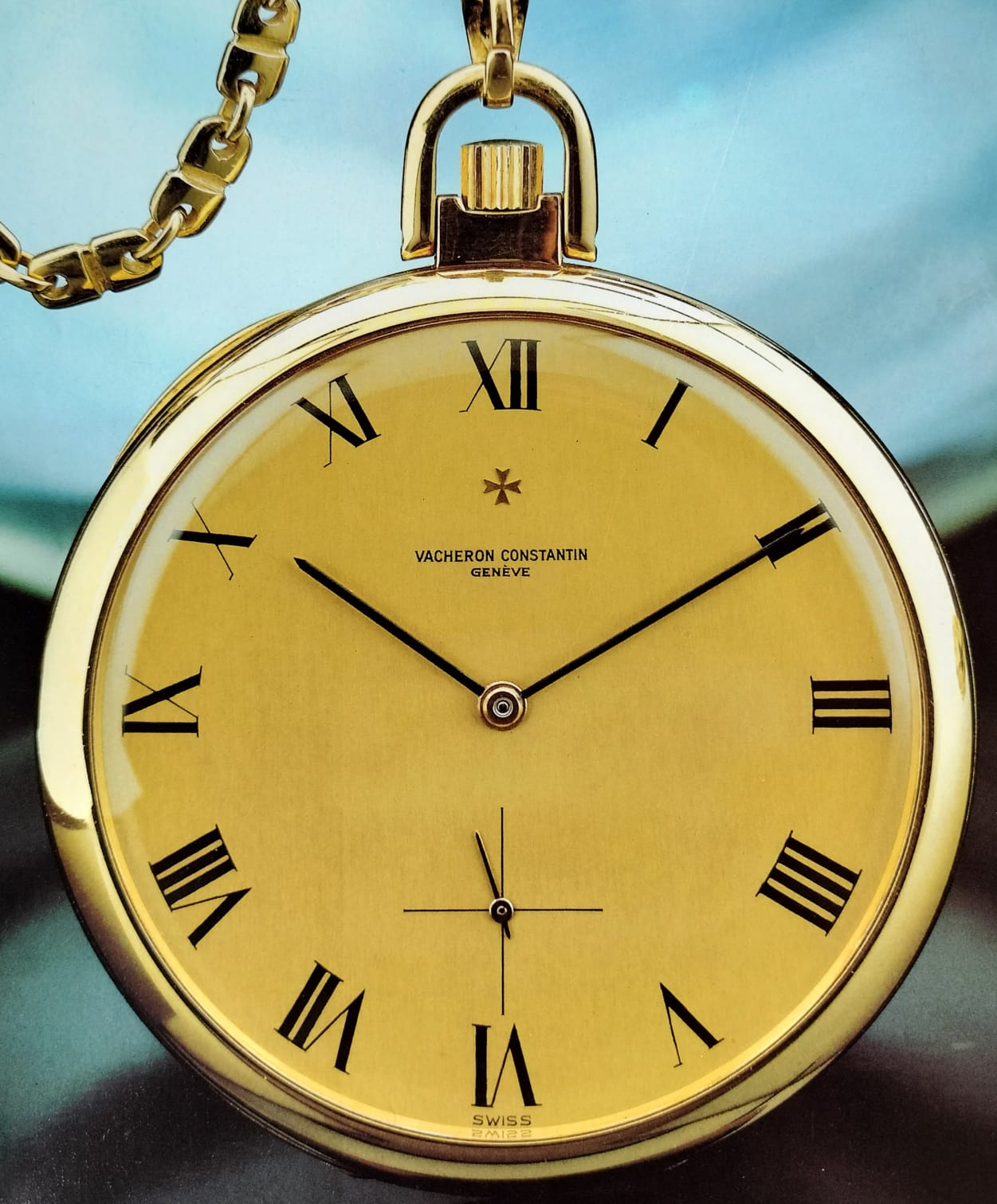
La sobrietà delle linee e delle forme si estende anche ai modelli da tasca, come è riscontrabile in questo Vacheron Constantin a carica manuale, ref. 57001.

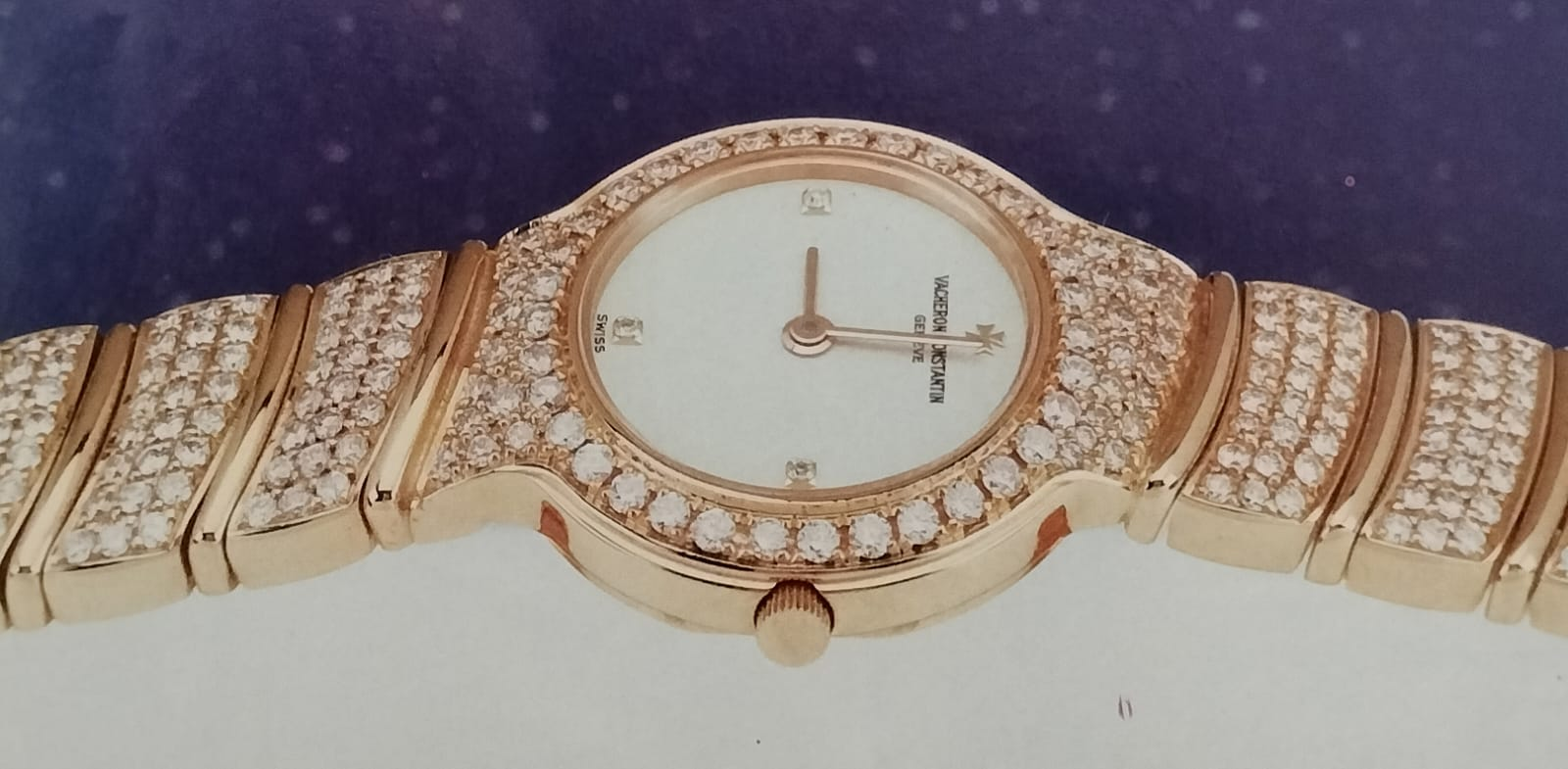
Vacheron Constantin Absolues, (ref. 27031), un raffinato modello in oro e diamanti (oltre cinquecento), alimentato da un movimento al quarzo e risalente a fine anni '80

A fine anni Ottanta Vacheron Constantin ripropone sul mercato i cronografi meccanici, che erano stati pressoché abbandonati dopo il celebre "Cornes de vache" di metà anni Cinquanta. Viene così proposta nel 1989 la ref. 47001 formata dal calibro base Vacheron Constantin 1126CHR (ébauche Jaeger-LeCoultre 889) e dal modulo cronografico Dubois-Dépraz 2000 (montato anche sui coevi Audemars Piguet Royal Oak Offshore con il nome di AP 2226/2839), che, con le sue evoluzioni e diversi movimenti, è rimasta in catalogo fino ai primi anni 2000. La ref. 47001 (venduta in Italia ad un prezzo pari a circa 11 milioni e mezzo di lire) è pertanto il primo cronografo automatico di casa Vacheron Constantin, nonché l'unico cronografo con calibro modulare mai realizzato dell'azienda. Sempre sul finire degli anni '80 si diffonde la collezione Malte, originariamente pensata per realizzare orologi-gioielli per un pubblico femminile, mentre ai nostri giorni il nome è stato riutilizzato per orologi unisex con cassa tonneau abbinata a molteplici complicazioni. Ben presto la linea Malte viene ribattezzata Absolues, e questo nome si può trovare nei cataloghi dell'azienda risalenti ai primi anni '90. Negli stessi anni viene riproposta, nella collezione Patrimony, una replica di uno dei primi dual time da polso con doppio movimento, nella ref. 35002.

Verso la fine degli anni Ottanta Vacheron Constantin adottò due movimenti ultrasottili, ribattezzati dalla casa 1160 (a carica manuale, montato sulla ref. 34070) e 1170 (automatico con rotore periferico, sulla ref. 34170: le due referenze si distinguevano solo per la presenza, sulla 34170, della scritta "Automatic"), realizzati nella seconda metà degli anni Settanta dall'azienda orologiera svizzera Lassale, e poi venduti a Nouvelle Lemania, e finiti incassati anche in alcuni Piaget e Longines dell'epoca. Tuttavia l'eccessiva sottigliezza (1.2 millimetri per il manuale e circa 2 per l'automatico), abbinata a una costruzione del movimento non ottimale (al fine di limitare lo spessore il bariletto, le ruote e lo scappamento erano posizionati direttamente sulla platina e non sui ponti, come accade nei movimenti tradizionali), ne determinarono un'eccessiva delicatezza e un'elevata probabilità di rottura. Ciò condusse Vacheron Constantin a dismetterli poco dopo, e allo stesso modo fecero anche le altre aziende che se ne dotarono. 

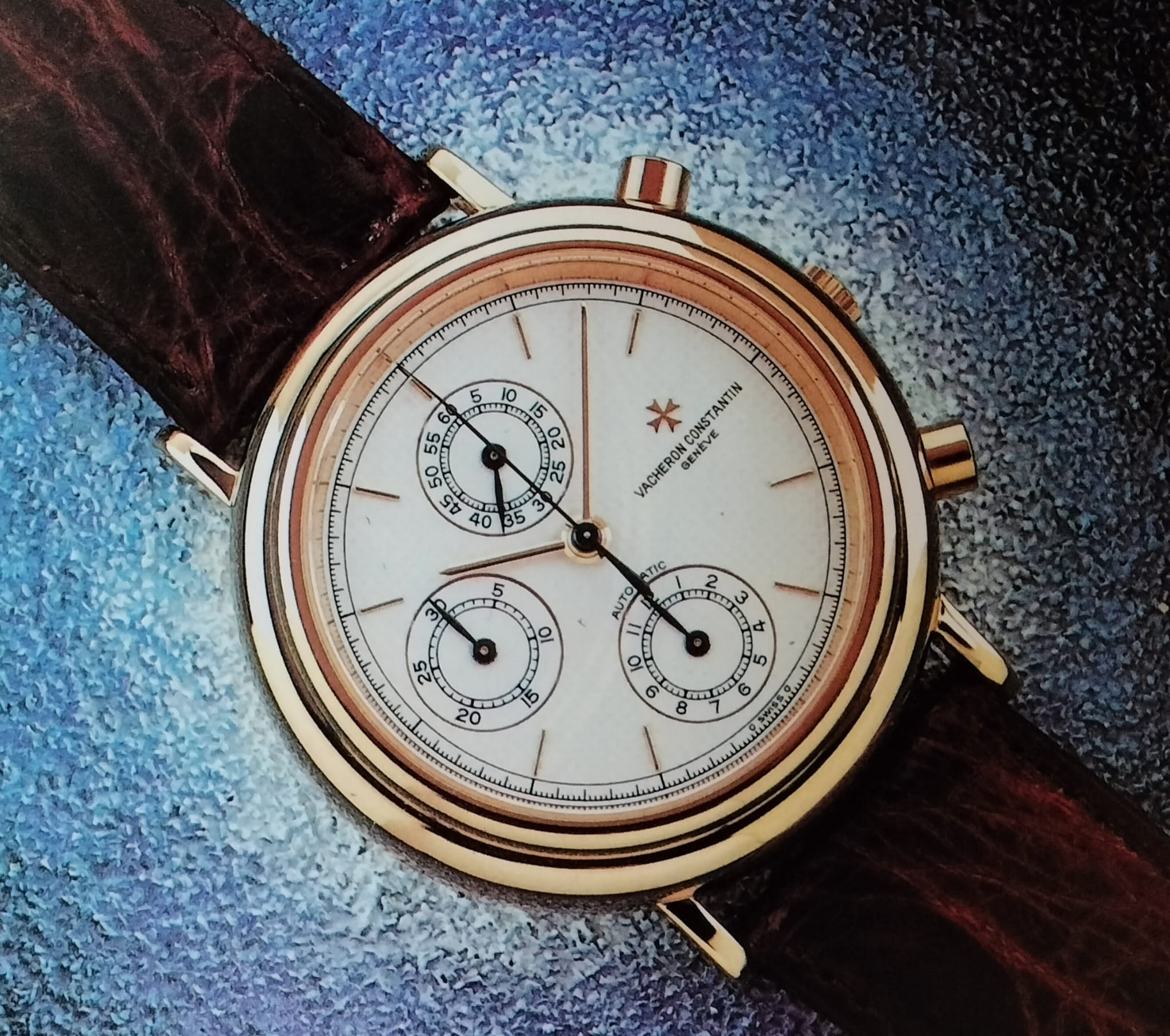
Vacheron Constantin ref. 47001 cronografo automatico con base solotempo di derivazione Jaeger-LeCoultre e modulo cronografico Dubois-Dépraz, risalente al 1989. Si tratta del primo cronografo automatico realizzato da Vacheron Constantin, nonché dell'unico cronografo modulare mai realizzato dalla Maison.

### Anni '90 e primi anni 2000: la nascita dell'Overseas, la cessione a Richemont e la nascita dell'Atelier Les Cabinotiers
Nel 1991 la linea Phidias viene ampliata con il cronografo automatico (ref. 49001, anche in versione diamantata, ref. 49501, entrambi con calibro Frederic Piguet 1185) e le ore del mondo (ref. 48200, calibro 1180), complicazione montata nel medesimo periodo anche sull'elegante referenza 48250, dopo un lungo periodo in cui non venivano più realizzati Vacheron con il sistema Cottier. Il Phidias cronografo acciaio e oro aveva un prezzo di circa 12 milioni e mezzo di lire, mentre la versione interamente in oro di poco inferiore alle 23 milioni di lire.
Nel 1992 vengono rilanciati gli orologi complicati con la collezione Les Complications (o più semplicemente Complications). Uno dei modelli più ambiti di questa collezione è l'elegante referenza 30020 con calendario perpetuo e ripetizione minuti, la ref. 30030 (scheletrato con ripetizione minuti, entrambi questi modelli racchiudevano queste due funzioni in soli 36 millimetri di diametro), il sobrio ripetizione minuti (ref. 30010), oppure la ref. 47052 con calendario completo e indicatore delle 52 settimane (quest'ultimo modello risalente al 1994). Un altro modello degno di nota è rappresentato dalla ref. 30050, un tourbillon con riserva di carica e quadrante decorato a guilloché, alimentato da un movimento a carica manuale, chiamato Vacheron Constantin 1760. Di questa collezione fanno parte anche i cronografi referenze 49002 e 49003 con calibro cronografico integrato Frederic Piguet 1185 (Vacheron Constantin 1136) che vanno ad affiancare e poi a sostituire il crono modulare 47001. La sostituzione del calibro è stata dovuta alla novità del movimento, introdotto da Frederic Piguet nel 1988 e fornito a terze parti solo a seguito della commercializzazione della ref. 47001, la quale quindi non ha beneficiato di quest'ultimo movimento. Questi modelli sono stati inoltre presentati anche in due varianti scheletrate, identificate dalle referenze 47100 e 47102. In questo periodo appartiene alla linea Complications anche un modello da tasca scheletrato, il 57500 dotato di scheletrature estreme e di un movimento ultrapiatto. Anch'esso da tasca, ma di stile classico, in oro giallo e con la complicazione del calendario perpetuo, è la ref. 57115. Sempre nel 1992, per questa prestigiosa collezione viene realizzato un movimento a ripetizione di minuti (identificato col nome di Calibro 1755) dallo spessore di soli 3,28 millimetri. Al posto di questa collezione viene aperto e maggiormente valorizzato un settore apposito dell'azienda chiamato Les Cabinotiers, in onore degli antichi artigiani orologiai che lavoravano per la maison, e che realizza pezzi unici o pochissimi esemplari con grandi complicazioni, che ha avuto notevoli fortune nel corso degli anni. Viene proposto sul mercato una versione moderna dello storico cronografo 4178, che ha fatto la storia dei cronografi della Maison negli anni Quaranta, con la ref. 47101, dotato del calibro Lemania 2310.
Agli inizi degli anni Novanta Vacheron Constantin inizia un'importante operazione di riavvicinamento alle proprie tradizioni passate, tornando a proporre propri modelli storici tramite operazioni di rivisitazione o fedele riproduzione: un caso è quello dei suoi calendari completi con datario periferico tanto in voga negli anni Quaranta (riproposti a partire dal 1992 con le reff. 37150 e 47050). Nella collezione "Historiques" c'è anche spazio per delle riproduzioni del celebre Toledo con cassa a cuscino: si tratta della ref. 31100. Dello stesso anno è anche il primo orologio da polso in assoluto in casa Vacheron Constantin a presentare congiuntamente le funzioni di cronografo e calendario perpetuo: si tratta della ref. 49005. Con questo modello di altissimo livello la casa ginevrina va a colmare una lacuna rispetto a una delle sue principali competitor, Patek Philippe, la quale invece aveva fatto scuola abbinando queste due importanti complicazioni su un segnatempo da polso già a partire dagli anni Cinquanta. Il calibro adottato in questo caso, un Frederic Piguet 1136 a cui è stato abbinato un modulo per le complicazioni di calendario perpetuo, si distingue anche per la sua notevole sottigliezza, dal momento che è spesso solo 7 millimetri. Questo movimento è conosciuto come Vacheron Constantin 1136 QP. Al fianco delle linee Complications e Historiques da uomo e Absolutes per il pubblico femminile, risale agli anni Novanta anche la collezione Essentielles, formata da orologi ultrapiatti quasi tutti privi di complicazioni e addirittura molti dei quali senza neppure la sfera dei secondi. È stata una linea abbastanza fortunata, anche perché dal prezzo inferiore rispetto alle altre, ma che incarna lo spirito dell'azienda. Alcune referenze, di seconda mano, sono visibili ancora oggi sul mercato dell'usato, come le 33103, 33160, 34070 e la 48100, dotata di riserva di marcia.
Per festeggiare i 240 anni di fondazione, nel 1995 viene realizzata la ref. 47240, un modello con cassa tonneau che anticipa la collezione Malte, che oltre un decennio più tardi assumerà la connotazione della cassa di forma.
Nel 1996 debutta invece la linea sportiva Overseas, giunta oggi alla sua terza generazione, dall'estetica che richiama gli antenati 222 e Phidias e che raggruppa al suo interno non solo orologi solo tempo, ma, dal 1999, anche cronografi (con meccaniche derivate da Frédéric Piguet e con diametro di 40 millimetri, ref. 49149), tourbillon, scheletrati, calendari perpetui, ore del mondo, eccetera. La linea Overseas (anch'essa disegnata da Dino Modolo e da Vincent Kaufmann) diventa presto famosa per la ghiera esagonale a incavi, un richiamo allo storico logo della Maison, la croce di malta. La prima generazione è caratterizzata dalla scritta Vacheron Constantin disposta a forma di arco nella parte più alta del quadrante, mentre nella parte inferiore campeggiava la scritta Chronometer, ad accertarne la certificazione medesima. Il movimento era derivato da un calibro ultrapiatto Girard-Perregaux 3100. Il modello automatico da uomo, da 37 millimetri di diametro, era identificato con la ref. 42040, mentre la variante al quarzo, anch'essa certificata cronometro e dalle stesse dimensioni, 72040. Presto si affianca anche una versione dell'Overseas con quadrante con numeri arabi in stile militare.

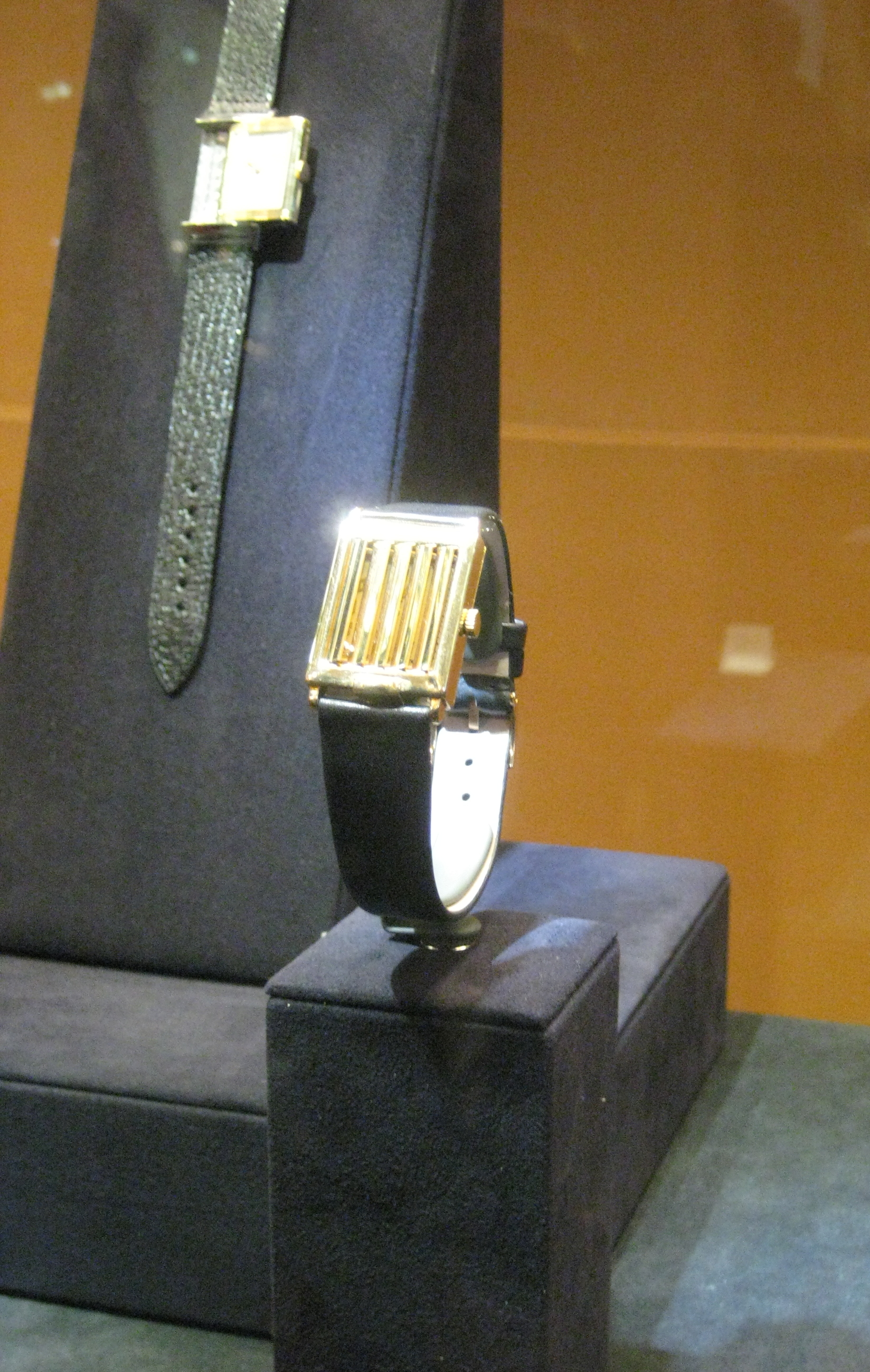
Vacheron Constantin "shutter watch"

Sempre nel 1996 Vacheron Constantin viene acquistata da Richemont. La holding del lusso investe molto sulla casa ginevrina la quale riprende a realizzare interamente in-house i propri movimenti (o almeno alcuni di essi), facendola tornare a pieno titolo una manifattura orologiera in senso stretto. Di questo periodo fa parte anche la linea Les Essentielles, caratterizzata da orologi solo tempo (tutt'al più con la complicazione del datario), con cassa in oro e con movimento automatico o a carica manuale, contraddistinti da linee pulite e semplici e da notevole sottigliezza: il classico dress watch. Risale sempre al 1996 la ref. 43041, un pregevole saltarello in oro (chiamato dalla Maison proprio Saltarello) con movimento a carica automatica Vacheron Constantin 1020/2, in edizione limitata, arricchito di un quadrante guilloché plissettato e indicatore retrogrado dei minuti. A fine anni Novanta viene riproposto un orologio "a tendina", una chicca degli anni Trenta del Novecento (quando Vacheron realizzava i "montres a volets" anche grazie alla collaborazione con Verger), all'interno della collezione Les Historiques, con le reff. 91002 e 10003, in cui un tasto a scorrimento consentiva di svelare o celare il quadrante, di forma rettangolare, coperto da una tendina interamente decorata, così come decorata erano anche i profili della cassa. Il nome dell'orologio era Jalousie Shutter Watch. Il movimento incassato era il calibro di forma Vacheron Constantin 1017.
Nel 2000 il 245º anniversario della casa viene festeggiato con la ref. 47245, un segnatempo con datario retrogrado e indicatore del giorno della settimana al 6. Lo stesso anno viene presentato un nuovo cronografo calendario perpetuo con estetica completamente rinnovata (più simile a quelli di tradizione Patek Philippe) ed originariamente inserito nella collezione Malte: si tratta della referenza 47112 mossa dal movimento 1141QP. Altro cronografo coevo è stato il Medicus (ref. 47150), con cassa a cusicno e scala pulsometrica (da questo particolare deriva il nome del modello): il movimento su cui si basava era il Lemania 1872 (ribattezzato Vacheron Consntatin 1145). 
Nel 2001 viene presentata la collezione Royal Eagle, caratterizzata da orologi di cassa tonneau con anse di forma particolare, a omaggio degli storici segnatempo della casa, proposti con differenti materiali e varie complicazioni. Attualmente la Royal Eagle ha lasciato spazio alla linea Malte, che ne ha preso il posto con segnatempo sempre di forma, ma con linee maggiormente al passo coi tempi e più vicine all'attuale design pulito di Vacheron. Nello stesso anno il Métiers d'Art Lady Kalla, l'orologio di questa collezione che più si avvicina all'estetica del Kallista del 1979, vince l'Aguille d'Or, il massimo riconoscimento al Gran Premio dell'Orologeria di Ginevra (il GPHG). La collezione Malte si arricchisce di orologi complicati, come un tourbillon scheletrato (ref. 30067), o un calendario perpetuo con ripetizione minuti, dotato ancora di cassa rotonda (ref. 30040). Un altro orologio dalla cassa tonda della linea Malte, è il Malte Grande Classique solotempo ref. 81000 con quadrante guilloché e con calibro Vacheron Constantin 1400.
Nel 2003 si sono diffusi i primi modelli della collezione femminile Egérie (al quarzo, reff. 25040, 25540 e 25541) e a carica manuale (reff. 81040 e 81541, dotate del calibro Vacheron Constantin 1400) dotati di cassa tonneau e quadranti guilloché o in madreperla.
Nel 2004 viene presentata la seconda generazione dell'Overseas (il cui modello solotempo è identificato con la ref. 47040), dalla quale scompare la denominazione Chronometer, in quanto anche il movimento base cambia: adesso si tratta di un derivato del Jaeger-LeCoultre 889, già adoperato nel 222 da 34 mm. In casa Vacheron il movimento è conosciuto con il nome 1126, già utilizzato in diverse applicazioni, come nel caso del cronografo modulare ref. 47001 risalente a fine anni Ottanta. Inoltre il diametro dei modelli viene portato a 42 mm. Lo stesso anno viene inserita in via permanente in catalogo la collezione Patrimony, presente tutt'oggi. I modelli che hanno maggiormente ispirato questa collezione sono le reff. 6179 e 6187 (risalenti alla seconda metà degli anni Cinquanta), che si differenziano solo per il posizionamento dei secondi continui, mentre hanno la medesima pulizia delle linee della cassa e la semplicità del quadrante, elementi che contraddistinguono ancora oggi la linea Patrimony.
L'abilità di Vacheron Constantin nella realizzazione di orologi esteticamente ricercati ed esclusivi viene tradotta nella collezione Métiers d'art, i cui quadranti sono incisi o dipinti a mano per celebrare determinate ricorrenze (come il Capodanno cinese, tanto che la linea viene chiamata "La légende du zodiaque chinois") o personaggi storici (è quello che accade con gli orologi dedicati a Mercatore, uscito nel 1994, a Cabral, a Marco Polo e a Colombo). Risale proprio al 2004 il primo approccio alla linea "Hommage aux grandes explorateurs", in cui differenti modi per visualizzare l'ora (tramite dischi o con lancette "a compasso") si uniscono alla rifinitura del quadrante in smalto grand feu che riproduce le antiche carte geografiche.

### 2005: il 250º anniversario della Maison e i grandi festeggiamenti
Nel 2005, per il 250º anniversario della casa, vengono realizzati numerosi orologi celebrativi. Il primo è il Vacheron Constantin Esprit des Cabinotiers: si tratta di un orologio da tavolo racchiuso in un globo d'oro inciso, il quale, aprendosi, svela al suo interno il segnatempo con due quadranti con innumerevoli complicazioni quali il calendario astronomico, la ripetizione dei minuti, l'equazione del tempo, il calendario perpetuo e moltissimo altro. Si tratta di un segnatempo realizzato in pezzo unico.
Altro orologio realizzato per il giubileo è il Vacheron Constantin Tour de l'Ile, un capolavoro dotato di 16 complicazioni, il cui meccanismo, chiamato 2750 a carica manuale, è composto da circa 900 componenti. Per essere realizzato, l'orologio ha visto oltre 10.000 ore di progettazione e sviluppo. Ne sono stati realizzati sette, tutti con cassa in oro rosa. Al momento della sua uscita, si trattava dell'orologio da polso più complicato del mai esistito.
Un altro orologio super complicato realizzato per festeggiare questo importante anniversario è il Saint Gervais (ref. 80251), realizzato in 55 esemplari, alimentato dal calibro a carica manuale 2250 visibile dal fondello trasparente, e dotato di tourbillon, calendario perpetuo e riserva di carica. La particolarità di questo orologio è che vanta una riserva di carica di 250 ore grazie all'adozione di quattro bariletti. La cassa è in platino. Il nome inoltre vuole essere una dedica ai Cabinotier stabilitisi nel quartiere ginevrino Saint-Gervais.
Lo stesso anno viene realizzato anche il Jubilée 1755, meno complicato dei precedenti, ma ugualmente prestigioso, realizzato in oro giallo, rosa o platino, con quadrante lavorato e Punzone di Ginevra. Presenta l'indicazione della data, del giorno della settimana e della riserva di carica. È mosso dal calibro 2475, che è anche il primo movimento automatico con complicazioni progettato interamente in casa Vacheron. Questo segnatempo è stato realizzato in 1755 esemplari, con quattro tipologie di materiali: oro giallo, oro rosa, oro bianco e platino.
Infine come ultimi orologi per celebrare questo anniversario, Vacheron Constantin ha realizzato dodici cofanetti contenenti quattro orologi della collezione Métiers d'Art, realizzati con quadranti smaltati e incisi e raffiguranti le allegorie delle quattro stagioni. In questi orologi, il movimento è un 2460 a carica automatica (qui ribattezzato Vacheron Constantin 2460 G4) realizzato dalla casa e rifinito a mano dove orario, minuti, datario e giorno della settimana sono visualizzati tramite apposite finestre ai lati del quadrante.
In quest'anno di celebrazioni viene anche inaugurata la nuova sede della manifattura a Plan-les-Ouates.

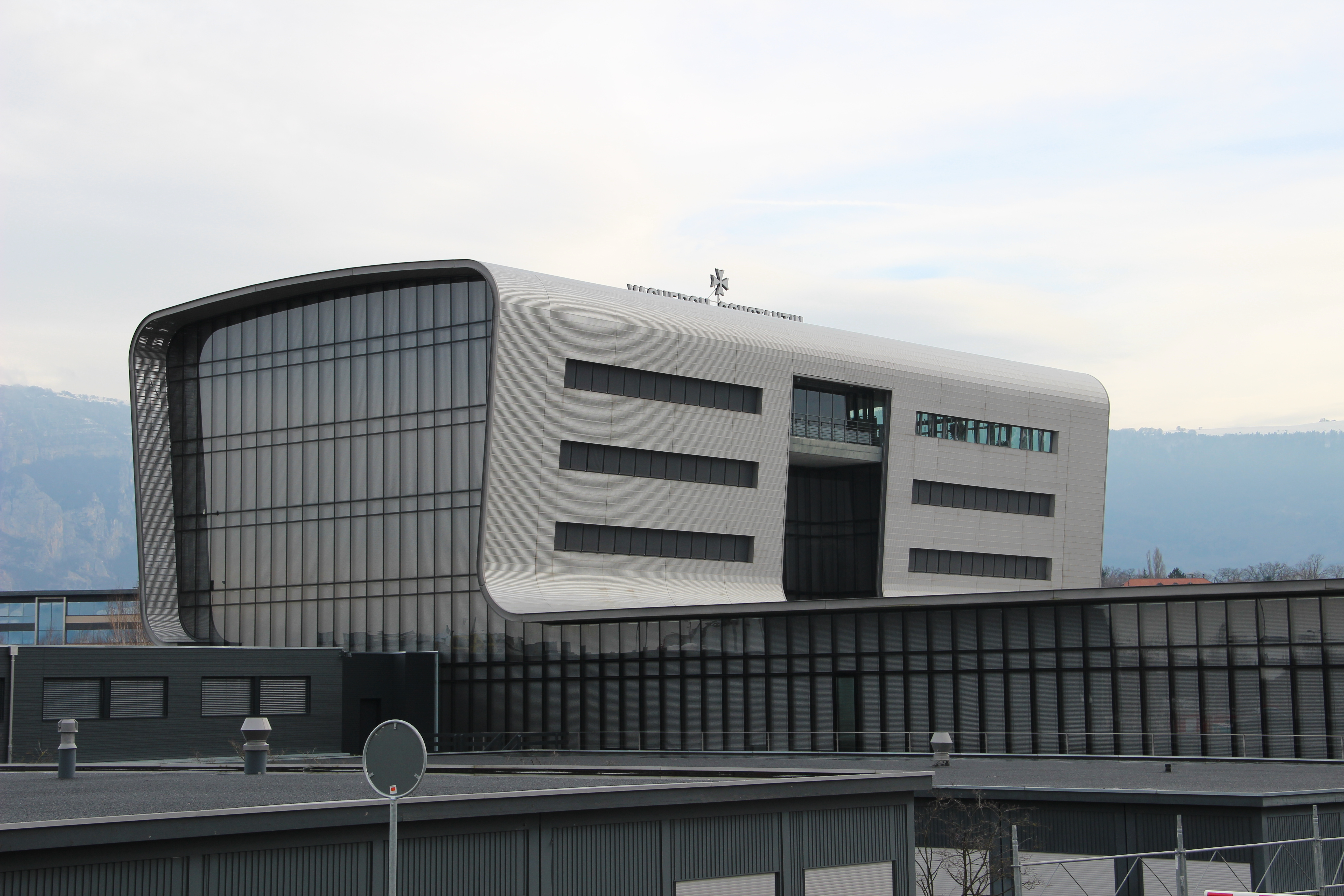
Dal 2005 lo stabilimento Vacheron Constantin di Plan-les-Ouates è la sede della Maison

Sempre nel 2005 viene sostituito il CEO: Juan-Carlos Torres, con esperienza ventennale in casa Vacheron, prende il posto di Proellochs, del quale era stato braccio destro per tanti anni e che lavorava in azienda a partire dal 1981. In questi anni l'azienda ha circa 400 dipendenti e produce oltre 16.000 pezzi l'anno.

### Seconda metà anni 2000-2015: i 260 anni di attività e l'orologio più complicato del mondo
A partire dal 2006 è stata introdotta la linea Excellence Platine, nella quale Vacheron Constantin fa confluire numerosi orologi appartenenti a diverse collezioni, caratterizzati tutti per l'utilizzo del platino sia nella cassa, sia nella realizzazione del quadrante. Tutti gli orologi Excellence Platine sono prodotti in edizione limitata.
Nel 2007 il modello di successo ribattezzato "Prestige de France", datato 1972, viene reinterpretato sia fedelmente (reff. 25010 e 25510), sia come modello puramente femminile nella collezione Cambrée 1972 (reff. 25015 e 25515). Il movimento è il quarzo Vacheron Constantin 1202. Lo stesso anno la Maison decide di celebrare il centesimo anniversario dal primo Chronomètre Royal realizzando un orologio da polso con quadrante in smalto, movimento a carica automatica di manifattura e riutilizzando una cassa già impiegata su un altro modello anch'esso certificato Chronomètre Royal, la referenza 47022 di fine anni '80.

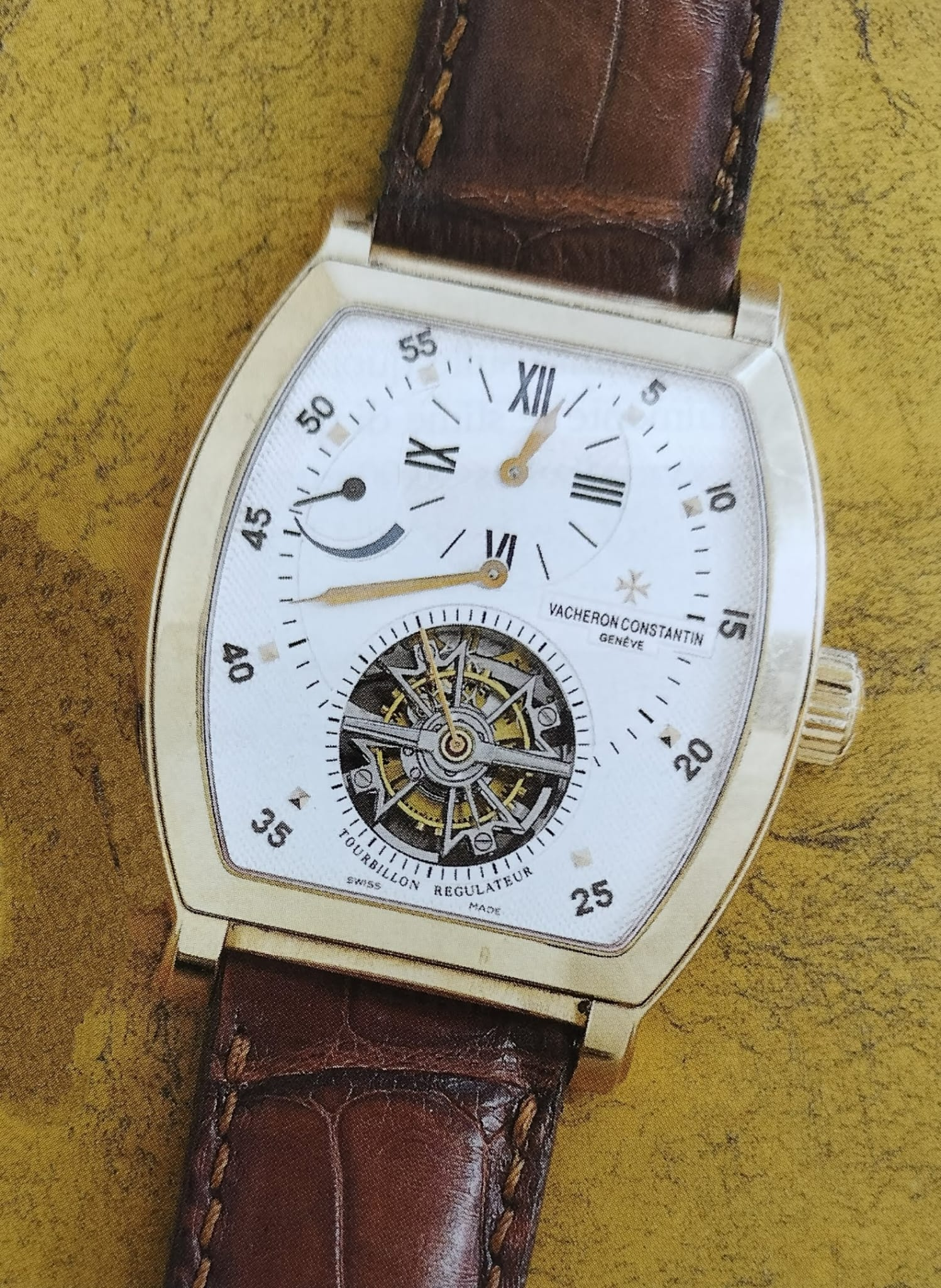
Vacheron Constantin Malte Tourbillon Regulateur Reserve de Marche ref. 30080 risalente a metà anni Duemila

Nel 2008 il design così tradizionale e legato alla storia della Maison viene reinterpretato con la collezione Quai de l'ile, molto più moderna, la quale prevedeva modelli in acciaio o in oro, con datario periferico indicato da un'apposita freccia, o con indicazione della riserva della carica, o ancora modello scheletrati. Si tratta di una collezione innovativa per Vacheron Constantin, già a partire dalla cassa, realizzata in sette pezzi e con la possibilità di personalizzarla "assemblando" vari materiali per i differenti pezzi che la formano, e per il quadrante, la cui originalità è garantita dal "Securuty Printing", una tecnica che segna il quadrante con un inchiostro visibile esclusivamente con apposite lampade UV. L'utilizzo di questa tecnologia è "certificato" dall'apposizione sui quadranti di un apposito sole, che si ispira all'orologio della Tour de l'Ile di Ginevra. Il nome di questa collezione voleva omaggiare la prima boutique aperta a Ginevra dalla Maison oltre un secolo prima. Inoltre alcuni modelli sono stati realizzati in materiali non convenzionali, come il titanio, il palladio e il tantalio, a voler rimarcare l'approccio attuale e anche giovanile di questa collezione. Anche il movimento propone la stessa attitudine per i materiali innovativi, con la massa oscillante del movimento automatico in tungsteno che sostituisce il classico oro. La particolare forma della cassa, inoltre, risulta rotonda se osservata sotto alcuni punti di vista, mentre sembra a cuscino se vista da altre angolazioni. Sempre nel 2008 vengono proposti orologi esclusivi con quadranti in smalto lavorati con l'intento di replicare le trame di alcuni tessuti pregiati: la linea viene chiamata "Elégance Sartoriale".
Lo stesso anno l'azienda ha lanciato il programma Les Collectioneurs, con cui la stessa Vacheron Constantin acquista, restaura e certifica suoi orologi vintage, che poi rivende.
Nel 2009 Vacheron Constantin produce un nuovo pregevole calibro dotato di ripetizione minuti: si tratta del 1731, spesso meno di 4 millimetri e in grado di offrire un'elevata riserva di carica di ben 65 ore. Diventa il movimento ripetitore minuti più sottile del mondo. Nel 2010 l'esperta smaltatrice Anita Porchet ha riprodotto, su un quadrante di smalto, il dipinto del soffitto dell'Opéra Garnier di Parigi.
Risale al 2011 un altro pezzo unico molto particolare, il Philosphia, realizzato per un facoltoso collezionista dagli Atelier Cabinotiers, il reparto speciale Vacheron Constantin, che si occupa di creare segnatempo supercomplicati su richiesta. L'orologio è dotato di fasi lunari, tourbillon con rotazione completa in un minuto, ripetizione dei minuti e di una sola lancetta, che segna le ore. Il concetto dietro a questo segnatempo vuol essere infatti qualcosa di filosofico, dove il tempo viene espresso in maniera volutamente approssimativa dalla sola lancetta delle ore (mentre la ripetizione dei minuti è precisa al singolo minuto). Lo stesso anno Vacheron Constantin presenta anche il suo primo calendario annuale con indicazione retrograda della data, e lo stesso anno viene lanciato un ore del mondo in grado di visualizzare tutti e ventisette i fusi orari, compresi quindi anche quelli con scarto di quindici o trenta minuti. Inoltre torna la funzione delle ore del mondo, nel modello Patrimony Traditionelle World Time (ref. 86060).
La Maison rilancia la collezione Historiques, proponendo nuovi segnatempo ispirati al passato: è il caso, ad esempio, del "Cornes de vache", dell'Aronde 1954, del Triple Calendrier 1942, dell'American 1921 con quadrante diagonale, del Chronometre Royal (dove l'orologio da tasca del 1907 è stato reinterpretato in una versione dal polso nel 2007, per celebrarne i cento anni), l'Ultra Fine 1968 (che richiama l'estetica della vecchia ref. 7614), l'Ultra Fine 1955 (dotato dell'eccellente movimento Vacheron Constantin 1003, il solotempo a carica manuale più sottile al mondo) e molti altri. Nel 2011 viene anche lanciata una versione con cronografo e calendario perpetuo dell'Overseas: si tratta della ref. 49020, che adotta il calibro 1136 QP.
Nel 2013 viene presentato il Patrimony Contemporaine Ultra-Thin Calibre 1731, che per qualche mese si afferma come l'orologio ripetizione minuti più sottile del mondo (8,09 mm), mentre il calibro Vacheron Constantin 1731 (1731 era l'anno di nascita del fondatore Jean-Marc Vacheron) diventa il movimento con ripetizione minuti più sottile sul mercato (con soli 3,9 mm di spessore), e con riserva di carica di 65 ore.
Nel 2014 l'orologio esclusivo presentato è il Maître Cabinotier Astronomica, che presenta 15 differenti complicazioni ed è alimentato dal movimento di manifattura 2755 (montato sul Traditionelle ref. 80172), in questo orologio ulteriormente perfezionato: oltre al tourbillon, al calendario perpetuo e alla ripetizione minuti, infatti, l'Astronomica rappresenta anche diverse indicazioni relative all'astronomia, come la carta celeste con il calendario zodiacale, l'equazione del tempo e l'ora di alba e tramonto. Negli anni seguenti verranno presentati altri pezzi unici dal design e dalla struttura assai simile all'Astronomica. Risale allo stesso anno anche il Vacheron Constantin Métiers d'Art Mécaniques Ajourées, una linea di orologi scheletrati ultrasottili animati dal noto movimento di manifattura a carica manuale 4400, mentre un anello in smalto decora i numeri romani.
Nel 2015 per il 260 anni dalla nascita della casa viene costruita la ref. 57260, chiamata anche "Tivoli": si tratta di un orologio da tasca supercomplicato largo circa 10 centimetri e spesso 5 mosso da un movimento realizzato ad hoc, il 3750. L'orologio è dotato di ben 57 complicazioni (ciò lo rende l'orologio più complicato mai realizzato al mondo, record superato poi nel 2024 da un altro Vacheron derivato da questo: il Berkley Grand Complication), tra cui il calendario perpetuo gregoriano ed ebraico, cronografo rattrapante, equazione del tempo con indicazione di solstizi ed equinozi, l'indicazione di alba e tramonto, diverse funzioni di suoneria tra cui un ripetitore minuti, suoneria e sveglia, un calendario zodiacale e un tourbillon triassiale. I tre orologiai che hanno seguito il progetto ref. 57260, cioè Mike Pintus, Yannick Pintus e Jean-Luc Perrin, hanno vinto il premio speciale della giuria del Gran Prix d'Horlogerie ginevrino dell'anno 2015.
Lo stesso anno la casa ha contribuito alla pubblicazione di un'importante opera relativa alla propria storia e scritta dal connaisseur Franco Cologni, dal titolo "Vacheron Constantin: Artists of time". Non è l'unico libro realizzato da Cologni sulla Maison, dal momento che per il 250º anniversario aveva pubblicato il volume "I segreti di Vacheron Constantin".
L'anniversario è stato celebrato anche presentando al pubblico una nuova collezione, chiamata Harmony, e contraddistinta da una cassa a cuscino, fortemente ispirata a un antico capolavoro della Maison, un cronografo monopulsante con medesima forma di cassa risalente al 1928 (ref. 11059). Nonostante la qualità e l'eleganza offerta da questa collezione, non verrà accolta con il successo sperato e, a causa anche di una campagna pubblicitaria non all'altezza e spinta da altri modelli più attraenti, verrà discontinuata dopo appena pochi anni. Questa nuova collezione ha portato con sé anche nuovi movimenti, come il 3200, lanciato proprio nel 2015 e che racchiude al suo interno le complicazioni di un cronografo monopulsante con indicatore di riserva di marcia e tourbillon (incassato nell'Harmony ref. 5100S) e il 3300 (un crono monopulsante a carica manuale adottato sulla ref. 5300S). Un altro capolavoro è il calibro 3500, che diventa il cronografo automatico rattrapante più sottile del mondo in virtù dei suoi 5.2 millimetri di spessore (adottato nell'Harmony 5400S, realizzato in 10 unità soltanto, e successivamente sull'Excellence Platine ref. 5400T prodotto in edizione limitata a 15 esemplari). Sempre nel 2015 la sezione Métiers d'Art della Maison ha presentato la linea Mécaniques Gravées, contraddistinta da quadrante e movimento finemente incisi manualmente con foglie in stile barocco. Sono due i modelli proposti: un classico solotempo e una variante con tourbillon.
Altra novità realizzata dalla sezione Les Cabinotiers nel 2015 è stata il Coffret Observatoire, ovvero un set di cinque orologi da tasca in oro giallo che presentano al loro interno cinque ébauches risalenti circa agli anni Trenta del Novecento, completate e rifinite secondo gli standard moderni. Tutti questi orologi hanno in comune il fatto di essere dei tourbillon e dall'ébauche è stata realizzata da Pellaton, azienda a conduzione familiare famosa per una certa estetica realizzativa dei calibri, che produsse movimenti anche per Patek Philippe, Ulysse Nardin, Girard-Perregaux, Breguet ed altre. I cinque orologi da tasca sono: un tourbillon, un tourbillon con bilanciere bimetallico diviso (tipico nei cronometri da marina), un tourbillon con scappamento a scatto diretto, un tourbillon con scappamento a forza costante (che consente di mantenere uniforme l'erogazione dell'energia da parte della spirale) ed un tourbillon remontoir d'egalité (altro dispositivo che consente l'erogazione costante dell'energia della molla, e quindi una maggior precisione cronometrica).

### Attualità: "One of not many"
Nel 2016 viene presentata la terza generazione dell'Overseas, anch'essa nata dalla matita di Kaufmann (che rispetto alle altre due riduce da otto a sei il numero delle tacche sulla ghiera), la quale introduce anche diversi movimenti realizzati completamente in-house, come il 5100 per la variante solotempo, il 5200 per la versione cronografica e il 5300 per il modello da donna con piccoli secondi. Nel corso degli anni questa collezione verrà declinata con numerosissime varianti di complicazioni, dalle più semplici dual time fino ad arrivare ai calendari perpetui scheletrati e alle ripetizioni minuti. Questa nuova generazione di Overseas fu anche una delle prime collezioni nella storia dell'orologeria a proporre diversi cinturini compresi nel corredo dell'orologio e un sistema di sgancio rapido degli stessi per poter personalizzare rapidamente e in autonomia il proprio segnatempo.
Il medesimo anno viene rivisitata esteticamente la linea Patrimony, attualizzandola in termini di dimensioni, dal momento che vengono introdotte versioni solotempo da 42 mm di diametro, secondo le tendenze del periodo di sovradimensionare gli orologi.
In questi anni l'azienda dà lavoro a circa 1000 dipendenti.
Nel 2017 viene realizzato un altro orologio supercomplicato: si tratta del Celestia Astronomical Grand Complication, vagamente anticipato in qualche intervista l'anno precedente dal CEO Torres. Si tratta di un segnatempo mosso dal calibro 3600 a carica manuale e dotato di 23 complicazioni, per un totale di oltre 500 parti. Il tutto miniaturizzato in meno di 9 millimetri di spessore. È dello stesso anno un altro capolavoro, meno complicato ma ugualmente pregiato, il Les Cabinotiers Symphonia Grande Sonnerie, che ribadisce la grande abilità della casa ginevrina nella realizzazione della pregiata complicazione della grande e piccola suoneria. Questo è uno dei primi segnatempo della Maison ad appartenere alla sezione "La Musique du temps", con cui Vacheron realizza orologi con ripetizioni minuti e suonerie dal timbro unico, e per fare ciò si è avvalsa della collaborazione dei celebri Abbey Road Studios di Londra, per registrare il timbro unico di ogni suo modello esclusivo dotato di queste complicazioni sonore.

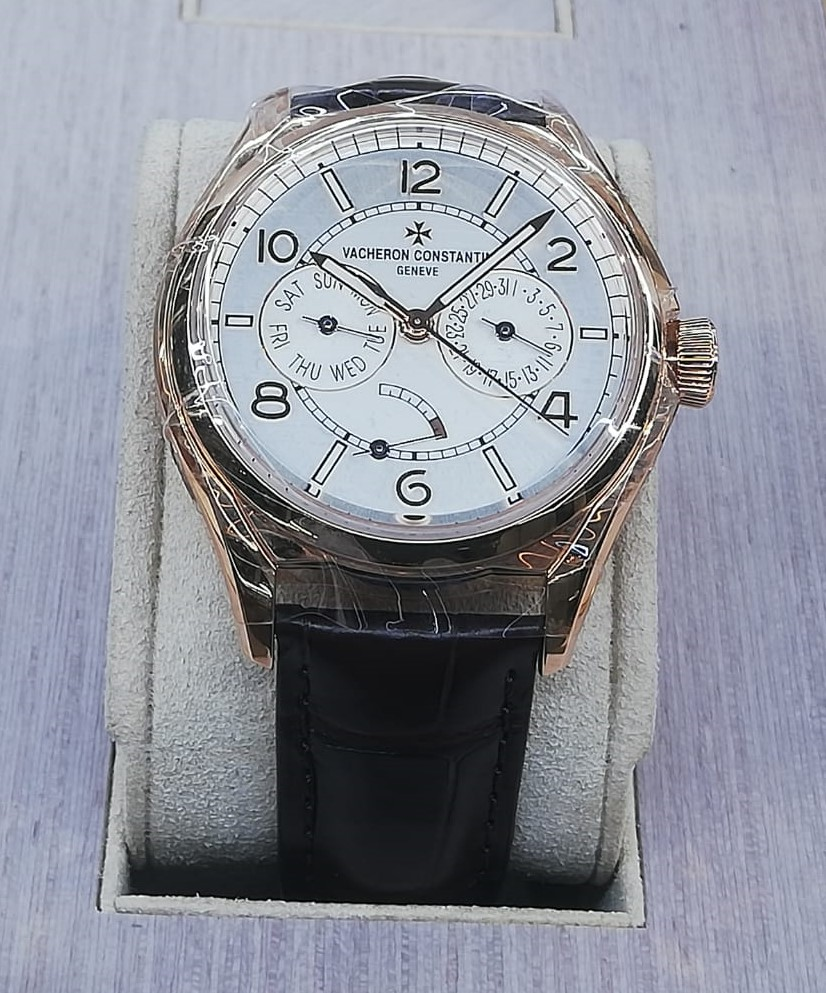
Vacheron Constantin FiftySix daydate riserva di carica (ref. 4400E), 2022.

Nel 2018 viene presentata la collezione Fiftysix, con cui la Maison ginevrina reinterpreta gli stilemi classici in chiave moderna, un po' come aveva fatto con la linea Quai de l'ile, ma mantenendo maggior contatto con la propria tradizione. I nuovi modelli, proposti sia in acciaio sia in materiali pregiai, e con diverse complicazioni, si propongono come gli entry level del marchio (sebbene poi ci siano anche versioni complicate con calendario e anche con tourbillon). Tutti hanno datario, quadrante settoriale e lancette con pasta luminescente, a voler rimarcare la natura maggiormente sportiva di questa collezione rispetto a tutte le altre proposte a catalogo, anche se l'impermeabilità rimane 3 bar ed inadatta per una vita sportiva. Il modello entry level (tre lancette con datario, alimentato dal movimento 1326, prodotto da Horlogère ValFleurier, azienda di proprietà di Richemont e rifinito da Vacheron, ed è un movimento utilizzato anche da altri marchi del gruppo Richemont come Cartier e Piaget), è sprovvisto di Punzone di Ginevra, con cui invece il marchio è solito certificare la qualità dei propri segnatempo. In particolare il nome Fiftysix vuol far riferimento alla referenza dalla quale l'attuale modello fa richiamo, la 6073 datata proprio 1956. Tutti gli altri orologi della medesima linea, invece, montano movimenti di manifattura certificati dal Punzone. Sempre nel 2018 viene presentato un nuovo calibro automatico dotato di tourbillon (il primo automatico con tourbillon della casa): il 2160, montato da diverse collezioni (FiftySix, Traditionelle, Overseas) e distintosi per la sua sottigliezza e l'ottimo livello di finiture.
Nel 2019 è stato presentato il Traditionelle Twin Beat, un orologio innovativo dotato di calendario perpetuo che monta un movimento a carica manuale, il quale ha la peculiarità, una volta non indossato, di poter essere rallentato premendo un tasto sulla cassa che ne riduce le alternanze orarie da 5Hz a 1,2 Hz, allungandone a dismisura la riserva di carica, fino ad un massimo di 65 giorni. Il quadrante parzialmente scheletrato, inoltre, diventa un modello per la Maison per altri suoi segnatempo, come ad esempio il Traditionnelle Complete Calendar Openface, o il Traditionelle Tourbillon Biretrogrado Data Openface (ref. 6010T), di qualche anno più recenti. In particolare quest'ultima referenza ha raccolto l'eredità della referenza 47247, un modello in platino della collezione Malte di inizio anni Duemila con data retrograda e quadrante semischeletrato. Da quest'anno Vacheron Constantin ha introdotto una garanzia con certificazione blockchain per l'acquisto di suoi segnatempo vintage che sono stati revisionati o restaurati dalla maison stessa. Con l'intento di rinsaldare il legame con le avventure e dimostrandosi sensibile al tema dei successi, quell'anno la casa dota l'esploratore Cory Richards, cimentatosi in una scalata sull'Everest, di un Overseas con funzione dual time in versione prototipale, poi riprodotto per il grande pubblico.

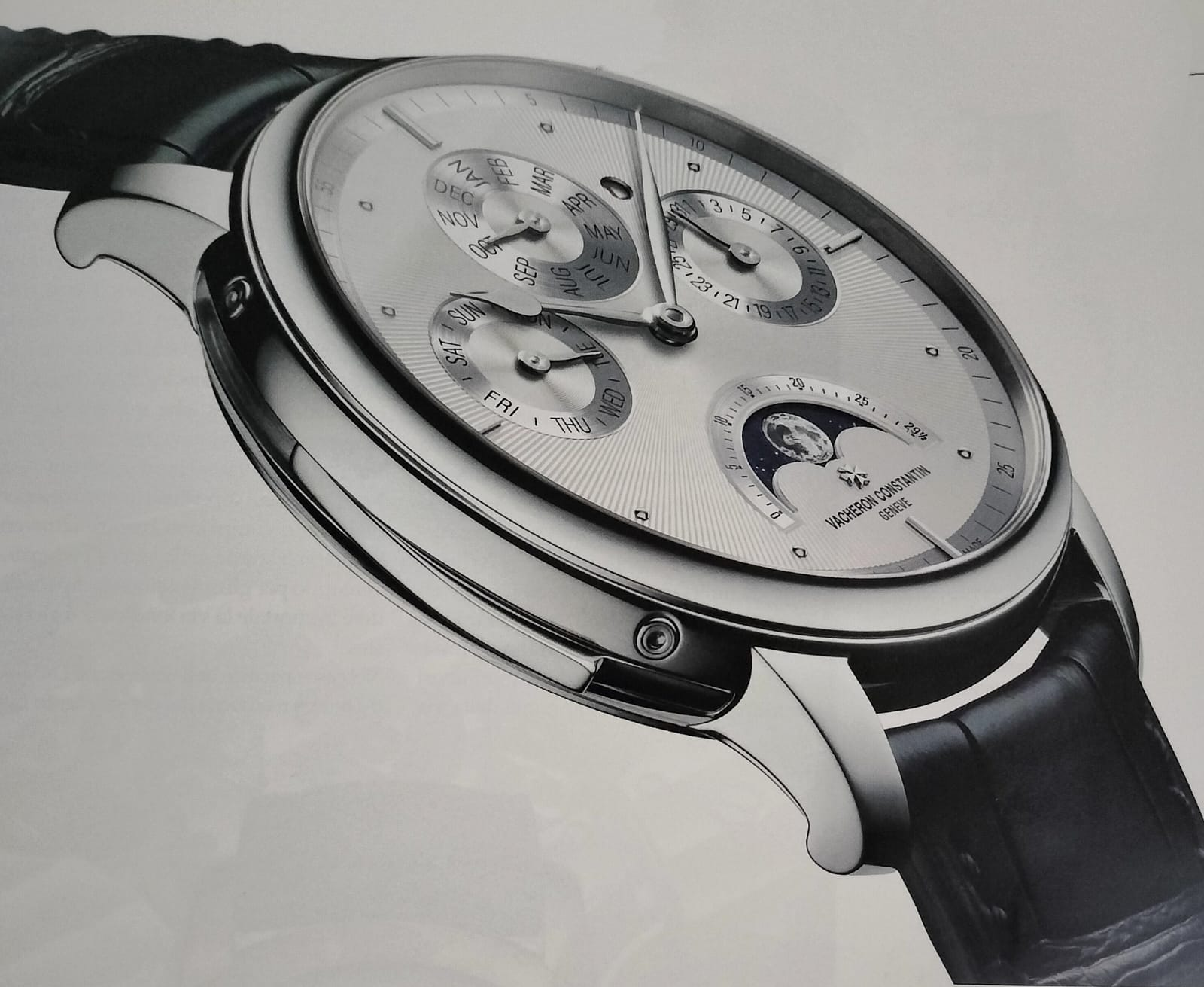
Vacheron Constantin Les Cabinotiers con calendario perpetuo e ripetizione minuti.

Nel 2020 è il turno del nuovo orologio da polso più complicato di casa Vacheron: si tratta del Les Cabinotiers Grand Complication Split-Seconds Chronograph – Tempo con ben 24 complicazioni (una in più del Celestia Astronomical Grand Complication di qualche anno prima). Il movimento, chiamato 2756, è formato da 1163 componenti e sui due quadranti sono visibili le funzioni cronografiche e di calendario perpetuo, tourbillon e numerose funzioni astronomiche. È inoltre presente la pregiata funzione della ripetizione dei minuti. Meno complicato, ma anch'esso un pezzo unico, è il Les Cabinotiers Minute Repeater Perpetual Calendar, basato su un'evoluzione del movimento 1731, dallo spessore contenuto in appena 5 millimetri. Al Watches & Wonders di quello stesso anno la collezione Traditionelle aggiunge un cronografo monopulsante con tourbillon, utilizzando il movimento 3200 montato sull'omologo della linea Harmony che, nel frattempo, viene pian piano dismessa. Sempre nel 2020 viene presentata la nuova generazione della collezione femminile Egérie, che stravolge l'estetica del modello precedente, abbandonando le linee tonneau per abbracciare invece una cassa tonda, mentre i calibri possono essere scelti tra un quarzo e un movimento automatico, così come sono state introdotte delle complicazioni, quali, a scelta, il datario (l'orologio, contraddistinto dalla ref. 4605F, misura 35 mm e monta il calibro di manifattura Vacheron Constantin 1088) o le fasi lunari (con l'orologio di 37 mm che adotta il movimento Vacheron Constantin 1088L), posizionati asimmetricamente in un sottoquadrante tra l'1 e le ore 3.
Nel 2021 viene festeggiato il centenario dell'Americaine con tre modelli: due in oro bianco (da 36.5 mm, ref. 1100S e da 40 mm, ref. 82035) e un terzo sempre da 40 mm, con cassa e quadrante in platino. I cinturini sono prodotti dalla milanese Serapian, anch'essa di proprietà del gruppo Richemont. Quell'anno la sezione Les Cabinotiers realizza il Tourbillon Armillary Perpetual Calendar Planetaria, dotato di tourbillon biassiale, calendario perpetuo con datario retrogrado, indicazione delle fasi lunari e del giorno e della notte. Il lato della cassa è stato reso trasparente per poter ammirare anche di lato la rotazione del tourbillon, che ruota su due assi.

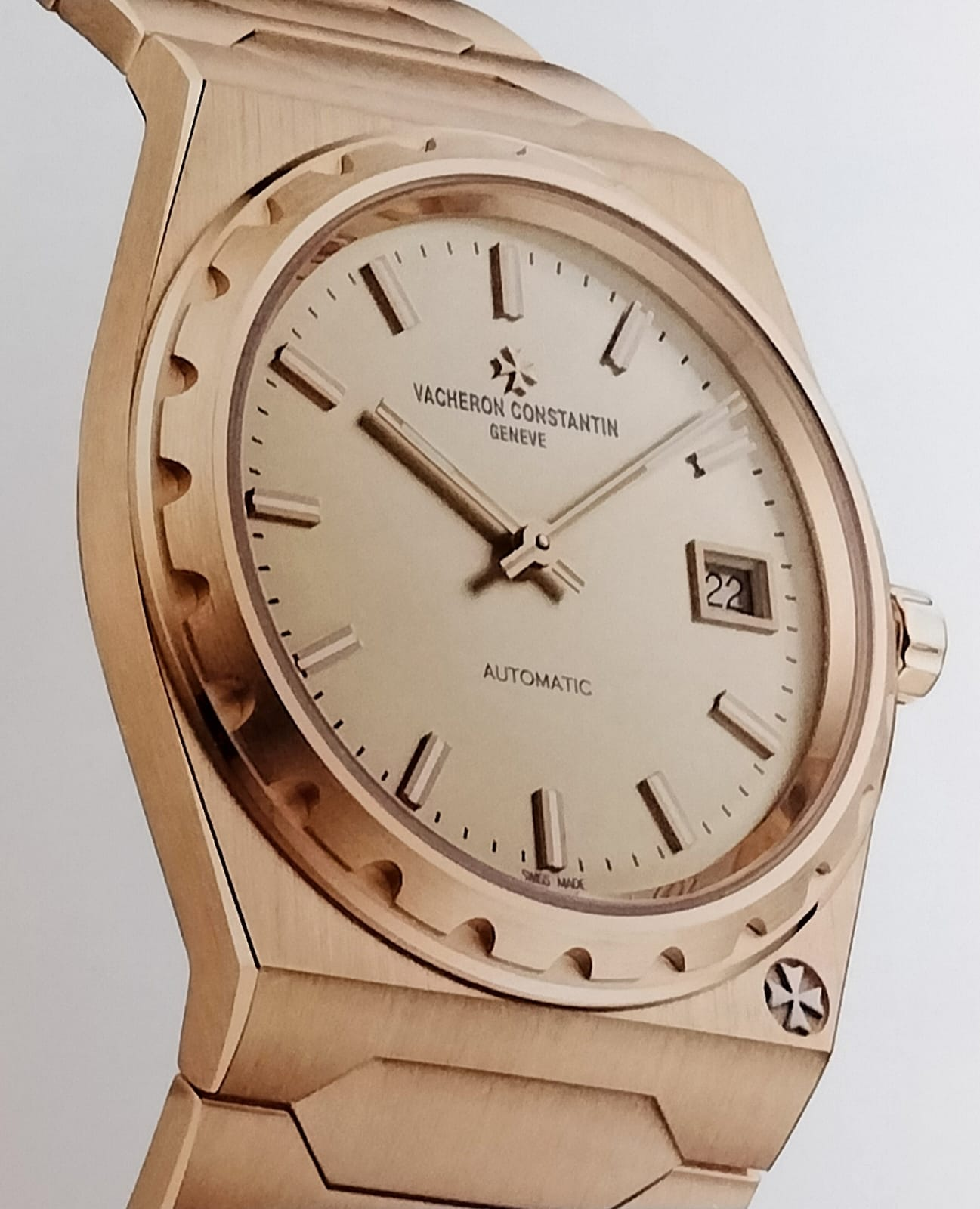
Vacheron Constantin Historique 222 (ref. 4200H) del 2022, riproduzione fedele dell'originale 222 di metà anni '70.

Nel 2022, a 45 anni di distanza dal suo debutto, la Maison lancia una versione celebrativa del 222 "Jumbo" vintage (ref. 44018), fedele in ogni dettaglio all'originale, ma con il fondello a vista e dotato non più di un movimento derivato da Jaeger-LeCoultre, bensì di un calibro di manifattura: il Vacheron Constantin 2455/2. Questa nuova referenza è chiamata 4200H. Questo stesso anno la sezione Les Cabinotiers completa altri capolavori: uno è il Minute Repeater Tourbillon Split-Seconds Monopusher Chronograph, un pezzo unico dotato di tourbillon a sessanta secondi, ripetizione minuti e cronografo monopulsante.
Altro pezzo unico presentato nel 2022 è il Les Cabinotiers Grande Complication Bacchus, con doppio quadrante per un totale di 16 complicazioni riunite in questo orologio. Ulteriore particolarità del pezzo è la decorazione della cassa con rubini che riproducono grappoli d'uva.
Les Cabinotiers nel 2023 presentano il supercomplicato Dual Moon Grand Complication, dotato di fasi lunari visibili contemporaneamente per entrambi gli emisferi terrestri, calendario perpetuo retrogrado con correzione istantanea, tourbillon, ripetizione minuti e altro, per un totale di 11 complicazioni. Anche in questo caso, si tratta di un pezzo unico. Lo stesso anno l'atelier Les Cabinotiers realizza un altro orologio unico: l'Armillary Tourbillon, un segnatempo da cruscotto realizzato come pezzo unico per una Rolls-Royce Amethyst Droptail che può essere estratto dalla plancia per diventare un orologio da tavolo. Questo orologio presenta ore e minuti retrogradi e due gabbie di tourbillon che si intersecano mettendo in mostra una croce di malta, simbolo della Maison. Sempre nel 2023 Les Cabinotiers presentano anche la linea Récits de Voyage, una collezione limitata di quattro orologi solotempo con quadrante assemblato da tre incisioni dell'oro giallo, rosa e bianco. Un pezzo unico di Les Cabinotiers del 2023 è anche il Malte Tourbillon Squelette, con cassa e ponti finemente incisi, basato sulla ref. 30135.
Nel 2024 al Watches & Wonders di Ginevra Vacheron Constantin ha presentato diversi orologi con quadrante di colore differente rispetto a quelli già proposti a catalogo, ma soprattutto una novità pezzo unico: si tratta del Berkley Grand Complication, l'orologio più complicato mai creato. Si tratta di un segnatempo da tasca di dimensioni generose (quasi 10 cm di diametro per oltre 5 cm di spessore) dotato di 63 complicazioni, cioè sei in più rispetto al precedente, anch'esso Vacheron Constantin (ref. 57260), che era stato presentato nel 2015 per il duecentosessantesimo compleanno della Maison. Il nuovo Berkley (così chiamato dal nome del suo committente, William Berkley, fondatore della W. R. Berkley Corporation, nonché committente anche della ref. 57260) richiama assai da vicino l'estetica del suo predecessore, ma ne differisce per quanto riguarda le indicazioni del calendario, dal momento che introduce, per la prima volta in un orologio, la complicazione del calendario perpetuo cinese. Questo tipo di calendario è irregolare in quanto è di tipo lunisolare e non è di tipo convenzionale come quello gregoriano. Questa irregolarità del calendario cinese ha fatto sì che nel Berkley siano ben 13 le complicazioni dedicate solamente a questo tipo di calendario. A ciò vanno poi aggiunti le funzioni di cronografo rattrapante, equazione del tempo con indicazione di solstizi e di equinozi, le indicazioni di alba e tramonto, molteplici funzioni di suoneria tra cui un ripetitore minuti, suoneria e sveglia, un calendario zodiacale e un tourbillon a tre assi. Il movimento, interamente sviluppato da Vacheron Constantin, è composto da 2877 differenti parti.
Nel 2024 Vacheron Constantin ha presentato una nuova mostra di suoi segnatempo museali, intitolata "from geometry to artistry", in cui si vuole ripercorrere, attraverso l'esposizione di diversi modelli dalle forme inconsuete, lo sviluppo del design della Maison.
Attualmente la Maison realizza gran parte dei propri calibri in-house (specialmente in caso di movimenti supercomplicati), tuttavia alcuni vengono ancora forniti da terze parti, come per alcuni segnatempo da donna, i cui movimenti molto piccoli vengono perlopiù realizzati da Jaeger-LeCoultre, oppure alcuni cronografi che vengono alimentati da movimenti di derivazione Frédéric Piguet (ad esempio il Vacheron Constantin 1137, montato sull'Overseas ref. 49150, è basato sul FP 1185) o Lemania, debitamente decorati e regolati da Vacheron. Rari, seppur ancora utilizzati in qualche orologio da donna, sono invece i calibri al quarzo.

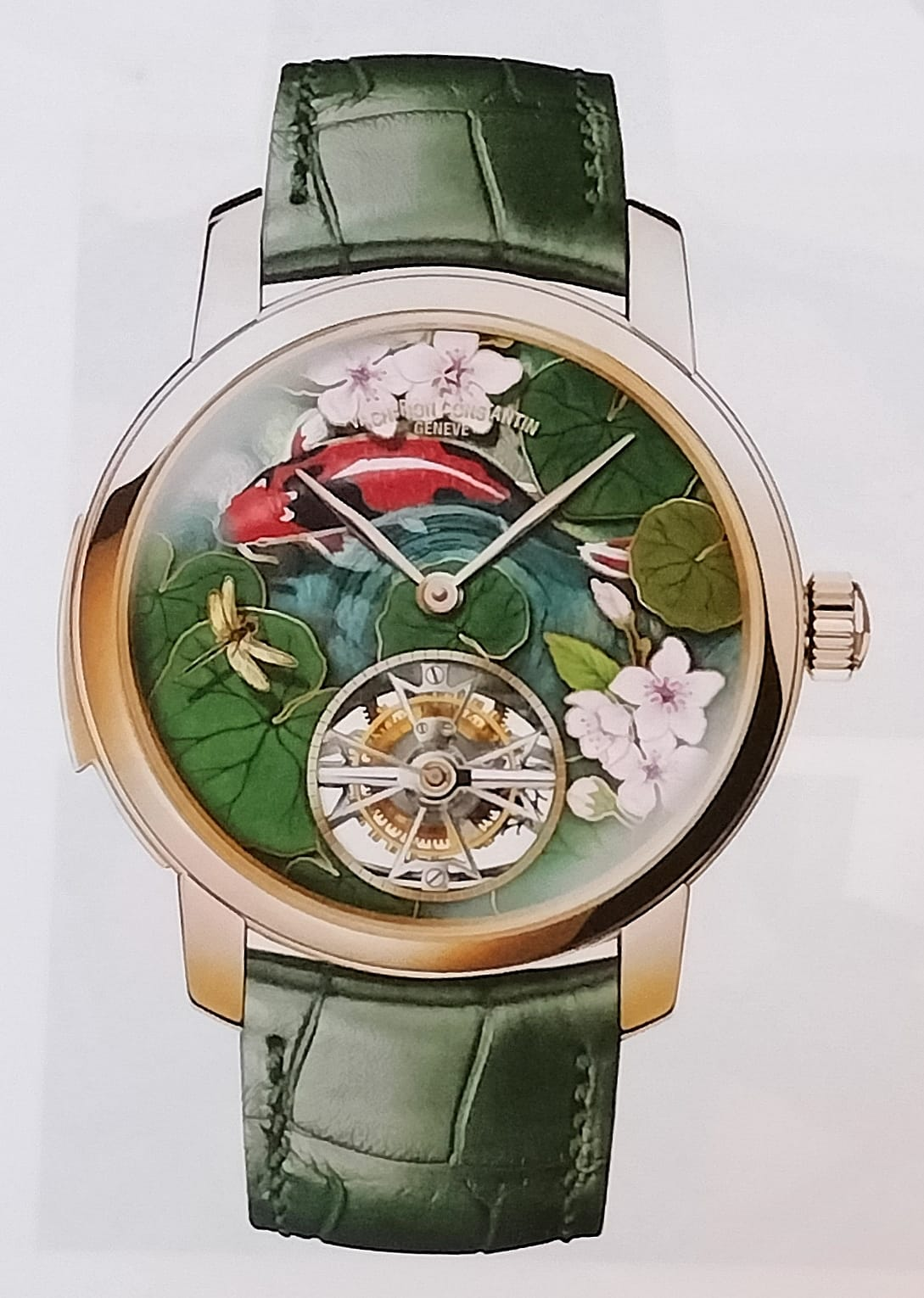
Vacheron Constantin Les Cabinotiers con tourbillon e ripetizione minuti. Il quadrante è stato inciso a bassorilievo e poi dipinto a smalto con tecnica champlevé.

Per sottolineare l'esclusività e la qualità offerta nella propria produzione, Vacheron Constantin ha lanciato un nuovo slogan: "One of not many", traducibile come "uno dei pochi", a testimonianza dell'elitarietà dei suoi orologi.
Un altro claim recentemente introdotto dalla casa è "Less'ential", a dimostrazione dell'esaltazione del minimalismo orologiero, di un'estetica tradizionale, di pregiate complicazioni, il tutto nel solco della tradizione di cui l'azienda si è sempre fatta portatrice.
Attualmente la produzione si attesta sui 31.000/32.000 orologi all'anno, e i movimenti maggiormente usati sono il 1400 e il 4400 per quanto riguarda quelli a carica manuale (con i loro derivati con complicazioni), il 2460 (e affini) e il 5100 come calibro automatico.
Sempre nel 2024 viene celebrato il ventesimo anniversario della collezione Patrimony (esistente anche negli anni Ottanta, ma entrata in pianta stabile nel catalogo Vacheron Constantin solo a partire dal 2004), con la presentazione di un modello peculiare ed inedito, in soli 100 esemplari: si tratta della ref. 85180/000J-H069 in oro giallo, con quadrante dorato con motivo decorativo a cerchi concentrici realizzato dal designer Ora ïto. Inoltre, al fianco del servizio di certificazione con blockchain dei segnatempo vintage revisionati dalla Maison, è stato presentato il servizio di compravendita, da parte delle medesime boutiques Vacheron Constantin, di segnatempo vintage.
Il 2025 coincide con la celebrazione del 270º anniversario dalla nascita dell'azienda, la quale produce ininterrottamente i suoi orologi fin dal 1755 (si tratta di un record di longevità per un'azienda orologiera). Il primo orologio dell'anno giubilare è il 222 in versione acciaio con quadrante blu, che affianca la variante tutta oro presentata nel 2022. La celebrazione di questo anniversario "rotondo" ha portato la Maison a realizzare l'orologio da polso più complicato della storia dell'orologeria: si tratta del Les Cabinotiers Solaria Ultra Grand Complication, un segnatempo dotato di ben 41 complicazioni, di cui 5 complicazioni astronomiche (alcune delle quali una prima assoluta in un orologio). Questo capolavoro ha necessitato di un nuovo meccanismo ad hoc: il Vacheron Constantin 3655 (di 36 millimetri di diametro per meno di 11 di spessore) dotato di 1521 componenti. A discapito della complessità tecnica e realizzativa, l'orologio misura 45 millimetri di diametro per 14,99 millimetri di spessore. Alcune delle complicazioni riportate in questo orologio da record sono: calendario perpetuo, ore di alba e tramonto, equazione del tempo, ore e minuti siderali, altezza e culminazione del Sole, calendario zodiacale, mappa celeste, inseguimento delle costellazioni (tramite la funzione cronografica a rattrapante consente di misurare il tempo necessario affinché una data costellazione o stella appaia nel cielo), ripetizione minuti, cronografo rattrapante e molto altro.
L'atelier Les Cabinotiers ha inoltre realizzato tre orologi pezzi unici con quadranti decorati (in smalto o incisi) raffiguranti la Tour de l'Ile di Ginevra (ref. 2400C), che fu sede della Maison dal 1842 al 1875.
Un altro pezzo unico realizzato da Les Cabinotiers è il Temporis Duo (ref. 9750C), dotato di tourbillon, ripetizione minuti e cronografo rattrapante.

È stato proposto anche un nuovo Traditionelle Tourbillon Perpetual Calendar in edizione limitata a 127 pezzi, con calibro Vacheron Constantin 2162QP e nuovo motivo guilloché sul quadrante. In edizione limitata sono anche i tre orologi della linea Traditionelle con quadrante scheletrato e tre differenti tipi di complicazioni: calendario completo; calendario perpetuo con datario retrogrado; tourbillon con datario retrogrado. Altro segnatempo degno di nota creato durante il duecentosettantesimo anniversario è l'Overseas Grand Complication Openface (ref. 6510V), il primo grande complicazione della linea Overseas, il quale monta il calibro Vacheron Constantin 2755QP che ospita calendario perpetuo, tourbillon e ripetizione minuti. Nonostante la complessità del meccanismo e la delicatezza della complicazione della ripetizione minuti, quest'orologio è testato all'impermeabilità a 30 metri.

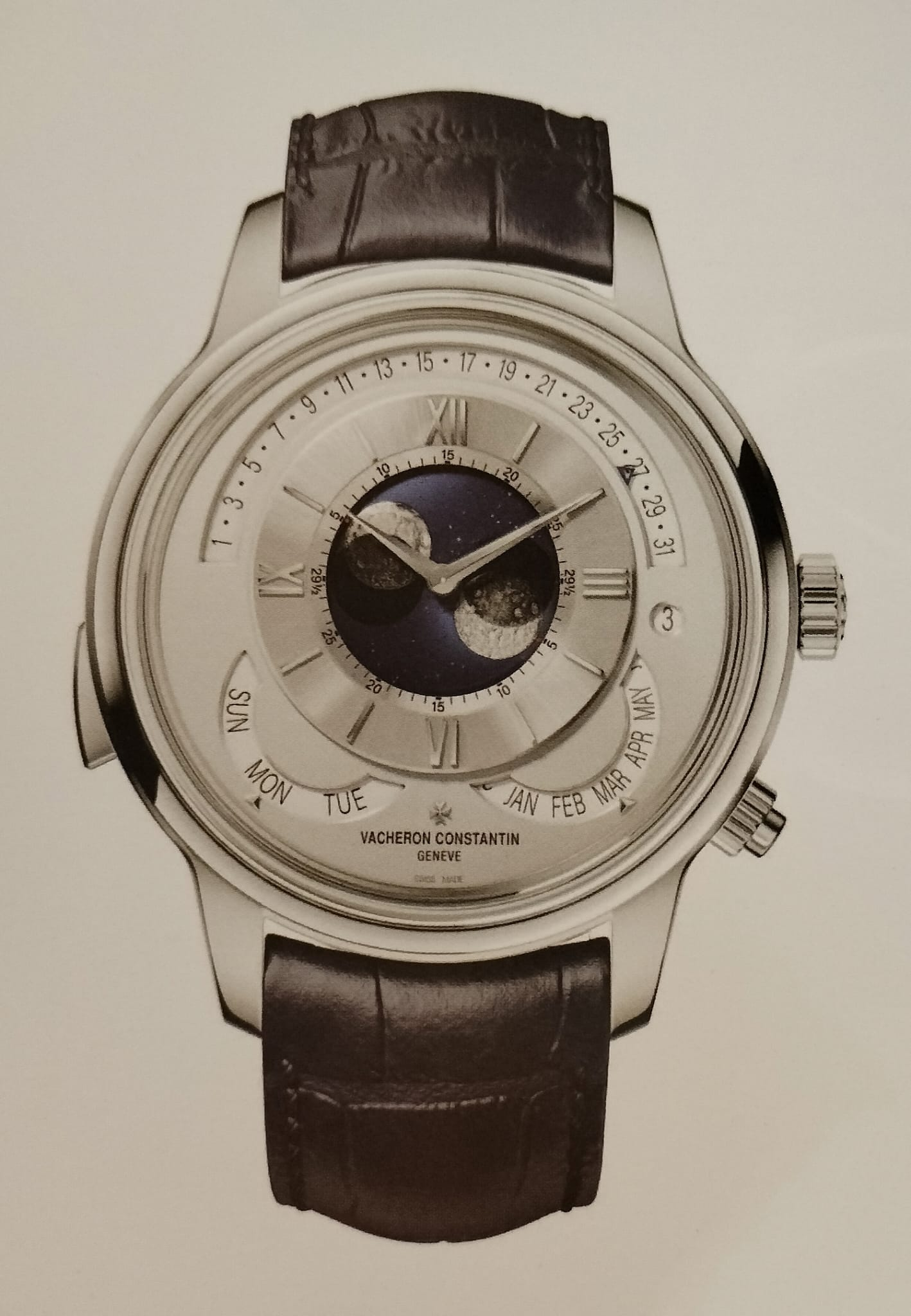
Vacheron Constantin Les Cabinotiers Dual Moon Grand Complication con cassa in oro bianco. Pezzo unico realizzato nel 2023.

## Produzione
Similarmente alle altre manifatture d'orologeria, anche Vacheron Constantin presenta più collezioni: 
- Collezione Patrimony: comprende orologi classici, reinterpretazioni dei grandi classici della manifattura, che appunto attingono dal patrimonio della Maison.
- Collezione Traditionelle: segnatempo dal design classico
- Collezione Fifty-Six: linea entry level dell'azienda
- Collezione Malte: comprende orologi contraddistinti dalla caratteristica forma tonneau. Le forme di questi orologi richiamano l'emblema della manifattura.
- Collezione Quai de l'Ile: comprende orologi personalizzabili dal cliente.
- Collezione Overseas: comprende orologi complicati e dedicati al mondo dello sport.
- Collezione Historiques: comprende reinterpretazioni dei segnatempo più celebri della manifattura.
- Collezione Métiers d'Art: comprende orologi caratterizzati da un imponente apparato decorativo realizzato artigianalmente. All'interno di questa collezione ci sono numerose linee di orologi realizzati in pochissimi esemplari e caratterizzate da un elemento tematico in comune, come le civiltà antiche, le metropoli, gli animali esotici eccetera.
- Collezione Egérie: comprende orologi femminili, solotempo o complicati, realizzati in materiali pregiati e pietre preziose.
- Collezione Heures Creatives: segnatempo di alta qualità realizzati con pietre preziose e design non convenzionali, i quali richiamano l'Art deco di inizio Novecento.
- Collezione Les Cabinotiers: orologi quasi sempre pezzi unici dotati di complicazioni pregiate e rifiniture artigianali di altissimo livello incassati in casse lavorate e in materiali preziosi. Spesso realizzati su richiesta di un facoltoso collezionista dal reparto più prestigioso della Maison.

## Métiers d'Art
La linea Métiers d'Art racchiude al suo interno diversi orologi in pochissimi esemplari ispirati a una particolare tematica e caratterizzati da una grandissima cura nei dettagli del quadrante, grazie all'utilizzo di smalti (grand feu, grisaille...), tecniche di pitture antiche o molto rare, utilizzo di materiali pregiati. Per via delle varie fonti d'ispirazione delle linee all'interno di questa collezione, è possibile distinguere quest'ultima in:
- "La Symbolique des Laques", che utilizza la tecnica della lacca giapponese per decorare i quadranti
- "Tribute to great civilization", con cui si celebrano le antiche civiltà mesopotamica, egizia, greca e romana, ed è stata realizzata in collaborazione con il Museo del Louvre.
- "Hommage aux symboles traditionnels", con quadrante decorato da motivi tipici tradizionali della cultura cinese.
- "Hommage aux Naturalistes Explorateurs": quadrante su due livelli con a destra l'indicazione di ore saltanti e minuti su un disco, mentre a sinistra la decorazione omaggia diversi esploratori che hanno toccato quattro tappe: il Capo di Buona Speranza, Capo Verde, la Terra del Fuoco e lo Stretto di Magellano.
- "Ville Lumiéres", sul cui quadrante smaltato viene dipinta a mano dai maestri orologiai della maison la mappa di alcune metropoli come New York, Sydney, Parigi, Tokyo e altre[237][238]
- "Les Masques"[239], in cui i quadranti degli orologi realizzati raffigurano esempi di maschere realizzati nell'arte primitiva provenienti dal museo di Ginevra Barbier-Mueller.
- "Les Aérostiers"[240], in cui vengono celebrati cinque diversi famosi viaggi in mongolfiera.
- "Les Univers Infinis"[241], nella quale si esplorano i dipinti dell'artista olandese Maurits Cornelis Escher[242].
- "La légende du zodiaque chinois": le indicazioni orarie e di datario sono relegate in finestre periferiche, mentre il quadrante è inciso e decorato a smalto con differenti animali del calendario zodiacale cinese.
- "Florilège", i cui quadranti in smalto guilloché riproducono i fiori[243].
- "Mécaniques Gravées", con quadranti e movimenti incisi a mano.

## Les Cabinotiers
A partire da metà anni Novanta circa viene maggiormente sviluppato questo atelier che racchiude le eccellenze di Vacheron Constantin in tema di complicazioni orologiere, assemblaggio e qualità delle finiture, il tutto tradotto nella realizzazione di pezzi unici realizzati su commissione di facoltosi clienti e connaisseurs. Di seguito riportate alcune linee di questa collezione, e i pezzi più significativi:
- "Mécaniques Sauvages", che rappresenta animali esotici
- "Les Royaumes Aquatiques"[244] (i regni dei mari). Si tratta di una delle tante linee esclusive della Maison, caratterizzata da apposite tematiche marine riportate sui quadranti.
- "Récits de Voyage": il quadrante di questi quattro orologi è creato assemblando tre pezzi d'oro giallo, bianco e rosa per riprodurre quattro luoghi.
- "La Musique du temps": dedicata a orologi con grandi complicazioni una delle quali è una componente sonora (ripetizione minuti e/o suoneria):
  - Les Cabinotiers Dual Moon Grand Complication: orologio con 11 complicazioni tra cui ripetizione minuti, calendario perpetuo istantaneo e retrogrado, tourbillon, carta celeste e visione delle fasi lunari in contemporanea per entrambi gli emisferi terrestri.
  - Celestia Astronomical Grand Complication: orologio con 23 complicazioni tra cui calendario perpetuo, tourbillon, equazione del tempo marciante, indicazione di alba e tramonto, calendario zodiacale, carta celeste e ripetizione minuti.
  - Symphonia Grande Sonnerie 1860: grande e piccola suoneria, ripetizione minuti e riserve di carica
- "Le Temps Céleste": con richiami all'astronomia
  - Armillary Tourbillon Perpetual Calendar Planetaria: calendario perpetuo retrogrado, tourbillon su due assi e indicazione delle fasi lunari sui due emisferi terrestri, indicazione delle 24 ore.

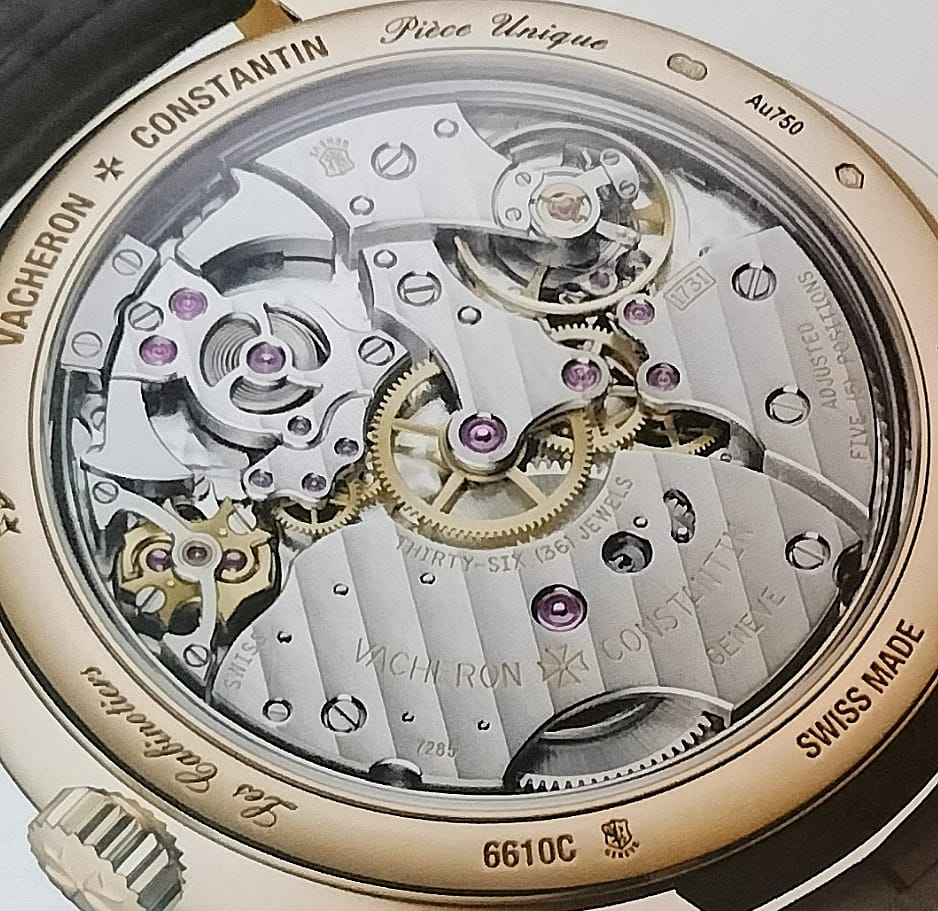
Movimento Vacheron Constantin 1731QP di manifattura con calendario perpetuo e ripetizione minuti. Alla destra dei martelletti è possibile vedere il Punzone di Ginevra.